# قائمة إصدارات الطوابع في العراق (1971-1980)
هذه قائمة بإصدارات الطوابع في العراق للفترة 1971-1980:

## إصدارات 1971
بلغ عدد إصدارات سنة 1971 اثنان وعشرين إصدارا وقد ضمت 56 طابعا.

### إصدارات يوم الجيش (1971)
أصدر طابعان بمناسبة الذكرى الخمسون لتأسيس الجيش العراقي عام 1921:

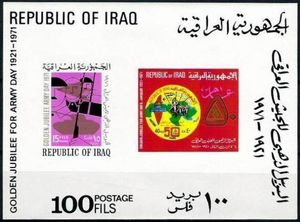
بطاقة تضم الطابعين

| # | تاريخ الإصدار       | الوصف | الصورة | القيمة  | الأبعاد | كمية الإصدار |
| - | ------------------- | --- | ------ | ------- | ------- | ------------ |
| 1 | 6 كانون الثاني 1971 | طابع بإطار أبيض ووسطه وردي فيه تخطيط لثلاثة جنود مع عبارة "اليوبيل الذهبي للجيش العراقي 1971" في جانب الطابع.                                        |        | 15 فلسا |         |              |
| 2 | 6 كانون الثاني 1971 | طابع يغلب عليه اللون الأحمر ودائرة صفراء في جانب الطابع فيها خريطة الوطن العربي وخريطة فلسطين ومسجد قبة الصخرة مع عبارة "6 كانون الثاني 1921 - 1971" |        | 40 فلسا |         |              |

### إصدارات ثورة 14 رمضان (1971)
أصدر طابعان بمناسبة الذكرى الثامنة لثورة 14 رمضان:
| # | تاريخ الإصدار | الوصف | الصورة | القيمة  | الأبعاد | كمية الإصدار |
| - | ------------- | --- | ------ | ------- | ------- | ------------ |
| 3 | 8 شباط 1971   | طابع بإطار أصفر ووسط أزرق تتوسطه خريطة الوطن العربي وتظهر فيه جموع من الناس ترفع علم العراقة مع عبارة "ذكرى ثورة 14 رمضان المباركة 1963-1971" وشمس بيضاء مع عبارة "14 رمضان" وعبارة "وحدة حرية اشتراكية"   |        | 15 فلسا |         |              |
| 4 | 8 شباط 1971   | طابع بإطار بنفسجي ووسط أزرق تتوسطه خريطة الوطن العربي وتظهر فيه جموع من الناس ترفع علم العراقة مع عبارة "ذكرى ثورة 14 رمضان المباركة 1963-1971" وشمس بيضاء مع عبارة "14 رمضان" وعبارة "وحدة حرية اشتراكية" |        | 40 فلسا |         |              |

### إصدارات السنة الهجرية الجديدة (1391)
أصدر طابعان بمناسبة السنة الهجرية الجديدة (1391):
| # | تاريخ الإصدار | الوصف | الصورة | القيمة  | الأبعاد | كمية الإصدار |
| - | ------------- | --- | ------ | ------- | ------- | ------------ |
| 5 | 26 شباط 1971  | طابع متعدد الألوان بإطار وردي وكتابة حمراء تظهر فيه صورة نسيج عنكبوت ورسم لأشخاص وهلال ومسجد وعبارة "ذكرى السنة الهجرية المباركة 1 محرم 1391هـ"    |        | 10 فلوس |         |              |
| 6 | 26 شباط 1971  | طابع متعدد الألوان بإطار برتقالي وكتابة حمراء تظهر فيه صورة نسيج عنكبوت ورسم لأشخاص وهلال ومسجد وعبارة "ذكرى السنة الهجرية المباركة 1 محرم 1391هـ" |        | 15 فلسا |         |              |

### إصدارات ذكرى بيان 11 أذار
| # | تاريخ الإصدار | الوصف | الصورة | القيمة  | الأبعاد | كمية الإصدار |
| - | ------------- | --- | ------ | ------- | ------- | ------------ |
| 7 | 11 آذار 1971  | طابع مربع بإطار أحمر تظهر في وسطه دائرة فيها صورة الرئيس أحمد حسن البكر يحمل مشعلا وجموع من الناس وجبال ولافتات مكتوب عليها "وحدة" و"حرية" و"اشتراكية" وشريط أبيض مكتوب فيه "الذكرى الأولى لبيان 11 أذار التاريخي 1970-1971" |        | 15 فلسا |         |              |
| 8 | 11 آذار 1971  | طابع مربع بإطار أخضر تظهر في وسطه دائرة فيها صورة الرئيس أحمد حسن البكر يحمل مشعلا وجموع من الناس وجبال ولافتات مكتوب عليها "وحدة" و"حرية" و"اشتراكية" وشريط أبيض مكتوب فيه "الذكرى الأولى لبيان 11 أذار التاريخي 1970-1971" |        | 100 فلس |         |              |

### إصدارات الأسبوع السياحي في العراق
أصدرت أربعة طوابع بمناسبة الأسبوع السياحي في العراق:
| #  | تاريخ الإصدار | الوصف | الصورة | القيمة  | الأبعاد | كمية الإصدار |
| -- | ------------- | --- | ------ | ------- | ------- | ------------ |
| 9  | 15 آذار 1971  | طابع يغلب عليه اللون الوردي المحمر، تظهر فيه صورة مشهد من أهوار العراق حيث تظهر صورة رجل يقف على مشحوفه وصورة شمس وطائر مع كلمة "الأهوار" وعبارة "الأسبوع السياحي في العراق". |        | 5 فلوس  |         |              |
| 10 | 15 آذار 1971  | طابع يغلب عليه اللون الأخضر، تظهر فيه صورة طائر اللقلق ومعالم مدينة بغداد التاريخية مع كلمة "بغداد 1971" وعبارة "الأسبوع السياحي في العراق".                                  |        | 10 فلوس |         |              |
| 11 | 15 آذار 1971  | طابع ملون تظهر فيه رسم يدل على مصايف شمال العراق مع كلمة "المصايف" وعبارة "الأسبوع السياحي في العراق 1971".                                                                   |        | 15 فلسا |         |              |
| 12 | 15 آذار 1971  | طابع ملون تظهر فيه رسم يدل على قصص ألف ليلة وليلة مع عبارة "عودة السندباد" وعبارة "الأسبوع السياحي في العراق 1971".                                                           |        | 100 فلس |         |              |

### إصدارات عيد نوروز
أصدر طابعان بمناسبة يوم نوروز.
| #  | تاريخ الإصدار | الوصف | الصورة | القيمة  | الأبعاد | كمية الإصدار |
| -- | ------------- | --- | ------ | ------- | ------- | ------------ |
| 13 | 21 آذار 1971  | طابع تظهر فيه صورة كاوه الحداد مع الأفعى وجبال وأزهار، وفي أسفل الطابع شريط أحمر مع عبارة "ذكرى عيد نوروز 21 آذار 1971" |        | 15 فلسا |         |              |
| 14 | 21 آذار 1971  | طابع تظهر فيه صورة كاوه الحداد مع الأفعى وجبال وأزهار، وفي أسفل الطابع شريط أصفر مع عبارة "ذكرى عيد نوروز 21 آذار 1971" |        | 25 فلسا |         |              |

### إصدارات يوم الأنواء
وشح طابعان من إصدارات سنة السياحة العالمية لعام 1967 بتوشيح بمناسبة يوم الأنواء.
| #  | تاريخ الإصدار | الوصف | الصورة | القيمة  | الأبعاد | كمية الإصدار |
| -- | ------------- | --- | ------ | ------- | ------- | ------------ |
| 15 | 23 آذار 1971  | طابع ملون تتوسطه صورة المئذنة الملوية مع عبارة "1967 - سنة السياحة العالمية"، وشح بعبارة "يوم الأنواء W. M. DAY 1971"                         |        | 15 فلسا |         |              |
| 16 | 23 آذار 1971  | طابع ملون تتوسطه صورة ملوية سامراء مع عبارة "1967 - سنة السياحة العالمية"، وشح بعبارة "يوم الأنواء W. M. DAY 1971"، والطابع مخصص للبريد الجوي |        | 80 فلسا |         |              |

### إصدارات ذكرى تأسيس حزب البعث العربي الاشتراكي
أصدرت ثلاثة طوابع بمناسبة الذكرى الرابعة والعشرين لتأسيس حزب البعث العربي الاشتراكي.
| #  | تاريخ الإصدار | الوصف | الصورة | القيمة   | الأبعاد | كمية الإصدار |
| -- | ------------- | --- | ------ | -------- | ------- | ------------ |
| 17 | 7 نيسان 1971  | طابع بخلفية صفراء وفي الوسط تصميم دائري تظهر صورة بناء يقف عليه ستة أشخاص وهم جندي يحمل سلاحه ومرأة تحمل مشعلا ورجل يحمل راية الحزب وعامل يحمل مفكا ورجل يلبس زيا كرديا يحمل حزمه سنابل ورجل يلبس زيا عربيا يحمل مسحاة، وفي الوسط صورة شمس ينبعث منها شعاعا وفي وسطها خريطة الوطن العربي وكلمة البعث. كما توجد عبارة "ذكرى تأسيس حزب البعث العربي الاشتراكي 1947 7 نيسان 1971" في مكانين في الطابع، مرة في يمين الطابع ومرة في أسفل التصميم الدائري. |        | 15 فلسا  |         |              |
| 18 | 7 نيسان 1971  | طابع بخلفية قرمزي وفي الوسط تصميم دائري تظهر صورة بناء يقف عليه ستة أشخاص وهم جندي يحمل سلاحه ومرأة تحمل مشعلا ورجل يحمل راية الحزب وعامل يحمل مفكا ورجل يلبس زيا كرديا يحمل حزمه سنابل ورجل يلبس زيا عربيا يحمل مسحاة، وفي الوسط صورة شمس ينبعث منها شعاعا وفي وسطها خريطة الوطن العربي وكلمة البعث. كما توجد عبارة "ذكرى تأسيس حزب البعث العربي الاشتراكي 1947 7 نيسان 1971" في مكانين في الطابع، مرة في يمين الطابع ومرة في أسفل التصميم الدائري. |        | 35 فلسا  |         |              |
| 19 | 7 نيسان 1971  | طابع دائري تظهر صورة بناء يقف عليه ستة أشخاص وهم جندي يحمل سلاحه ومرأة تحمل مشعلا ورجل يحمل راية الحزب وعامل يحمل مفكا ورجل يلبس زيا كرديا يحمل حزمه سنابل ورجل يلبس زيا عربيا يحمل مسحاة، وفي الوسط صورة شمس ينبعث منها شعاعا وفي وسطها خريطة الوطن العربي وكلمة البعث. كما توجد عبارة "ذكرى تأسيس حزب البعث العربي الاشتراكي 1947 7 نيسان 1971" في أسفل الطابع.                                                                                    |        | 250 فلسا |         |              |

### إصدارات مهرجان الربيع
وشحت ثلاثة طوابع من إصدارات الأزياء العراقية لعام 1967 بعبارة "مهرجان الربيع".
| #  | تاريخ الإصدار | الوصف | الصورة | القيمة  | الأبعاد | كمية الإصدار |
| -- | ------------- | --- | ------ | ------- | ------- | ------------ |
| 20 | 14 نيسان 1971 | طابع ملون بخلفية منقوشة بنقش بني مع عبارة "الآزياء العراقية" وصورة رجل يرتدي زيا عربيا مكون من دشداشة وعباءة وغترة بيضاء وعقال، مع توشيح بعبارة "مهرجان الربيع". |        | فلسان   |         |              |
| 21 | 14 نيسان 1971 | طابع ملون بخلفية منقوشة بنقش أحمر مع عبارة "الآزياء العراقية" وصورة امرأة ترتدي زيا كرديا، مع توشيح بعبارة "مهرجان الربيع".                                      |        | 5 فلوس  |         |              |
| 22 | 14 نيسان 1971 | طابع ملون بخلفية منقوشة بنقش بني مصفر مع عبارة "الآزياء العراقية" وصورة امرأة ترتدي عباءة، مع توشيح بعبارة "مهرجان الربيع".                                      |        | 25 فلسا |         |              |

### إصدارات عيد العمال (1971)
أصدر طابعان بمناسبة يوم العمال العالمي.
| #  | تاريخ الإصدار | الوصف | الصورة | القيمة  | الأبعاد | كمية الإصدار |
| -- | ------------- | --- | ------ | ------- | ------- | ------------ |
| 23 | 1 أيار 1971   | طابع غلب عليه اللونين البني الغامق والبرتقالي مع صورة رجل يحمل مطرقة ومرأة تحمل حزمة سنابل وصورة يد تحمل مشعلا وتخطيط لمبان مع عبارة "1 أيار يوم العمال العالمي سنة 1971".      |        | 15 فلسا |         |              |
| 24 | 1 أيار 1971   | طابع غلب عليه اللونين البني الغامق والبني الزيتوني مع صورة رجل يحمل مطرقة ومرأة تحمل حزمة سنابل وصورة يد تحمل مشعلا وتخطيط لمبان مع عبارة "1 أيار يوم العمال العالمي سنة 1971". |        | 40 فلسا |         |              |

### إصدارات ذكرى المولد النبوي (1391)
أصدر طابعان بمناسبة ذكرى المولد النبوي الشريف.
صدر طابعان بمناسبة ذكرى المولد النبوي الأول بقيمة خمسة عشر فلسا والثاني بقيمة مئة فلس:
| #  | تاريخ الإصدار | الوصف | الصورة | القيمة  | الأبعاد | كمية الإصدار |
| -- | ------------- | --- | ------ | ------- | ------- | ------------ |
| 25 | 7 أيار 1971   | طابع جانبه الأيمن أصفر اللون مع عبارة "ذكرى المولد النبوي الشريف 12 ربيع الأول 1391هـ - 1971م"، وتظهر صورة الكعبة وصورة رجل جالس في محراب يدعو وأمامه مصحف. |        | 15 فلسا |         |              |
| 26 | 7 أيار 1971   | طابع جانبه الأيمن وردي اللون مع عبارة "ذكرى المولد النبوي الشريف 12 ربيع الأول 1391هـ - 1971م"، وتظهر صورة الكعبة وصورة رجل جالس في محراب يدعو وأمامه مصحف. |        | 100 فلس |         |              |

### إصدارات ذكرى ثورة 14 تموز (1971)
أصدر طابعان بمناسبة الذكرى الثالثة عشر لثورة 14 تموز 1958.
| #  | تاريخ الإصدار | الوصف | الصورة | القيمة  | الأبعاد | كمية الإصدار |
| -- | ------------- | --- | ------ | ------- | ------- | ------------ |
| 27 | 14 تموز 1971  | طابع بخلفية سمائية تظهر فيه خريطة العراق وفيه أياد متماسكة ونجمة ذات ثمانية رؤوس في وسطها مكتوب "14 تموز" ورسم لثلاثة أشخاص وعبارة "الذكرى الثالثة عشر لثورة 14 تموز 1958- 1971". |        | 25 فلسا |         |              |
| 28 | 14 تموز 1971  | طابع بخلفية سمائية تظهر فيه خريطة العراق وفيه أياد متماسكة ونجمة ذات ثمانية رؤوس في وسطها مكتوب "14 تموز" ورسم لثلاثة أشخاص وعبارة "الذكرى الثالثة عشر لثورة 14 تموز 1958- 1971". |        | 50 فلسا |         |              |

### إصدارات ذكرى ثورة 17 تموز (1971)
أصدر طابعان لمناسبة الذكرى الثالثة لثورة 17 تموز 1968.
| #  | تاريخ الإصدار | الوصف | الصورة | القيمة  | الأبعاد | كمية الإصدار |
| -- | ------------- | --- | ------ | ------- | ------- | ------------ |
| 29 | 17 تموز 1971  | طابع بإطار بنفسجي وفيه تظهر صورة شمس مكتوب وسطها "البعث" وصورة رجلين عربي وكردي يحمل ورقة مكتوب فيها "بيان 1 آذار" وصورة مهندس مساحة وصورة مصنع مع عبارة "الذكرى الثالثة لثورة 17 تموز المظفرة 1968 - 1971" وكلمات "وحدة - حرية - اشتراكية"  |        | 25 فلسا |         |              |
| 30 | 17 تموز 1971  | طابع بإطار برتقالي وفيه تظهر صورة شمس مكتوب وسطها "البعث" وصورة رجلين عربي وكردي يحمل ورقة مكتوب فيها "بيان 1 آذار" وصورة مهندس مساحة وصورة مصنع مع عبارة "الذكرى الثالثة لثورة 17 تموز المظفرة 1968 - 1971" وكلمات "وحدة - حرية - اشتراكية" |        | 70 فلسا |         |              |

### إصدارات ذكرى تأسيس مصرف الرافدين
أصدرت خمسة طوابع لمناسبة الذكرى الثلاثين لتأسيس مصرف الرافدين.
| #  | تاريخ الإصدار | الوصف | الصورة | القيمة   | الأبعاد | كمية الإصدار |
| -- | ------------- | --- | ------ | -------- | ------- | ------------ |
| 31 | 24 أيلول 1971 | طابع دائري يظهر في وسطه شعار مصرف الرافدين مع إطار بلون بني برتقالي مع عبارة "مرور ثلاثين سنة على تأسيس مصرف الرافدين 1941 - 1971" |        | 10 فلوس  |         |              |
| 32 | 24 أيلول 1971 | طابع دائري يظهر في وسطه شعار مصرف الرافدين مع إطار بلون وردي داكن مع عبارة "مرور ثلاثين سنة على تأسيس مصرف الرافدين 1941 - 1971"   |        | 15 فلسا  |         |              |
| 33 | 24 أيلول 1971 | طابع دائري يظهر في وسطه شعار مصرف الرافدين مع إطار بلون بنفسجي مع عبارة "مرور ثلاثين سنة على تأسيس مصرف الرافدين 1941 - 1971"      |        | 25 فلسا  |         |              |
| 34 | 24 أيلول 1971 | طابع دائري يظهر في وسطه شعار مصرف الرافدين مع إطار بلون قرمزي مع عبارة "مرور ثلاثين سنة على تأسيس مصرف الرافدين 1941 - 1971"       |        | 65 فلسا  |         |              |
| 35 | 24 أيلول 1971 | طابع دائري يظهر في وسطه شعار مصرف الرافدين مع إطار بلون أصفر خردلي مع عبارة "مرور ثلاثين سنة على تأسيس مصرف الرافدين 1941 - 1971"  |        | 250 فلسا |         |              |

### إصدارات التعداد الزراعي العام
وشحت ثلاثة من إصدارات الفواكه لعام 1970 بعبارة "التعداد الزراعي العام".
| #  | تاريخ الإصدار       | الوصف | الصورة | القيمة  | الأبعاد | كمية الإصدار |
| -- | ------------------- | --- | ------ | ------- | ------- | ------------ |
| 36 | 15 تشرين الأول 1971 | طابع ملون بخلفية زرقاء مخضرة يظهر صورة رمان "Punica granatum"، مع توشيح بعبارة "التعداد الزراعي العام 15 \ 10 \ 1971".        |        | 3 فلوس  |         |              |
| 37 | 15 تشرين الأول 1971 | طابع ملون بخلفية وردية يظهر صورة برتقال "Citrus sinensis"، مع توشيح بعبارة "التعداد الزراعي العام 15 \ 10 \ 1971".            |        | 15 فلسا |         |              |
| 38 | 15 تشرين الأول 1971 | طابع ملون بخلفية برتقالية يظهر صورة تمر النخيل "Phoenix dactylifera"، مع توشيح بعبارة "التعداد الزراعي العام 15 \ 10 \ 1971". |        | 35 فلسا |         |              |

### إصدارات الدورة الرياضية العربية المدرسية
أصدرت خمسة طوابع لمناسبة الدورة الرياضية العربية المدرسية الرابعة في بغداد 1971.

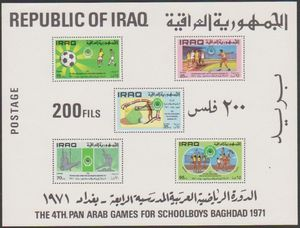
بطاقة بقيمة 200 فلس تضم الطوابع الخمسة

| #  | تاريخ الإصدار        | الوصف | الصورة | القيمة  | الأبعاد | كمية الإصدار |
| -- | -------------------- | --- | ------ | ------- | ------- | ------------ |
| 39 | 17 تشرين الثاني 1971 | طابع بخلفية خضراء مع شعار جامعة الدول العربية ورسم لاعبي كرة قدم مع صورة كرة قدم تظهر منها أشعة شمس مع عبارة "الدورة الرياضية العربية المدرسية الرابعة - بغداد 1971".                            |        | 15 فلسا |         |              |
| 40 | 17 تشرين الثاني 1971 | طابع بخلفية وردية مع شعار جامعة الدول العربية ورسم متسابقين في سباق ركض ولاعب رمي القرص مع عبارة "الدورة الرياضية العربية المدرسية الرابعة - بغداد 1971".                                        |        | 25 فلسا |         |              |
| 41 | 17 تشرين الثاني 1971 | طابع بخلفية سمائية مع شعار جامعة الدول العربية ورسم لاعب كرة المنضدة مع صورة مضرب وكرة هذه الرياضة وشريط طويل ملتف لعلم العراق مع عبارة "الدورة الرياضية العربية المدرسية الرابعة - بغداد 1971". |        | 35 فلسا |         |              |
| 42 | 17 تشرين الثاني 1971 | طابع بخلفية رمادية مع شعار جامعة الدول العربية ورسم لاعبي جمباز مع عبارة "الدورة الرياضية العربية المدرسية الرابعة - بغداد 1971".                                                                |        | 70 فلسا |         |              |
| 43 | 17 تشرين الثاني 1971 | طابع بخلفية خضراء مع شعار جامعة الدول العربية ورسمين أحدهما يصور لعبة كرة السلة والرسم الآخر لكرة الطائرة مع عبارة "الدورة الرياضية العربية المدرسية الرابعة - بغداد 1971".                      |        | 95 فلسا |         |              |

### إصدارات يوم الطالب
وشحت ثلاثة من طوابع إصدارات الزهور لعام 1970 بتوشيح بمناسبة يوم الطالب.
| #  | تاريخ الإصدار        | الوصف | الصورة | القيمة  | الأبعاد | كمية الإصدار |
| -- | -------------------- | --- | ------ | ------- | ------- | ------------ |
| 44 | 23 تشرين الثاني 1971 | طابع ملون يظهر وردة حمراء من نوع الورد "Rosa hybrida"، مع توشيح بعبارة "يوم الطالب 23 تشرين الثاني 1971"                                                  |        | 15 فلسا |         |              |
| 45 | 23 تشرين الثاني 1971 | طابع ملون يظهر وردة حمراء من نوع توليب "Tulipa"، مع توشيح بعبارة "يوم الطالب 23 تشرين الثاني 1971" وتغيير القيمة من 5 فلوس إلى 25 فلسا.                   |        | 25 فلسا |         |              |
| 46 | 23 تشرين الثاني 1971 | طابع ملون يظهر وردات بيضاء من نوع نرجس شاعري "Narcissus poeticus"، مع توشيح بعبارة "يوم الطالب 23 تشرين الثاني 1971" وتغيير القيمة من 3 فلوس إلى 70 فلسا. |        | 70 فلسا |         |              |

### إصدارات جمعية هواة الطوابع العراقية
أصدر طابعان بمناسبة الذكرى العشرين لتأسيس جمعية هواة الطوابع العراقية.
| #  | تاريخ الإصدار        | الوصف | الصورة | القيمة  | الأبعاد | كمية الإصدار |
| -- | -------------------- | --- | ------ | ------- | ------- | ------------ |
| 47 | 30 تشرين الثاني 1971 | طابع بخلفية بيضاء وشعار جمعية هواة الطوابع العراقية مع عبارة "ذكرى مرور عشرين عاما على تأسيس جمعية هواة الطوابع العراقية 1951 - 1971" |        | 25 فلسا |         |              |
| 48 | 30 تشرين الثاني 1971 | طابع بخلفية وردية وشعار جمعية هواة الطوابع العراقية مع عبارة "ذكرى مرور عشرين عاما على تأسيس جمعية هواة الطوابع العراقية 1951 - 1971" |        | 70 فلسا |         |              |

### إصدارات اليونسيف
وشخ طابعان من إصدارات اليونيسيف لعام 1968 بمناسبة الذكرى الخامسة والعشرين لتأسيس منظمة اليونسيف.
| #  | تاريخ الإصدار       | الوصف | الصورة | القيمة  | الأبعاد | كمية الإصدار |
| -- | ------------------- | --- | ------ | ------- | ------- | ------------ |
| 49 | 11 كانون الأول 1971 | طابع متعدد الألوان بخلفية وردية يظهر امرأة مع أطفالها الثلاثة وشعار اليونسيف وكلمة "UNICEF" وتوشيح باللغة الإنجليزية بمناسبة ذكرى تأسيس اليونسيف. |        | 15 فلسا |         |              |
| 50 | 11 كانون الأول 1971 | طابع متعدد الألوان بخلفية زرقاء يظهر امرأة مع أطفالها الثلاثة وشعار اليونسيف وكلمة "UNICEF" وتوشيح باللغة الإنجليزية بمناسبة ذكرى تأسيس اليونسيف. |        | 25 فلسا |         |              |

### إصدارات أسبوع المرور الثاني
أصدر طابعان لمناسبة أسبوع المرور الثاني سنة 1971.
| #  | تاريخ الإصدار       | الوصف | الصورة | القيمة  | الأبعاد | كمية الإصدار |
| -- | ------------------- | --- | ------ | ------- | ------- | ------------ |
| 51 | 17 كانون الأول 1971 | طابع بخلفية صفراء يظهر شرطي المرور يساعد أطفالا على عبور الشارع وسيارة متوقفة، مع عبارة "أسبوع المرور الثاني 1971". |        | 15 فلسا |         |              |
| 52 | 17 كانون الأول 1971 | طابع بخلفية وردية يظهر شرطي المرور يساعد أطفالا على عبور الشارع وسيارة متوقفة، مع عبارة "أسبوع المرور الثاني 1971". |        | 25 فلسا |         |              |

### إصدارات المشروع الأول للاتحاد البريدي العربي
إصدارات المشروع الأول للاتحاد البريدي العربي وقد صدر طابعان بقيمة 25 فلسا و70 فلسا في 24 كانون الأول عام 1971:
| #  | تاريخ الإصدار       | الوصف | الصورة | القيمة  | الأبعاد | كمية الإصدار |
| -- | ------------------- | --- | ------ | ------- | ------- | ------------ |
| 53 | 24 كانون الأول 1971 | طابع مربع بإطار أخضر يظهر وسطه شعار الاتحاد البريدي العربي وعبارة "المشروع الأول للاتحاد البريدي العربي - صوفر 1946"      |        | 25 فلسا |         |              |
| 54 | 24 كانون الأول 1971 | طابع مربع بإطار أزرق غامق يظهر وسطه شعار الاتحاد البريدي العربي وعبارة "المشروع الأول للاتحاد البريدي العربي - صوفر 1946" |        | 70 فلسا |         |              |

### إصدارات الاتحاد الدولي لمكافحة التمييز العنصري
الطوابع التي أُصدرت لمكافحة التمييز العنصري ضمن إصدار مشترك عالميا مع اختلاف في التصاميم بمناسبة العام الدولي لمكافحة التمييز العنصري.
| #  | تاريخ الإصدار       | الوصف | الصورة | القيمة  | الأبعاد | كمية الإصدار |
| -- | ------------------- | --- | ------ | ------- | ------- | ------------ |
| 55 | 31 كانون الأول 1971 | طابع بخلفية تركوازية وشعار حملة مكافحة التمييز العنصري مع عبارة "العام الدولي لمكافحة التمييز العنصري 1971" |        | 25 فلسا |         |              |
| 56 | 31 كانون الأول 1971 | طابع بخلفية برتقالية وشعار حملة مكافحة التمييز العنصري مع عبارة "العام الدولي لمكافحة التمييز العنصري 1971" |        | 70 فلسا |         |              |

## إصدارات 1972
بلغ عدد إصدارات سنة 1972 أربعة وعشرين إصدارا وقد ضمت 52 طابعا وبطاقة واحدة.

### إصدارات ذكرى يوم الجيش (1972)
الطوابع التي أُصدرت بمناسبة ذكرى تأسيس الجيش العراقي وقد صدر طابعان بقيمة 25 فلسا و70 فلسا في السادس من كانون الثاني عام 1972:
| # | تاريخ الإصدار       | الوصف | الصورة | القيمة  | الأبعاد | كمية الإصدار |
| - | ------------------- | --- | ------ | ------- | ------- | ------------ |
| 1 | 6 كانون الثاني 1972 | طابع بخلفية زرقاء تظهر فيه صورة نصب الجندي المجهول القديم وعليه عبارة "6 كانون الثاني 1972" وصورة نجديين أحدهما يحمل علم العراق والآخر يحمل مشعلا وبندقية مع عبارة "الذكرى الحادية والخمسون لتأسيس الجيش العراقي"    |        | 25 فلسا |         |              |
| 2 | 6 كانون الثاني 1972 | طابع بخلفية تركوازية تظهر فيه صورة نصب الجندي المجهول القديم وعليه عبارة "6 كانون الثاني 1972" وصورة نجديين أحدهما يحمل علم العراق والآخر يحمل مشعلا وبندقية مع عبارة "الذكرى الحادية والخمسون لتأسيس الجيش العراقي" |        | 70 فلسا |         |              |

### إصدارات ثورة 14 رمضان (1972)
الطوابع التي أُصدرت بمناسبة ذكرى ثورة الرابع عشر من رمضان وقد صدر طابعان بقيمة 25 فلسا و95 فلسا في الثامن من شباط عام 1972:
| # | تاريخ الإصدار | الوصف | الصورة | القيمة  | الأبعاد | كمية الإصدار |
| - | ------------- | --- | ------ | ------- | ------- | ------------ |
| 3 | 8 شباط 1972   | طابع ملون تظهر فيه صور أشخاص يعلمون بحرف مختلفة فرجلان يعملان حدادين وآخر فلاح ومرأة تلبس زيا تقليديا تحمل شيئا على رأسها وشخصين آخرين وصورة مصنع مع عبارة "ذكرى ثورة 14 رمضان المظفرة سنة 1963 - 1972" والشريط الأسفل بلون تركوازي. |        | 25 فلسا |         |              |
| 4 | 8 شباط 1972   | طابع ملون تظهر فيه صور أشخاص يعلمون بحرف مختلفة فرجلان يعملان حدادين وآخر فلاح ومرأة تلبس زيا تقليديا تحمل شيئا على رأسها وشخصين آخرين وصورة مصنع مع عبارة "ذكرى ثورة 14 رمضان المظفرة سنة 1963 - 1972" والشريط الأسفل بلون بنفسجي.  |        | 95 فلسا |         |              |

### إصدارات السنة الهجرية الجديدة (1392)
الطوابع التي أُصدرت بمناسبة السنة الهجرية الجديدة وقد صدر طابعان بقيمة 25 فلسا و35 فلسا في السادس عشر من شباط عام 1972:
| # | تاريخ الإصدار | الوصف | الصورة | القيمة  | الأبعاد | كمية الإصدار |
| - | ------------- | --- | ------ | ------- | ------- | ------------ |
| 5 | 16 شباط 1972  | طابع بإطار أزرق فاتح وصورة قبتين ومئذنة وقافلة جمال وهلال ونجوم مع عبارة "ذكرى السنة الهجرية المباركة 1 محرم 1392". |        | 25 فلسا |         |              |
| 6 | 16 شباط 1972  | طابع بإطار بنفسجي وصورة قبتين ومئذنة وقافلة جمال وهلال ونجوم مع عبارة "ذكرى السنة الهجرية المباركة 1 محرم 1392".    |        | 35 فلسا |         |              |

### إصدارات مؤتمر الاتحاد الوطني لطلبة العراق
إصدارات مؤتمر الاتحاد الوطني لطلبة العراق وقد صدر طابعان بقيمة 10 فلوس و15 فلسا في الخامس والعشرين من شباط عام 1972، وهي في الأصل طابعان من إصدارات ذكرى تشريع قانون خطة التنمية القومية لعام 1970، ووشحت بعبارة "المؤتمر الوطني للاتحاد الوطني لطلبة العراق 25 شباط - 2 آذار \ 1972"

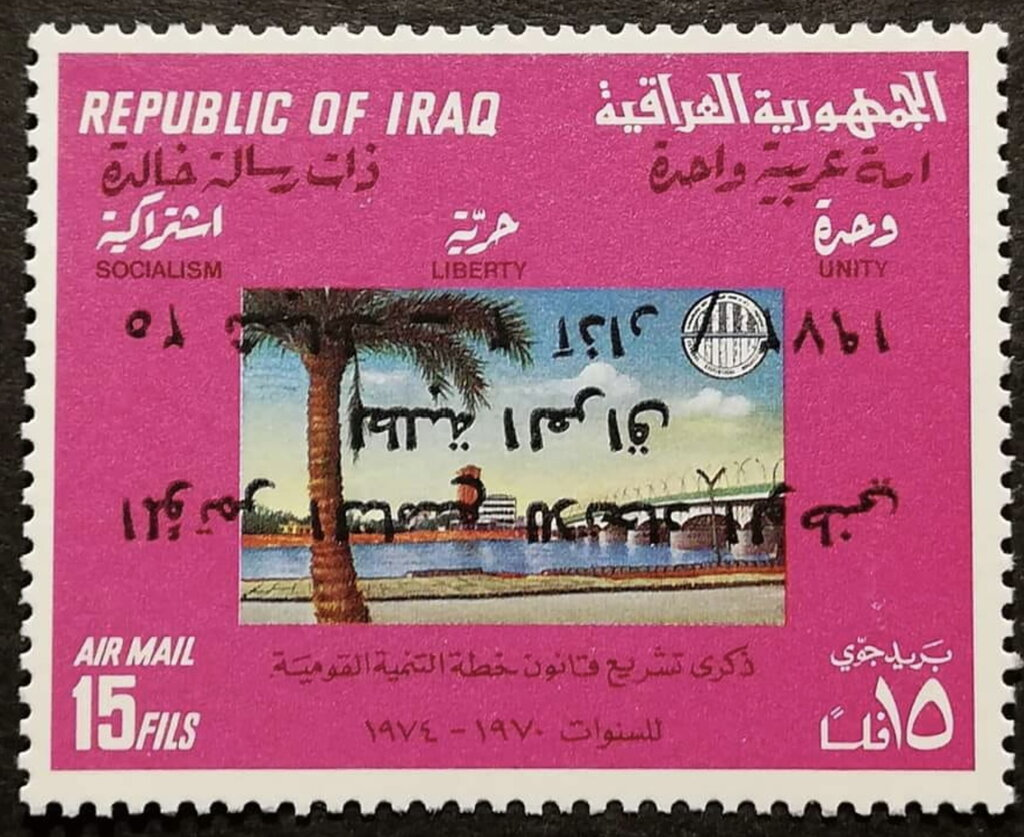
طابع بتوشيح مقلوب

| # | تاريخ الإصدار | الوصف | الصورة | القيمة  | الأبعاد | كمية الإصدار |
| - | ------------- | --- | ------ | ------- | ------- | ------------ |
| 7 | 25 شباط 1972  | طابع ملون بخلفية زرقاء يظهر نخلة ونهرا وجسرا مبان وعبارات "أمة عربية واحدة ذات رسالة خالدة" وكلمات "وحدة - حرية - اشتراكية" وعبارة "ذكرى تشريع قانون خطة التنمية القومية للسنوات 1970 - 1974"، مع توشيح بعبارة "المؤتمر الوطني للاتحاد الوطني لطلبة العراق 25 شباط - 2 آذار \ 1972" |        | 10 فلوس |         |              |
| 8 | 25 شباط 1972  | طابع ملون بخلفية وردية يظهر نخلة ونهرا وجسرا مبان وعبارة "أمة عربية واحدة ذات رسالة خالدة" وكلمات "وحدة - حرية - اشتراكية" وعبارة "ذكرى تشريع قانون خطة التنمية القومية للسنوات 1970 - 1974"، مع توشيح بعبارة "المؤتمر الوطني للاتحاد الوطني لطلبة العراق 25 شباط - 2 آذار \ 1972"  |        | 15 فلسا |         |              |

### إصدارات عيد السلام
الطوابع التي أُصدرت بمناسبة عيد السلام وقد أصدر طابعان بقيمة 25 فلسا و70 فلسا في الحادي عشر من آذار عام 1972:
| #  | تاريخ الإصدار | الوصف | الصورة | القيمة  | الأبعاد | كمية الإصدار |
| -- | ------------- | --- | ------ | ------- | ------- | ------------ |
| 9  | 11 آذار 1972  | طابع يغلب عليه اللون السمائي تظهر فيه صورة حمامة وسنبلة ورقعة مكتوب عليها "11 آذار" وعبارة "عيد السلام 1970 - 1972"   |        | 25 فلسا |         |              |
| 10 | 11 آذار 1972  | طابع يغلب عليه اللون الأرجواني تظهر فيه صورة حمامة وسنبلة ورقعة مكتوب عليها "11 آذار" وعبارة "عيد السلام 1970 - 1972" |        | 70 فلسا |         |              |

### إصدارات عيد نوروز (1972)
الطوابع التي أُصدرت بمناسبة أعياد نوروز وقد صدر طابعان بقيمة 25 فلسا و70 فلسا في الحادي والعشرين من آذار عام 1972:
| #  | تاريخ الإصدار | الوصف | الصورة | القيمة  | الأبعاد | كمية الإصدار |
| -- | ------------- | --- | ------ | ------- | ------- | ------------ |
| 11 | 21 آذار 1972  | طابع تظهر فيه صورة جبال بلون بنفسجي ورجل يجلس تحت شجرة يعزف بالناي وأمامه ورود متنوعة الألوان مع عبارة "ذكرى عيد نوروز 21 آذار 1972". |        | 25 فلسا |         |              |
| 12 | 21 آذار 1972  | طابع تظهر فيه صورة جبال بلون بني ورجل يجلس تحت شجرة يعزف بالناي وأمامه ورود متنوعة الألوان مع عبارة "ذكرى عيد نوروز 21 آذار 1972".    |        | 70 فلسا |         |              |

### إصدارات يوم الأنواء العالمي (1972)
الطوابع التي أُصدرت بمناسبة يوم الأنواء العالمي وقد صدر طابعان بقيمة 25 فلسا و35 فلسا في الثالث والعشرين من آذار عام 1972:
| #  | تاريخ الإصدار | الوصف | الصورة | القيمة  | الأبعاد | كمية الإصدار |
| -- | ------------- | --- | ------ | ------- | ------- | ------------ |
| 13 | 23 آذار 1972  | طابع يغب على اللون الأزرق مع رسوم أجهزة وخطوط متعلقة بالأنواء الجوية وشعار المنظمة العالمية للأرصاد الجوية وعبارة "يوم الأنواء العالمي 23 آذار 1972".         |        | 25 فلسا |         |              |
| 14 | 23 آذار 1972  | طابع يغب على اللون الأصفر الخردلي مع رسوم أجهزة وخطوط متعلقة بالأنواء الجوية وشعار المنظمة العالمية للأرصاد الجوية وعبارة "يوم الأنواء العالمي 23 آذار 1972". |        | 35 فلسا |         |              |

### إصدارات مؤتمر الصناعة والتجارة
الطوابع التي أُصدرت بمناسبة مؤتمر الصناعة والتجارة وقد أصدر طابعان بقيمة 25 فلسا و35 فلسا في الخامس والعشرين من آذار عام 1972:
| #  | تاريخ الإصدار | الوصف | الصورة | القيمة  | الأبعاد | كمية الإصدار |
| -- | ------------- | --- | ------ | ------- | ------- | ------------ |
| 15 | 25 آذار 1972  | طابع يغلب عليه اللون البرتقالي تظهر فيه صورة باخرة ونخلة داخل ترس مع عبارة "الدورة السابعة عشر مؤتمر غرف التجارة والصناعة العراقية" |        | 25 فلسا |         |              |
| 16 | 25 آذار 1972  | طابع يغلب عليه اللون الوردي تظهر فيه صورة باخرة ونخلة داخل ترس مع عبارة "الدورة السابعة عشر مؤتمر غرف التجارة والصناعة العراقية"    |        | 35 فلسا |         |              |

### إصدارات ذكرى تأسيس حزب البعث العربي الاشتراكي (1972)
الطوابع التي أُصدرت بمناسبة ذكرى تأسيس حزب البعث العربي الاشتراكي وقد أصدرت أربعة طوابع بقيمة 10 فلوس 25 فلسا و35 فلسا و70 فلسا في السابع من نيسان عام 1972:
| #  | تاريخ الإصدار | الوصف | الصورة | القيمة  | الأبعاد | كمية الإصدار |
| -- | ------------- | --- | ------ | ------- | ------- | ------------ |
| 17 | 7 نيسان 1972  | طابع معين الشكل فيه نقش بالألوان الأصفر والبرتقالي والأحمر وزوايا خضراء وعبارة "اليوبيل الفضي لحزب البعث العربي الاشتراكي" في وسط الطابع.   |        | 10 فلوس |         |              |
| 18 | 7 نيسان 1972  | طابع جانبه الأيمن بخلفية زرقاء وفيه نقش، أما جانبه الأيسر فخلفيته بلون زيتوني مع عبارة "اليوبيل الفضي لحزب البعث العربي الاشتراكي".         |        | 25 فلسا |         |              |
| 19 | 7 نيسان 1972  | طابع معين الشكل فيه نقش بالألوان الأصفر والبرتقالي والأحمر وزوايا بنفسجية وعبارة "اليوبيل الفضي لحزب البعث العربي الاشتراكي" في وسط الطابع. |        | 35 فلسا |         |              |
| 20 | 7 نيسان 1972  | طابع جانبه الأيمن بخلفية خضراء وفيه نقش، أما جانبه الأيسر فخلفيته بلون أحمر مع عبارة "اليوبيل الفضي لحزب البعث العربي الاشتراكي".           |        | 70 فلسا |         |              |

### إصدارات حقل الرميلة النفطي
إصدارات حقل الرميلة النفطي وقد أصدر طابعان بقيمة 25 فلسا و35 فلسا في السابع من نيسان عام 1972:
| #  | تاريخ الإصدار | الوصف | الصورة | القيمة  | الأبعاد | كمية الإصدار |
| -- | ------------- | --- | ------ | ------- | ------- | ------------ |
| 21 | 7 نيسان 1972  | طابع بخلفية نفطية اللون وتظهر صورة برج نفطي وشعلة مع عبارة "7 نيسان 72" وعبارة "تشغيل مشروع شمال الرميلة" وعبارة "شركة النفط الوطنية العراقية".   |        | 25 فلسا |         |              |
| 22 | 7 نيسان 1972  | طابع بخلفية بنفسجية اللون وتظهر صورة برج نفطي وشعلة مع عبارة "7 نيسان 72" وعبارة "تشغيل مشروع شمال الرميلة" وعبارة "شركة النفط الوطنية العراقية". |        | 35 فلسا |         |              |

### إصدارات مؤتمر الاتحاد العام للصحفيين العرب
إصدارات مؤتمر الاتحاد العام للصحفيين العرب وقد أصدر طابعان بقيمة 25 فلسا و35 فلسا في السابع عشر من نيسان عام 1972:
| #  | تاريخ الإصدار | الوصف | الصورة | القيمة  | الأبعاد | كمية الإصدار |
| -- | ------------- | --- | ------ | ------- | ------- | ------------ |
| 23 | 17 نيسان 1972 | طابع يغلب عليه اللون الوردي مع عبارة "المؤتمر الثالث للاتحاد العام للصحفيين العرب" وشعار الاتحاد "حرية.. مسؤولية" |        | 25 فلسا |         |              |
| 24 | 17 نيسان 1972 | طابع يغلب عليه اللون الأزرق مع عبارة "المؤتمر الثالث للاتحاد العام للصحفيين العرب" وشعار الاتحاد "حرية.. مسؤولية" |        | 35 فلسا |         |              |

### إصدارات مؤتمر الاتحاد العام لنساء العراق
إصدارات مؤتمر الاتحاد العام لنساء العراق وقد أصدر طابعان بقيمة 25 فلسا و35 فلسا في الثاني والعشرين من نيسان عام 1972:
| #  | تاريخ الإصدار | الوصف | الصورة | القيمة  | الأبعاد | كمية الإصدار |
| -- | ------------- | --- | ------ | ------- | ------- | ------------ |
| 25 | 22 نيسان 1972 | طابع مربع ذو زوايا رصاصية اللون وفي الوسط يغلب عليه اللون الأخضر بتدرجاته، مع عبارة "الاتحاد العام لنساء العراق 1968م - 1388هـ" وعبارة "المؤتمر البرابع لاتحاد نساء العراق 1968-1972" وفي الوسط شعار الاتحاد.   |        | 25 فلسا |         |              |
| 26 | 22 نيسان 1972 | طابع مربع ذو زوايا رصاصية اللون وفي الوسط يغلب عليه اللون البنفسجي بتدرجاته، مع عبارة "الاتحاد العام لنساء العراق 1968م - 1388هـ" وعبارة "المؤتمر البرابع لاتحاد نساء العراق 1968-1972" وفي الوسط شعار الاتحاد. |        | 35 فلسا |         |              |

### إصدارات عيد العمال (1972)
الطوابع التي أُصدرت بمناسبة ذكرى عيد العمال العالمي وقد أصدر طابعان بقيمة 25 فلسا و35 فلسا في الأول من أيار عام 1972:
| #  | تاريخ الإصدار | الوصف | الصورة | القيمة  | الأبعاد | كمية الإصدار |
| -- | ------------- | --- | ------ | ------- | ------- | ------------ |
| 27 | 1 أيار 1972   | طابع ملون يغلب عليه اللون الأخضر تظهر فيه صورة يد تمسك مفكا مع عبارة "اليوم العالمي للعمال 1 أيار 1972".    |        | 25 فلسا |         |              |
| 28 | 1 أيار 1972   | طابع ملون يغلب عليه اللون البرتقالي تظهر فيه صورة يد تمسك مفكا مع عبارة "اليوم العالمي للعمال 1 أيار 1972". |        | 35 فلسا |         |              |

### إصدارات ذكرى المولد النبوي (1392)
الطوابع التي أُصدرت بمناسبة ذكرى المولد النبوي وقد أصدر طابعان بقيمة 25 فلسا و35 فلسا في السادس والعشرين من أيار عام 1972:
| #  | تاريخ الإصدار | الوصف | الصورة | القيمة  | الأبعاد | كمية الإصدار |
| -- | ------------- | --- | ------ | ------- | ------- | ------------ |
| 29 | 26 أيار 1972  | طابع بخلفية رمادية ونقوش يغلب عليه اللون الأخضر مع صورة الكعبة وهلال واسم النبي محمد ﷺ وعبارة "ذكرى المولد النبوي الشريف 12 ربيع الأول 1392"   |        | 25 فلسا |         |              |
| 30 | 26 أيار 1972  | طابع بخلفية رمادية ونقوش يغلب عليه اللون البنفسجي مع صورة الكعبة وهلال واسم النبي محمد ﷺ وعبارة "ذكرى المولد النبوي الشريف 12 ربيع الأول 1392" |        | 35 فلسا |         |              |

### إصدارات بطولة العالم العسكرية لكرة القدم
الطوابع التي أُصدرت بمناسبة إصدارات بطولة العالم العسكرية لكرة القدم وقد صدرت أربعة طوابع بقيمة 10 فلوس و20 فلسا 25 فلسا و35 فلسا في التاسع من حزيران عام 1972:

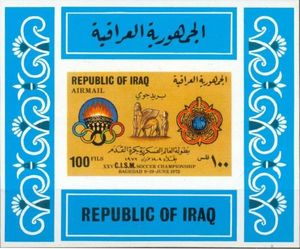
بطاقة بقيمة 100 فلس ذات إطار أزرق وفي الوسط خلفية برتقالية تظهر فيها شعار شعار بطولة العالم العسكرية لكرة القدم وثور مجنح وشعلة مع الحلقات الأولمبية وعبارة "بطولة العالم العسكرية لكرة القدم بغداد 9-19 حزيران 1972"، وهي مخصصة للبريد الجوي

| #  | تاريخ الإصدار | الوصف | الصورة | القيمة  | الأبعاد | كمية الإصدار |
| -- | ------------- | --- | ------ | ------- | ------- | ------------ |
| 31 | 9 حزيران 1972 | طابع بخلفية زرقاء يظهر عليه شعار بطولة العالم العسكرية لكرة القدم وصورة أربعة من لاعبي كرة القدم أحدهم يسدد الكرة والآخر حارس مرمى يحاول إمساكها مع عبارة "بطولة العالم العسكرية لكرة القدم بغداد 9-19 حزيران 1972"                                |        | 10 فلوس |         |              |
| 32 | 9 حزيران 1972 | طابع بخلفية زرقاء فاتحة وزرقاء داكنة يظهر عليه شعار بطولة العالم العسكرية لكرة القدم وصورة لاعبي كرة القدم أحدهما حارس مرمى يقفز ممسكا بكرة وفي الخلفية صورة كرة برتقالية اللون مع عبارة "بطولة العالم العسكرية لكرة القدم بغداد 9-19 حزيران 1972" |        | 20 فلسا |         |              |
| 33 | 9 حزيران 1972 | طابع بخلفية خضراء يظهر عليه شعار بطولة العالم العسكرية لكرة القدم وصورة أربعة من لاعبي كرة القدم أحدهم يسدد الكرة والآخر حارس مرمى يحاول إمساكها مع عبارة "بطولة العالم العسكرية لكرة القدم بغداد 9-19 حزيران 1972"                                |        | 25 فلسا |         |              |
| 34 | 9 حزيران 1972 | طابع بخلفية زرقاء فاتحة وزرقاء يظهر عليه شعار بطولة العالم العسكرية لكرة القدم وصورة لاعبي كرة القدم أحدهما حارس مرمى يقفز ممسكا بكرة وفي الخلفية صورة كرة برتقالية اللون مع عبارة "بطولة العالم العسكرية لكرة القدم بغداد 9-19 حزيران 1972"       |        | 35 فلسا |         |              |

### إصدارات ذكرى ثورة 14 تموز (1972)
الطوابع التي أُصدرت بمناسبة ذكرى ثورة 14 تموز وقد صدر طابعان بقيمة 35 فلسا و70 فلسا في الرابع عشر من تموز عام 1972:
| #  | تاريخ الإصدار | الوصف | الصورة | القيمة  | الأبعاد | كمية الإصدار |
| -- | ------------- | --- | ------ | ------- | ------- | ------------ |
| 35 | 14 تموز 1972  | طابع بخلفية برتقالية باهتة تظهر صورة مواطن يصافح جنديا وبينهما شمس وفي جانب الطابع عبارة "ذكرى ثورة 14 تموز المظفرة 1958-1972". |        | 35 فلسا |         |              |
| 36 | 14 تموز 1972  | طابع بخلفية بنفسجية تظهر صورة مواطن يصافح جنديا وبينهما شمس وفي جانب الطابع عبارة "ذكرى ثورة 14 تموز المظفرة 1958-1972".        |        | 70 فلسا |         |              |

### إصدارات ذكرى ثورة 17 تموز (1972)
الطوابع التي أُصدرت بمناسبة ذكرى ثورة 17 تموز وقد أصدر طابعان بقيمة 25 فلسا و95 فلسا في السابع عشر من تموز عام 1972:
| #  | تاريخ الإصدار | الوصف | الصورة | القيمة  | الأبعاد | كمية الإصدار |
| -- | ------------- | --- | ------ | ------- | ------- | ------------ |
| 37 | 17 تموز 1972  | طابع بخلفية زيتونية اللون وفي الوسط دائرة أرجوانية اللون تظهر فيها خمسة أياد كل واحدة تحمل شيئا مختلفا فمن اليمين الأولى تحمل سنبلة والثانية تحمل مفكا والثالثة مجرد قبضة يد والرابعة تحمل مشعلا والخامسة تحمل بندقية مع صورة مساح خلفها وصورة خريطة الوطن العربي مكتوب عليها "17 تموز" وتخطيط لقبة الصخرة وعبارة "أمة عربية واحدة ذات رسالة واحدة" وكلمات "وحدة حرية اشتراكية" وفي الأسفل عبارة "الذكرى الرابعة لثورة 17 تموز المباركة 1972". |        | 25 فلسا |         |              |
| 38 | 17 تموز 1972  | طابع بخلفية زرقاء اللون وفي الوسط دائرة أرجوانية اللون تظهر فيها خمسة أياد كل واحدة تحمل شيئا مختلفا فمن اليمين الأولى تحمل سنبلة والثانية تحمل مفكا والثالثة مجرد قبضة يد والرابعة تحمل مشعلا والخامسة تحمل بندقية مع صورة مساح خلفها وصورة خريطة الوطن العربي مكتوب عليها "17 تموز" وتخطيط لقبة الصخرة وعبارة "أمة عربية واحدة ذات رسالة واحدة" وكلمات "وحدة حرية اشتراكية" وفي الأسفل عبارة "الذكرى الرابعة لثورة 17 تموز المباركة 1972".   |        | 95 فلسا |         |              |

### إصدارات المخيم والمؤتمر الكشفي العربي
إصدارات المخيم والمؤتمر الكشفي العربي وقد أصدر طابعان بقيمة 20 فلسا و25 فلسا في الثاني عشر من آب عام 1972:
| #  | تاريخ الإصدار | الوصف | الصورة | القيمة  | الأبعاد | كمية الإصدار |
| -- | ------------- | --- | ------ | ------- | ------- | ------------ |
| 39 | 12 آب 1972    | طابع بخلفية وردية وفيه دائرتان، الدائرة اليسرى تظهر فيها فتى كشافة يأخذ وضع التحية وآخر يرفع علما على سارية كما يظهر طرف خيمة، أما الدائرة اليمنى فتظهر خريطة الوطن العربي والمئذنة الحدباء مع عبارة "المخيم والمؤتمر الكشفي العربي العاشر - 10-19 آب 1972 الموصل".   |        | 20 فلسا |         |              |
| 40 | 12 آب 1972    | طابع بخلفية بنفسجية وفيه دائرتان، الدائرة اليسرى تظهر فيها فتى كشافة يأخذ وضع التحية وآخر يرفع علما على سارية كما يظهر طرف خيمة، أما الدائرة اليمنى فتظهر خريطة الوطن العربي والمئذنة الحدباء مع عبارة "المخيم والمؤتمر الكشفي العربي العاشر - 10-19 آب 1972 الموصل". |        | 25 فلسا |         |              |

### إصدارات المخيم والمؤتمر العربي للمرشدات
إصدارات المخيم والمؤتمر العربي للمرشدات وقد أصدر طابعان بقيمة 10 فلوس و45 فلسا في الرابع والعشرين من آب عام 1972:
| #  | تاريخ الإصدار | الوصف | الصورة | القيمة  | الأبعاد | كمية الإصدار |
| -- | ------------- | --- | ------ | ------- | ------- | ------------ |
| 41 | 24 آب 1972    | طابع بخلفية برتقالية وفيه دائرتان، الدائرة اليسرى تظهر فيها فتاة مرشدة وأخرى توقد النار كما تظهر خيمتان، أما الدائرة اليمنى فتظهر خريطة الوطن العربي ونخلة مع عبارة "المخيم والمؤتمر العربي الرابع للمرشدات - 24-30 آب 1972 الموصل". |        | 10 فلوس |         |              |
| 42 | 24 آب 1972    | طابع بخلفية زرقاء وفيه دائرتان، الدائرة اليسرى تظهر فيها فتاة مرشدة وأخرى توقد النار كما تظهر خيمتان، أما الدائرة اليمنى فتظهر خريطة الوطن العربي ونخلة مع عبارة "المخيم والمؤتمر العربي الرابع للمرشدات - 24-30 آب 1972 الموصل".    |        | 45 فلسا |         |              |

### إصدارات أسبوع المرور (1972)
إصدارات أسبوع المرور وقد أصدر طابعان بقيمة 25 فلسا و70 فلسا في الرابع من تشرين الأول عام 1972، وهما في الأصل طابعان أصدرا لنفس المناسبة عام 1971 مع تغيير القيمة وإضافة توشيح بسنة 1972.
| #  | تاريخ الإصدار      | الوصف | الصورة | القيمة  | الأبعاد | كمية الإصدار |
| -- | ------------------ | --- | ------ | ------- | ------- | ------------ |
| 43 | 4 تشرن الأول 1972  | طابع بخلفية صفراء يظهر شرطي المرور يساعد أطفالا على عبور الشارع وسيارة متوقفة، مع عبارة "أسبوع المرور الثاني 1971"، وأضيف توشيح برقم السنة "1972"، مع الحفاظ على قيمة الطابع.                          |        | 25 فلسا |         |              |
| 44 | 4 تشرين الأول 1972 | طابع بخلفية وردية يظهر شرطي المرور يساعد أطفالا على عبور الشارع وسيارة متوقفة، مع عبارة "أسبوع المرور الثاني 1971"، وأضيف توشيح برقم السنة "1972"، مع توشيح بتعديل قيمة الطابع من 15 فلسا إلى 70 فلسا. |        | 70 فلسا |         |              |

### إصدارات مهرجان النخيل وعيد التمور
إصدارات مهرجان النخيل وعيد التمور وقد صدر طابعان بقيمة 25 فلسا و70 فلسا في الثالث عشر من تشرين الأول عام 1972، وهما في الأصل طابعان أصدرا لمناسبة مؤتمر التمور عام 1965 مع تغيير القيمة وإضافة توشيح بمناسبة الإصدار.
| #  | تاريخ الإصدار       | الوصف | الصورة | القيمة  | الأبعاد | كمية الإصدار |
| -- | ------------------- | --- | ------ | ------- | ------- | ------------ |
| 45 | 13 تشرين الأول 1972 | طابع بإطار بني وصورة نخيل مع عبارة "مؤتمر التمور الدولي الثاني بغداد 1965"، أضيف عليه توشيح بعبارة "مهرجان النخيل وعيد التمور" وعدلت قيمة الطابع من "3 فلوس" إلى "25 فلسا".   |        | 25 فلسا |         |              |
| 46 | 13 تشرين الأول 1972 | طابع بإطار أزرق وصورة نخيل مع عبارة "مؤتمر التمور الدولي الثاني بغداد 1965"، أضيف عليه توشيح بعبارة "مهرجان النخيل وعيد التمور" وعدلت قيمة الطابع من "15 فلسا" إلى "70 فلسا". |        | 70 فلسا |         |              |

### إصدارات مؤتمر وبطولة آسيا والعالم لكمال الأجسام
إصدارات مؤتمر وبطولة آسيا والعالم لكمال الأجسام وقد صدر طابعان بقيمة 25 فلسا و70 فلسا في الخامس عشر من تشرين الثاني عام 1972:
| #  | تاريخ الإصدار        | الوصف | الصورة | القيمة  | الأبعاد | كمية الإصدار |
| -- | -------------------- | --- | ------ | ------- | ------- | ------------ |
| 47 | 15 تشرين الثاني 1972 | طابع يغلب عليه اللون البني تظهر عليه صورة تمثال أو شعار الاتحاد الدولي لكمال الأجسام واللياقة البدنية مع عبارة "مؤتمر وبطولة آسيا والعالم لكمال الأجسام 15-23 تشرين الثاني 1972 بغداد - العراق"، والطابع مخصص للبريد الجوي. |        | 25 فلسا |         |              |
| 48 | 15 تشرين الثاني 1972 | طابع بخلفيتين خضراء وبنية تظهر عليه صورتين العليا لصورة من آثار العراق لفارس يحمل قوسا وسهما ويحاول إطلاق السهم والصورة السفلى نصفها الأيسر لتمقال من آثار العراق والنصف الأيمن لجسم رجل يمارس رياضة كمال الأجسام مع عبارة "مؤتمر وبطولة آسيا والعالم لكمال الأجسام 15-23 تشرين الثاني 1972 بغداد - العراق"، والطابع مخصص للبريد الجوي. |        | 70 فلسا |         |              |

### إصدارات اليوبيل الفضي للبنك المركزي العراقي
الطوابع التي أُصدرت بمناسبة اليوبيل الفضي للبنك المركزي العراقي وقد أصدر طابعان بقيمة 25 فلسا و70 فلسا في السادس عشر من تشرين الثاني عام 1972:
| #  | تاريخ الإصدار        | الوصف | الصورة | القيمة  | الأبعاد | كمية الإصدار |
| -- | -------------------- | --- | ------ | ------- | ------- | ------------ |
| 49 | 16 تشرين الثاني 1972 | طابع بخلفية زرقاء تظهر في وسطها بناية البنك المركزي العراقي مع عبارة "اليوبيل الفضي للبنك المركزي العراقي 1947 - 1972"    |        | 25 فلسا |         |              |
| 50 | 16 تشرين الثاني 1972 | طابع بخلفية تركوازية تظهر في وسطها بناية البنك المركزي العراقي مع عبارة "اليوبيل الفضي للبنك المركزي العراقي 1947 - 1972" |        | 70 فلسا |         |              |

### إصدارات اليوبيل الذهبي للاتحاد الدولي للسكك الحديدية
الطوابع التي أُصدرت بمناسبة اليوبيل الذهبي للاتحاد الدولي للسكك الحديدية وقد أصدر طابعان بقيمة 25 فلسا و45 فلسا في التاسع والعشرين من كانون الأول عام 1972:
| #  | تاريخ الإصدار       | الوصف                                                                              | الصورة | القيمة  | الأبعاد | كمية الإصدار |
| -- | ------------------- | ---------------------------------------------------------------------------------- | ------ | ------- | ------- | ------------ |
| 51 | 29 كانون الأول 1972 | طابع بخلفية قرمزية وشعار مع عبارة "اليوبيل الذهبي للاتحاد الدولي للسكك الحديدية".  |        | 25 فلسا |         |              |
| 52 | 29 كانون الأول 1972 | طابع بخلفية بنفسجية وشعار مع عبارة "اليوبيل الذهبي للاتحاد الدولي للسكك الحديدية". |        | 45 فلسا |         |              |

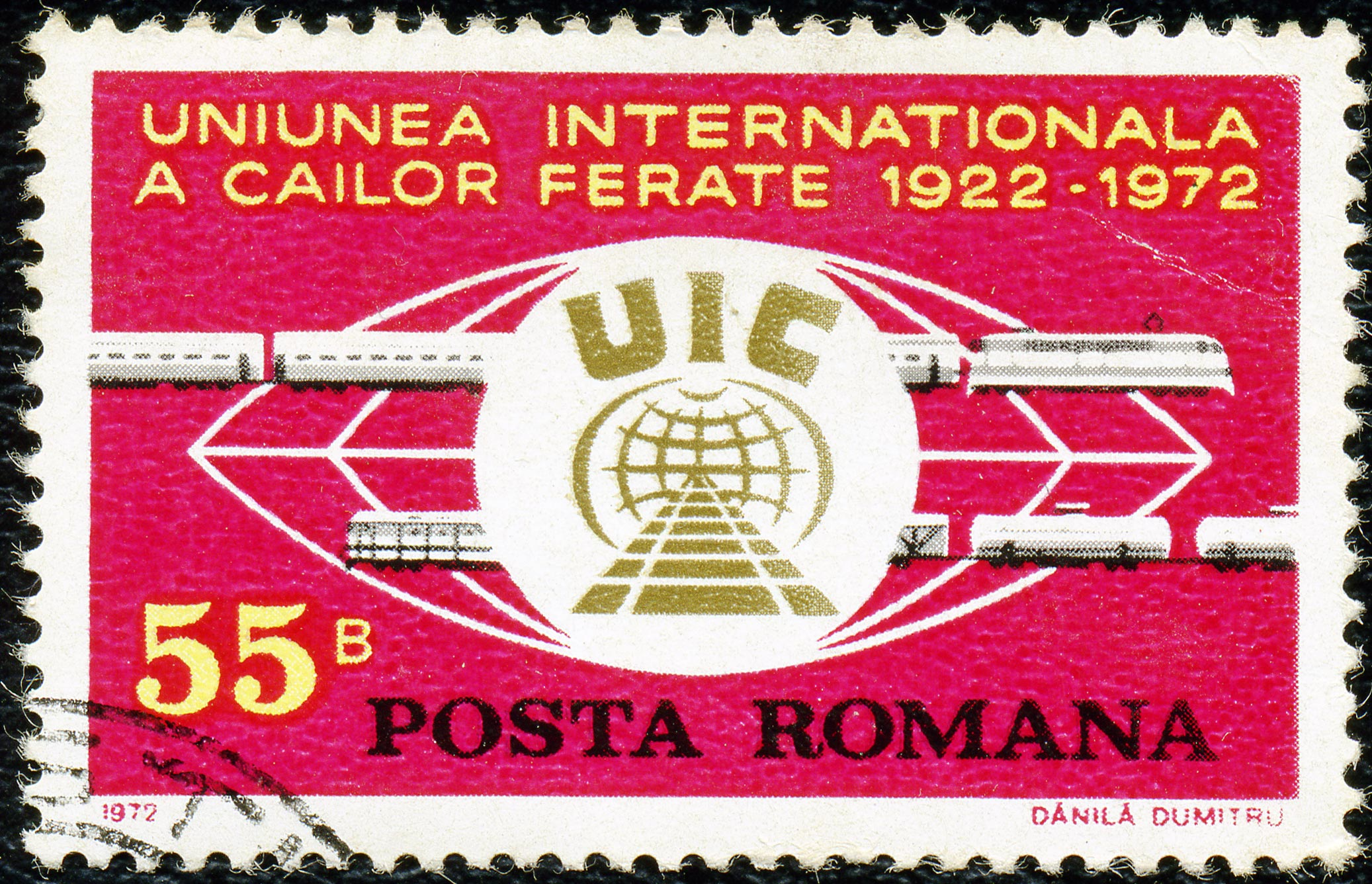
طابع روماني صادر لنفس المناسبة
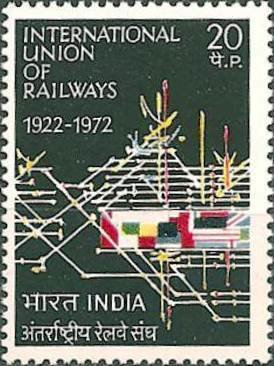
طابع هندي صادر لنفس المناسبة

## إصدارات 1973
بلغ عدد إصدارات سنة 1973 أحد عشر إصدارا وقد ضمت 29 طابعا بالإضافة إلى الإصدارات الملكية الموشحة.

### إصدارات ملكية موشحة
أصدرت مجموعة من الطوابع التي تحمل صورة ملوك العراق بإضافة عبارة "الجمهورية العراقية".

### إصدارات المؤتمر الدولي للتاريخ
الطوابع التي أُصدرت بمناسبة المؤتمر الدولي للتاريخ وقد أصدرت ثلاثة طوابع بقيمة 15 فلسا و80 فلسا و500 فلس في الخمس والعشرين من آذار عام 1973، وهي في الأصل من طوابع أصدرت سنة 1967 بمناسبة سنة السياحة العالمية.
| # | تاريخ الإصدار | الوصف | الصورة | القيمة  | الأبعاد | كمية الإصدار |
| - | ------------- | --- | ------ | ------- | ------- | ------------ |
| 1 | 25 آذار 1973  | طابع ملون تتوسطه صورة المئذنة الحدباء مع عبارة "1967 - سنة السياحة العالمية"، مع توشيح بعبارة "المؤتمر الدولي للتاريخ \ 1973".                            |        | 15 فلسا |         |              |
| 2 | 25 آذار 1973  | طابع ملون تتوسطه صورة ملوية سامراء مع عبارة "1967 - سنة السياحة العالمية"، مع توشيح بعبارة "المؤتمر الدولي للتاريخ \ 1973"، والطابع مخصص للبريد الجوي.    |        | 80 فلسا |         |              |
| 3 | 25 آذار 1973  | طابع ملون تتوسطه صورة الحضرة الكاظمية مع عبارة "1967 - سنة السياحة العالمية"، مع توشيح بعبارة "المؤتمر الدولي للتاريخ \ 1973"، والطابع مخصص للبريد الجوي. |        | 500 فلس |         |              |

### إصدارات ذكرى تأميم النفط
الطوابع التي أُصدرت بمناسبة ذكرى تأميم النفط وقد أصدر طابعان بقيمة 25 فلسا و70 فلسا في الأول من حزيران عام 1973:
| # | تاريخ الإصدار | الوصف | الصورة | القيمة  | الأبعاد | كمية الإصدار |
| - | ------------- | --- | ------ | ------- | ------- | ------------ |
| 3 | 1 حزيران 1973 | طابع مربع بخلفية صفراء تظهر في أعلاه صورة الرئيس أحمد حسن البكر يلقي خطاب تأميم النفط، وتظهر في الطابع رسوم لأشخاص يحتفلون بتأميم النفط وأمامهم ورقة مكتوب عليها "1 حزيران 1972" مع صورة أبراج آبار النفط وعبارة "التأميم حقق شعارنا نفط العرب للعرب" و" الذكرى الأولى لتأميم النفط 1973" |        | 25 فلسا |         |              |
| 4 | 1 حزيران 1973 | طابع مربع بخلفية وردية تظهر في أعلاه صورة الرئيس أحمد حسن البكر يلقي خطاب تأميم النفط، وتظهر في الطابع رسوم لأشخاص يحتفلون بتأميم النفط وأمامهم ورقة مكتوب عليها "1 حزيران 1972" مع صورة أبراج آبار النفط وعبارة "التأميم حقق شعارنا نفط العرب للعرب" و" الذكرى الأولى لتأميم النفط 1973" |        | 70 فلسا |         |              |

### إصدارات أعياد تموز
الطوابع التي أُصدرت بمناسبة أعياد تموز وقد أصدر طابعان بقيمة 25 فلسا و35 فلسا في الرابع عشر من تموز عام 1973:
| # | تاريخ الإصدار | الوصف | الصورة | القيمة  | الأبعاد | كمية الإصدار |
| - | ------------- | --- | ------ | ------- | ------- | ------------ |
| 5 | 14 تموز 1973  | طابع متعدد الألوان تظهر فيه صورة لأشخاص يحتلفون ويحملون عملي العراق وفلسطين وصورة سنبلات مع عبارة "أعياد تموز" وعبارة "وحدة حرية اشتراكية"، ويتميز الطابع بجانبيه بلون أزرق.   |        | 25 فلسا |         |              |
| 6 | 14 تموز 1973  | طابع متعدد الألوان تظهر فيه صورة لأشخاص يحتلفون ويحملون عملي العراق وفلسطين وصورة سنبلات مع عبارة "أعياد تموز" وعبارة "وحدة حرية اشتراكية"، ويتميز الطابع بجانبيه بلون بنفسجي. |        | 35 فلسا |         |              |

### إصدارات ذكرى تأسيس الشرطة الجنائية الدولية
الطوابع التي أُصدرت بمناسبة ذكرى تأسيس الشرطة الجنائية الدولية وقد أصدر طابعان بقيمة 25 فلسا و70 فلسا في العشرين من أيلول عام 1973:
| # | تاريخ الإصدار | الوصف | الصورة | القيمة  | الأبعاد | كمية الإصدار |
| - | ------------- | --- | ------ | ------- | ------- | ------------ |
| 7 | 20 ايلول 1973 | طابع بخلفية خضراء تظهر فيه صورة مبنى المقر السابق لمنظمة الشرطة الجنائية الدولية، والمعروفة باسم الإنتربول، في سان كلو في ضواحي باريس، وتظهر أيضا عبارة "ذكرى مرور 50 عاما على تأسيس المنظمة الدولية للشرطة الجنائية "الإنتربول" 1923 - 1973 ". |        | 25 فلسا |         |              |
| 8 | 20 أيلول 1973 | طابع بخلفية زرقاء تظهر فيه صورة مبنى المقر السابق لمنظمة الشرطة الجنائية الدولية، والمعروفة باسم الإنتربول، في سان كلو في ضواحي باريس، وتظهر أيضا عبارة "ذكرى مرور 50 عاما على تأسيس المنظمة الدولية للشرطة الجنائية "الإنتربول" 1923 - 1973 ". |        | 70 فلسا |         |              |

### إصدارات وكالة الأنباء العراقية
إصدارات وكالة الأنباء العراقية، وقد أصدر طابعان بقيمة 15 فلسا و50 فلسا في التاسع والعشرين من أيلول عام 1973، والطابعان في الأصل من إصدار عام 1969 بمناسبة الذكرى العاشرة لتأسيس وكالة الأنباء العراقية مع إضافة توشيح.
| #  | تاريخ الإصدار | الوصف | الصورة | القيمة  | الأبعاد | كمية الإصدار |
| -- | ------------- | --- | ------ | ------- | ------- | ------------ |
| 9  | 29 ايلول 1973 | طابع ملون بخلفية بنية رمادية مع خريطة فلسطين وبرج اتصالات وكوكبا وعبارة "الذكرى العاشرة لتأسيس وكالة الأنباء العراقية 1959 - 1969" وإضافة توشيح باللغة الإنجليزية بعبارة "SEPTEMBER 26-29 / 1973". |        | 15 فلسا |         |              |
| 10 | 29 أيلول 1973 | طابع ملون بخلفية زرقاء مع خريطة فلسطين وبرج اتصالات وكوكبا وعبارة "الذكرى العاشرة لتأسيس وكالة الأنباء العراقية 1959 - 1969" وإضافة توشيح باللغة الإنجليزية بعبارة "SEPTEMBER 26-29 / 1973".       |        | 50 فلسا |         |              |

### إصدارات معرض بغداد الدولي العاشر
إصدارات معرض بغداد الدولي العاشر وقد أصدرت ثلاثة طوابع بقيمة 10 فلوس و20 فلسا و65 فلسا في العاشر من تشرين الأول عام 1973:
| #  | تاريخ الإصدار       | الوصف | الصورة | القيمة  | الأبعاد | كمية الإصدار |
| -- | ------------------- | --- | ------ | ------- | ------- | ------------ |
| 11 | 10 تشرين الأول 1973 | طابع يغلب عليه اللون الأخضر، يظهر عليه شعار معرض بغداد الدولي وصورة رايات مع عبارة "معرض بغداد الدولي العاشر 1-21 تشرين الأول 1973".    |        | 10 فلوس |         |              |
| 12 | 10 تشرين الأول 1973 | طابع يغلب عليه اللون البرتقالي، يظهر عليه شعار معرض بغداد الدولي وصورة رايات مع عبارة "معرض بغداد الدولي العاشر 1-21 تشرين الأول 1973". |        | 20 فلسا |         |              |
| 13 | 10 تشرين الأول 1973 | طابع يغلب عليه اللون الأزرق، يظهر عليه شعار معرض بغداد الدولي وصورة رايات مع عبارة "معرض بغداد الدولي العاشر 1-21 تشرين الأول 1973".    |        | 65 فلسا |         |              |

### إصدارات العيد المئوي للمنظمة الدولية للأرصاد الجوية
الطوابع التي أُصدرت بمناسبة العيد المئوي للمنظمة الدولية للأرصاد الجوية وقد أصدر طابعان بقيمة 25 فلسا و35 فلسا في الخامس عشر من تشرين الثاني عام 1973:
| #  | تاريخ الإصدار        | الوصف | الصورة | القيمة  | الأبعاد | كمية الإصدار |
| -- | -------------------- | --- | ------ | ------- | ------- | ------------ |
| 14 | 15 تشرين الثاني 1973 | طابع بخلفية برتقالية يظهر عليه شعار المنظمة الدولية للأرصاد الجوية مع عبارة "العيد المئوي للمنظمة الدولية للأرصاد الجوية 1873-1973". |        | 25 فلسا |         |              |
| 15 | 15 تشرين الثاني 1973 | طابع بخلفية وردية يظهر عليه شعار المنظمة الدولية للأرصاد الجوية مع عبارة "العيد المئوي للمنظمة الدولية للأرصاد الجوية 1873-1973".    |        | 35 فلسا |         |              |

### إصدارات مجلس الطيران المدني للدول العربية
إصدارات مجلس الطيران المدني للدول العربية وقد أصدر طابعان بقيمة 20 فلسا و35 فلسا في الأول من كانون الأول عام 1973:
| #  | تاريخ الإصدار      | الوصف | الصورة | القيمة  | الأبعاد | كمية الإصدار |
| -- | ------------------ | --- | ------ | ------- | ------- | ------------ |
| 16 | 1 كانون الأول 1973 | طابع بخلفية برتقالية يظهر عليه علم العراق وشعار جامعة الدول العربية وشعار مجلس الطيران المدني للدول العربية مع عبارة "الدورة الحادية عشرة لمجلس الطيران المدني للدول العربية، بغداد - كانون الأول 1973" |        | 20 فلسا |         |              |
| 17 | 1 كانون الأول 1973 | طابع بخلفية زرقاء يظهر عليه علم العراق وشعار جامعة الدول العربية وشعار مجلس الطيران المدني للدول العربية مع عبارة "الدورة الحادية عشرة لمجلس الطيران المدني للدول العربية، بغداد - كانون الأول 1973"    |        | 35 فلسا |         |              |

### إصدار المجلس التنفيذي للاتحاد البريدي العربي
إصدار المجلس التنفيذي للاتحاد البريدي العربي وقد أصدر طابع واحد بقيمة 30 فلسا في الثاني عشر من كانون الأول عام 1973ـ وهو في الأصل قد أصدر سنة 1964 بمناسبة ذكرى تأسيس الاتحاد البريدي العربي مع إضافة توشيح بعبارة "المجلس التنفيذي بغداد \ 1973".
| #  | تاريخ الإصدار       | الوصف | الصورة | القيمة  | الأبعاد | كمية الإصدار |
| -- | ------------------- | --- | ------ | ------- | ------- | ------------ |
| 18 | 12 كانون الأول 1973 | طابع بلون برتقالي مع عبارات "1954-1964" و"الاتحاد البريدي العربي" و"المكتب الدائم"، مع توشيح بعبارة "المجلس التنفيذي بغداد \ 1973". |        | 30 فلسا |         |              |

### إصدارات ذكرى إعلان حقوق الإنسان
الطوابع التي أُصدرت بمناسبة ذكرى إعلان حقوق الإنسان وقد أصدر طابعان بقيمة 25 فلسا و70 فلسا في الخامس والعشرين من كانون الأول عام 1973:
| #  | تاريخ الإصدار       | الوصف | الصورة | القيمة  | الأبعاد | كمية الإصدار |
| -- | ------------------- | --- | ------ | ------- | ------- | ------------ |
| 19 | 25 كانون الأول 1973 | طابع يغلب عليه اللون الماروني يظهر عليه شعار يمثل حقوق الإنسان مع عبارة "ذكرى مرور 25 عاما على الإعلان العالمي لحقوق الإنسان 1973". |        | 25 فلسا |         |              |
| 20 | 25 كانون الأول 1973 | طابع يغلب عليه اللون الأزرق يظهر عليه شعار يمثل حقوق الإنسان مع عبارة "ذكرى مرور 25 عاما على الإعلان العالمي لحقوق الإنسان 1973".   |        | 70 فلسا |         |              |

### إصدارات معالم الآثار
الطوابع التي أُصدرت بمعالم الآثار وقد أصدرت تسعة طوابع بقيم مختلفة تبدأ بخمسة فلوس وتنتهي بخمسة وتسعين فلسا في عام 1973:
| #  | تاريخ الإصدار | الوصف                                                                                 | الصورة | القيمة  | الأبعاد | كمية الإصدار |
| -- | ------------- | ------------------------------------------------------------------------------------- | ------ | ------- | ------- | ------------ |
| 21 | 1973          | طابع بلون برتقالي تظهر عليه صورة القيثارة السومرية بلون أسود.                         |        | 5 فلوس  |         |              |
| 22 | 1973          | طابع بلون بني مصفر تظهر عليه صورة القيثارة السومرية بلون أسود.                        |        | 10 فلوس |         |              |
| 23 | 1973          | طابع بلون أحمر تظهر عليه صورة القيثارة السومرية بلون أسود.                            |        | 20 فلسا |         |              |
| 24 | 1973          | طابع بلون بنفجسي مزرق تظهر عليه صورة المئذنة الحدباء بلون أسود.                       |        | 25 فلسا |         |              |
| 25 | 1973          | طابع بلون أخضر تظهر عليه صورة المئذنة الحدباء بلون أسود.                              |        | 35 فلسا |         |              |
| 26 | 1973          | طابع بلون أزرق مخضر تظهر عليه صورة المئذنة الحدباء بلون أسود.                         |        | 45 فلسا |         |              |
| 27 | 1973          | طابع بلون زيتوني مصفر تظهر عليه صورة تمثال أبو بنت دميون زوجة ملك الحضر سنطروق الأول. |        | 50 فلسا |         |              |
| 28 | 1973          | طابع بلون بنفسجي مزرق تظهر عليه صورة تمثال أبو بنت دميون زوجة ملك الحضر سنطروق الأول. |        | 70 فلسا |         |              |
| 29 | 1973          | طابع بلون بني تظهر عليه صورة تمثال أبو بنت دميون زوجة ملك الحضر سنطروق الأول.         |        | 95 فلسا |         |              |

## إصدارات 1974
بلغ عدد إصدارات سنة 1974 ستة إصدارات وقد ضمت 15 طابعا.

### إصدارات ذكرى تأسيس الكلية العسكرية
الطوابع التي أُصدرت بمناسبة ذكرى تأسيس الكلية العسكرية وقد أصدر طابعان بقيمة 25 فلسا و35 فلسا في السادس من كانون الثاني عام 1974:
| # | تاريخ الإصدار       | الوصف | الصورة | القيمة  | الأبعاد | كمية الإصدار |
| - | ------------------- | --- | ------ | ------- | ------- | ------------ |
| 1 | 1 كانون الثاني 1974 | طابع بإطار بني في وسطه شعار الكلية العسكرية ورسم لجنود يتدربون مع عبارة "ذكرى مرور 50 عاما على تأسيس الكلية العسكرية".  |        | 25 فلسا |         |              |
| 2 | 1 كانون الثاني 1974 | طابع بإطار أزرق في وسطه شعار الكلية العسكرية ورسم لجنود يتدربون مع عبارة "ذكرى مرور 50 عاما على تأسيس الكلية العسكرية". |        | 35 فلسا |         |              |

### إصدارات ذكرى تأسيس الاتحاد البريدي العالمي
الطوابع التي أُصدرت بمناسبة ذكرى تأسيس الاتحاد البريدي العالمي وقد أصدرت ثلاثة طوابع بقيمة 25 فلسا و35 فلسا و70 فلسا في الثامن والعشرين من أيار عام 1974:
| # | تاريخ الإصدار | الوصف | الصورة | القيمة  | الأبعاد | كمية الإصدار |
| - | ------------- | --- | ------ | ------- | ------- | ------------ |
| 3 | 28 أيار 1974  | طابع بخلفية وردية وزرقاء مع شعاري الاتحاد البريدي العالمي والاتحاد البريدي العربي مع عبارة "مرور مائة عام على تأسيس الاتحاد البريدي العالمي".                |        | 25 فلسا |         |              |
| 4 | 28 أيار 1974  | طابع بخلفية تركوازية وزرقاء مع شعاري الاتحاد البريدي العالمي والاتحاد البريدي العربي مع عبارة "مرور مائة عام على تأسيس الاتحاد البريدي العالمي".             |        | 35 فلسا |         |              |
| 5 | 28 أيار 1974  | طابع بخلفية برتقالية مصفرة وخضراء مزرقة مع شعاري الاتحاد البريدي العالمي والاتحاد البريدي العربي مع عبارة "مرور مائة عام على تأسيس الاتحاد البريدي العالمي". |        | 70 فلسا |         |              |

### إصدارات الذكرى الثانية لتأميم النفط
الطوابع التي أُصدرت بمناسبة الذكرى الثانية لتأميم النفط وقد أصدرت ثلاثة طوابع بقيمة 10 فلوس و25 فلسا و70 فلسا في الأول من حزيران عام 1974:
| # | تاريخ الإصدار | الوصف | الصورة | القيمة  | الأبعاد | كمية الإصدار |
| - | ------------- | --- | ------ | ------- | ------- | ------------ |
| 6 | 1 حزيران 1974 | طابع يمتاز بشريطين علوي وسفلي بلون أزرق مع رسم يظهر فيه صور بعض آثار العراق القديمة والمنارة الملوية ويدين ومصفاة نفط مع عبارة "الذكرى الثانية لتأميم عمليات شركة نفط العراق".         |        | 10 فلوس |         |              |
| 7 | 1 حزيران 1974 | طابع يمتاز بشريطين علوي وسفلي بلون برتقالي مصفر مع رسم يظهر فيه صور بعض آثار العراق القديمة والمنارة الملوية ويدين ومصفاة نفط مع عبارة "الذكرى الثانية لتأميم عمليات شركة نفط العراق". |        | 25 فلسا |         |              |
| 8 | 1 حزيران 1974 | طابع يمتاز بشريطين علوي وسفلي بلون بنفسجي مع رسم يظهر فيه صور بعض آثار العراق القديمة والمنارة الملوية ويدين ومصفاة نفط مع عبارة "الذكرى الثانية لتأميم عمليات شركة نفط العراق".       |        | 70 فلسا |         |              |

### إصدارات أعياد تموز 1974
الطوابع التي أُصدرت بمناسبة أعياد تموز وقد أصدر طابعان بقيمة 20 فلسا و35 فلسا في السابع عشر من تموز عام 1974:
| #  | تاريخ الإصدار | الوصف | الصورة | القيمة  | الأبعاد | كمية الإصدار |
| -- | ------------- | --- | ------ | ------- | ------- | ------------ |
| 9  | 17 تموز 1974  | طابع بإطار بنفسجي تظهر فيه صورة يمارسون نشاطات مختلفة وعبارة "أعياد تموز" وعبارة "نفطنا لنا" ورسم مبان وبرج نفطي وسنابل.  |        | 20 فلوس |         |              |
| 10 | 17 تموز 1974  | طابع بإطار برتقالي تظهر فيه صورة يمارسون نشاطات مختلفة وعبارة "أعياد تموز" وعبارة "نفطنا لنا" ورسم مبان وبرج نفطي وسنابل. |        | 35 فلسا |         |              |

### إصدارات ذكرى ميلاد الجبهة الوطنية والقومية التقدمية
الطوابع التي أُصدرت بمناسبة ذكرى ميلاد الجبهة الوطنية والقومية التقدمية وقد أصدر طابعان بقيمة 25 فلسا و70 فلسا في السابع عشر من تموز عام 1974:
| #  | تاريخ الإصدار | الوصف | الصورة | القيمة  | الأبعاد | كمية الإصدار |
| -- | ------------- | --- | ------ | ------- | ------- | ------------ |
| 11 | 17 تموز 1974  | طابع ملون شريطه الأسفل أزرق اللون وفيه عبارة "ذكرى ميلاد الجبهة الوطنية والقومية التقدمية 1974" مع شعار الجبهة التي يظهر فيه علم العراق وكلمات "البعث" و"وحدة" و"حرية" و"اشتراكية" و"الجبهة" ويدان متصافحتان. |        | 25 فلوس |         |              |
| 12 | 17 تموز 1974  | طابع ملون شريطه الأسفل أخضر اللون وفيه عبارة "ذكرى ميلاد الجبهة الوطنية والقومية التقدمية 1974" مع شعار الجبهة التي يظهر فيه علم العراق وكلمات "البعث" و"وحدة" و"حرية" و"اشتراكية" و"الجبهة" ويدان متصافحتان. |        | 70 فلسا |         |              |

### إصدارات اليوبيل الفضي للسمنت العراقي
الطوابع التي أُصدرت بمناسبة اليوبيل الفضي للسمنت العراقي وقد أصدرت ثلاثة طوابع بقيمة 20 فلسا و25 فلسا و70 فلسا في التاسع عشر من تشرين الأول عام 1974:
| #  | تاريخ الإصدار       | الوصف | الصورة | القيمة  | الأبعاد | كمية الإصدار |
| -- | ------------------- | --- | ------ | ------- | ------- | ------------ |
| 13 | 19 تشرين الأول 1974 | طابع بخلفية رصاصية اللون تظهر فيه صورة معمل سمنت وصورة عمارات عالية مع عبارة "اليوبيل الفضي للسمنت العراقي 1949-1974". |        | 20 فلوس |         |              |
| 14 | 19 تشرين الأول 1974 | طابع بخلفية حمراء اللون تظهر فيه صورة معمل سمنت وصورة عمارات عالية مع عبارة "اليوبيل الفضي للسمنت العراقي 1949-1974".  |        | 25 فلوس |         |              |
| 15 | 19 تشرين الأول 1974 | طابع بخلفية خضراء اللون تظهر فيه صورة معمل سمنت وصورة عمارات عالية مع عبارة "اليوبيل الفضي للسمنت العراقي 1949-1974".  |        | 70 فلسا |         |              |

## إصدارات 1975
بلغ عدد إصدارات سنة 1975 عشرة إصدارات وقد ضمت 28 طابعا.

### إصدارات سابقة موشحة
وشحت طابعان أصدرا في السنوات السابقة بتغيير قيمتهما:
| # | تاريخ الإصدار       | الوصف | الصورة | القيمة  | كمية الإصدار |
| - | ------------------- | --- | ------ | ------- | ------------ |
| 1 | 9 كانون الثاني 1975 | طابع ملون بخلفية زرقاء مخضرة يظهر صورة رمان "Punica granatum"، كان بقيمة 3 فلوس لكنه وشح بقيمة 10 فلوس. والطابع في الأصل صادر بتاريخ 21 أب 1970 ضمن إصدارات الفواكه         |        | 10 فلوس |              |
| 2 | 9 كانون الثاني 1975 | طابع ملون يظهر وردات بيضاء من نوع نرجس شاعري "Narcissus poeticus"، كان بقيمة 3 فلوس لكنه وشح بقيمة 25 فلسا. والطابع في الأصل صادر بتاريخ 12 حزيران 1970 ضمن إصدارات الزهور. |        | 25 فلسا |              |

### إصدارات العام العالمي للسكان
أصدرت ثلاثة طوابع بمناسبة العام العالمي للسكان:
| # | تاريخ الإصدار        | الوصف | الصورة | القيمة  | كمية الإصدار |
| - | -------------------- | --- | ------ | ------- | ------------ |
| 3 | 30 كانون الثاني 1975 | طابع يغلب اللون الأزرق يظهر في وسطه شعار مع سنة "1974" وفي الأسفل عبارة "العام العالمي للسكان".          |        | 25 فلسا |              |
| 4 | 30 كانون الثاني 1975 | طابع يغلب اللون الوردي يظهر في وسطه شعار مع سنة "1974" وفي الأسفل عبارة "العام العالمي للسكان".          |        | 35 فلسا |              |
| 5 | 30 كانون الثاني 1975 | طابع يغلب اللون الأخضر الزيتوني يظهر في وسطه شعار مع سنة "1974" وفي الأسفل عبارة "العام العالمي للسكان". |        | 70 فلسا |              |

### إصدارات أعياد تموز 1975
أصدرت ثلاثة طوابع بمناسبة أعياد تموز:
| # | تاريخ الإصدار | الوصف | الصورة | القيمة  | كمية الإصدار |
| - | ------------- | --- | ------ | ------- | ------------ |
| 6 | 17 تموز 1975  | طابع ملون يظهر عليه جزء من نصب ساحة التحرير في بغداد مع صورة حمامة وسنابل وعبارة "أعياد تموز 1975"، مع تميز الطابع بشريط أزرق أسفل الطابع.   |        | 5 فلوس  |              |
| 7 | 17 تموز 1975  | طابع ملون يظهر عليه جزء من نصب ساحة التحرير في بغداد مع صورة حمامة وسنابل وعبارة "أعياد تموز 1975"، مع تميز الطابع بشريط بنفسجي أسفل الطابع. |        | 10 فلوس |              |
| 8 | 17 تموز 1975  | طابع ملون يظهر عليه جزء من نصب ساحة التحرير في بغداد مع صورة حمامة وسنابل وعبارة "أعياد تموز 1975"، مع تميز الطابع بشريط أخضر أسفل الطابع.   |        | 35 فلسا |              |

### إصدارات ذكرى التوقيع على ميثاق العمل العربي
أصدرت ثلاثة طوابع بمناسبة ذكرى التوقيع على ميثاق العمل العربي:
| #  | تاريخ الإصدار | الوصف | الصورة | القيمة  | كمية الإصدار |
| -- | ------------- | --- | ------ | ------- | ------------ |
| 9  | 5 آب 1975     | طابع بخلفية وردية اللون وفي وسطه مثلث بخلفية زرقاء تظهر فيه خريطة الوطن العربي وشعار جامعة الدول العربية وفي أسفل الطابع عبارة "الذكرى العاشرة للتوقيع على ميثاق العمل العربي في بغداد 1965-1975".          |        | 25 فلسا |              |
| 10 | 5 آب 1975     | طابع بخلفية زرقاء تركوازية اللون وفي وسطه مثلث بخلفية زرقاء تظهر فيه خريطة الوطن العربي وشعار جامعة الدول العربية وفي أسفل الطابع عبارة "الذكرى العاشرة للتوقيع على ميثاق العمل العربي في بغداد 1965-1975". |        | 35 فلسا |              |
| 11 | 5 آب 1975     | طابع بخلفية رمادية زرقاء اللون وفي وسطه مثلث بخلفية زرقاء تظهر فيه خريطة الوطن العربي وشعار جامعة الدول العربية وفي أسفل الطابع عبارة "الذكرى العاشرة للتوقيع على ميثاق العمل العربي في بغداد 1965-1975".   |        | 45 فلسا |              |

### إصدارات عام المرأة العالمي
أصدرت ثلاثة طوابع بمناسبة عام المرأة العالمي:
| #  | تاريخ الإصدار | الوصف | الصورة | القيمة  | كمية الإصدار |
| -- | ------------- | --- | ------ | ------- | ------------ |
| 12 | 15 آب 1975    | طابع بيضاء وفي أعلاه شريط بنفسجي اللون وفي الوسط تخطيط يمثل المرأة وفي الزاوية السفلى اليسرى شعار السنة الدولية للمرأة مع عبارة "مساواة - تنمية - سلام".  |        | 10 فلوس |              |
| 13 | 15 آب 1975    | طابع بيضاء وفي أعلاه شريط برتقالي اللون وفي الوسط تخطيط يمثل المرأة وفي الزاوية السفلى اليسرى شعار السنة الدولية للمرأة مع عبارة "مساواة - تنمية - سلام". |        | 35 فلسا |              |
| 14 | 15 آب 1975    | طابع بيضاء وفي أعلاه شريط أزرق اللون وفي الوسط تخطيط يمثل المرأة وفي الزاوية السفلى اليسرى شعار السنة الدولية للمرأة مع عبارة "مساواة - تنمية - سلام".    |        | 70 فلسا |              |

وأيضا أصدرت بطاقة لنفس المناسبة بقيمة 100 فلس.
كما أصدرت طوابع في بلدان أخرى لنفس المناسبة:

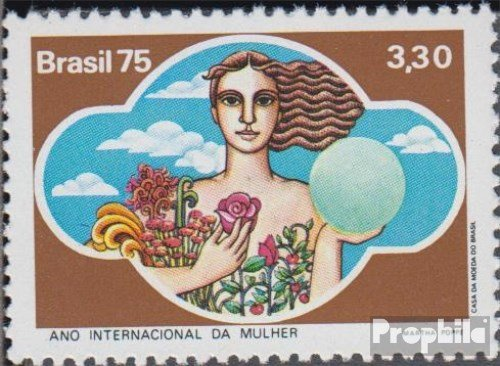
طابع من البرازيل
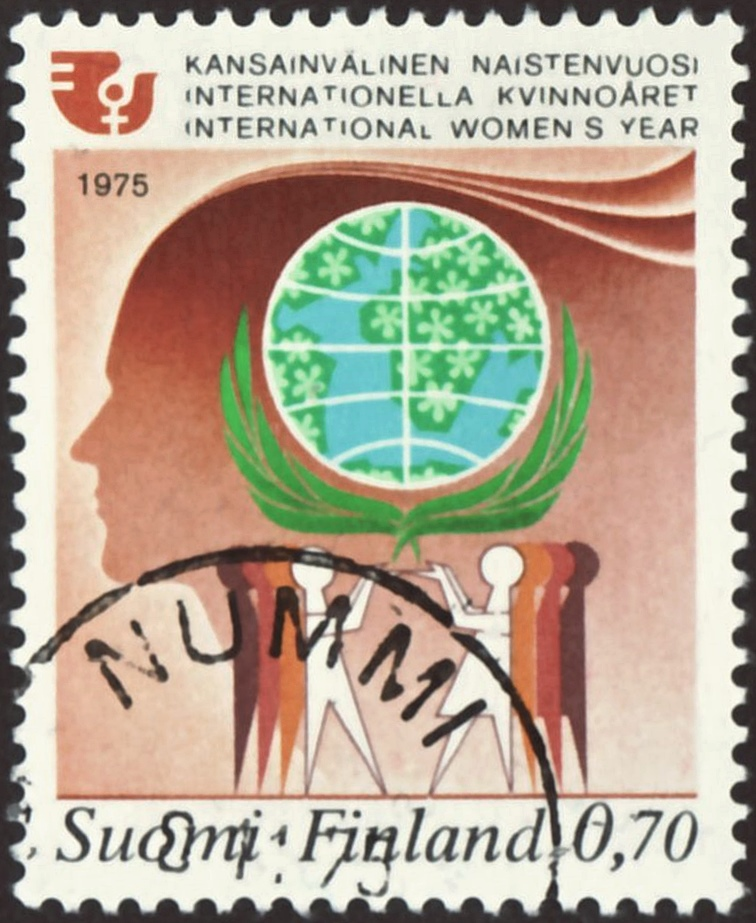
طابع من فنلندا
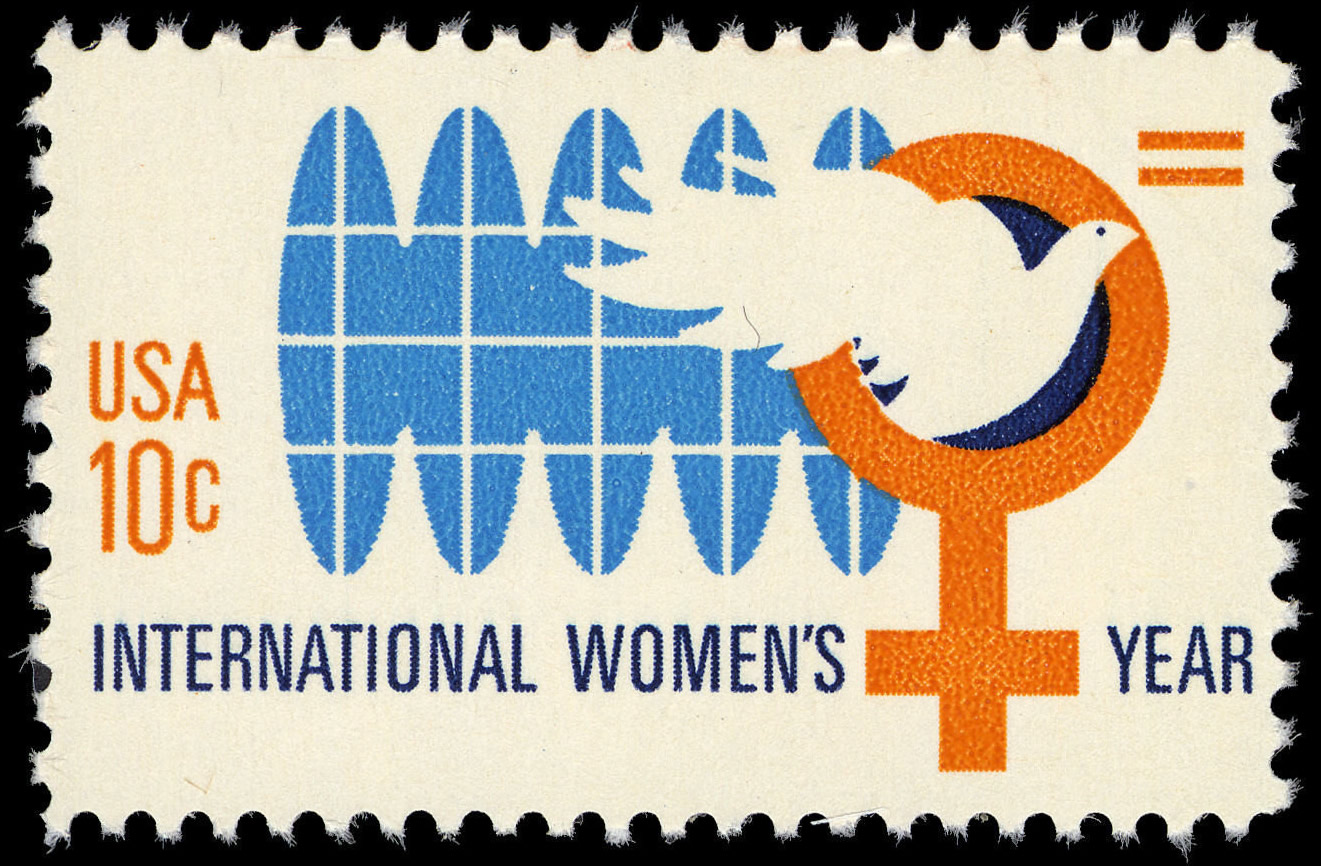
طابع من الولايات المتحدة
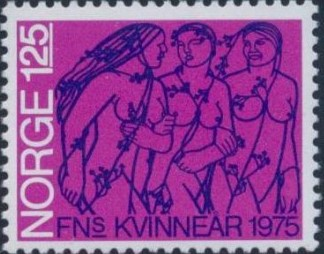
طابع من النرويج
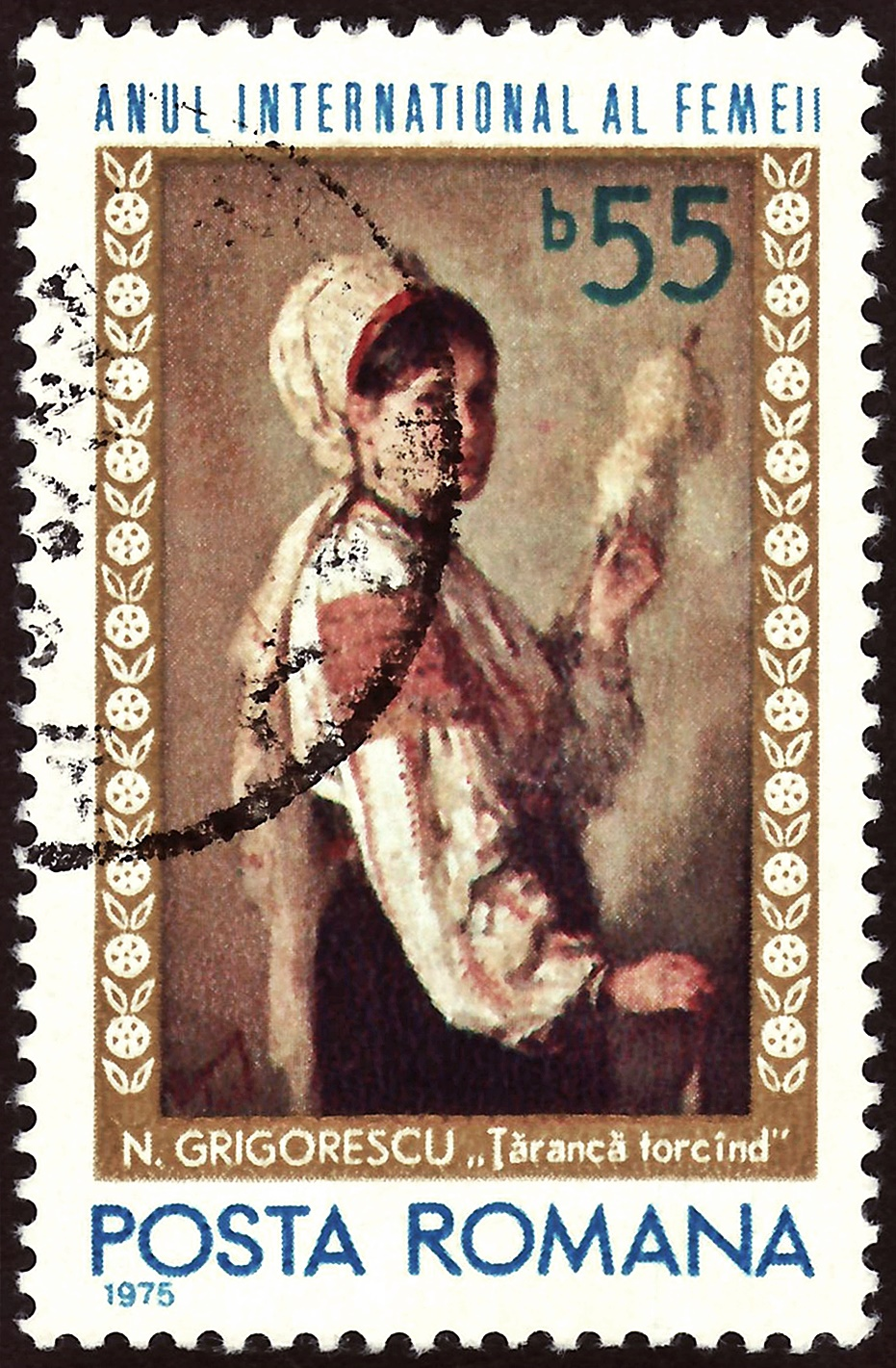
طابع من رومانيا
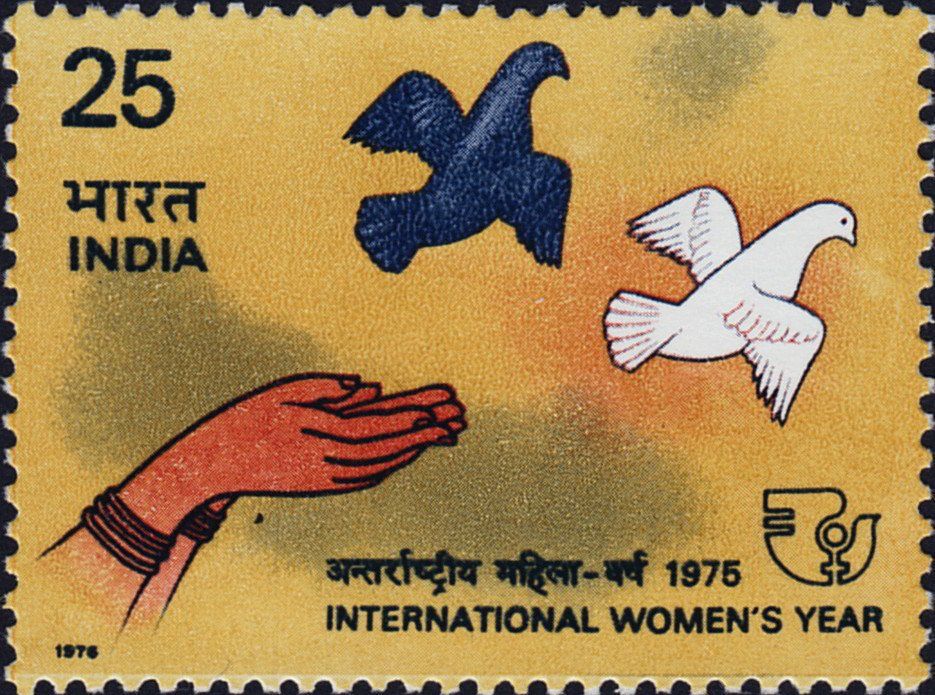
طابع من الهند

### إصدارات المنظمة الدولية للري والبزل
أصدرت ثلاثة طوابع بمناسبة اليوبيل الفضي للجنة الدولية للري والبزل:
| #  | تاريخ الإصدار | الوصف | الصورة | القيمة  | كمية الإصدار |
| -- | ------------- | --- | ------ | ------- | ------------ |
| 15 | 5 أيلول 1975  | طابع ملون تظهر فيه صورة سد مع شعار الجنة الدولية للري والبزل وشعار آخر وعبارة "اليوبيل الفضي للمنظمة الدولية للري والبزل"، وقيمة الطابع مكتوبة في دائرة برتقالية صغيرة. |        | 3 فلوس  |              |
| 16 | 5 أيلول 1975  | طابع ملون تظهر فيه صورة سد مع شعار الجنة الدولية للري والبزل وشعار آخر وعبارة "اليوبيل الفضي للمنظمة الدولية للري والبزل"، وقيمة الطابع مكتوبة في دائرة بنفسجية صغيرة.  |        | 35 فلسا |              |
| 17 | 5 أيلول 1975  | طابع ملون تظهر فيه صورة سد مع شعار الجنة الدولية للري والبزل وشعار آخر وعبارة "اليوبيل الفضي للمنظمة الدولية للري والبزل"، وقيمة الطابع مكتوبة في دائرة وردية صغيرة.    |        | 70 فلسا |              |

### إصدارات شركة التأمين الوطنية
أصدر طابعان بمناسبة اليوبيل الفضي لشركة التأمين الوطنية:
| #  | تاريخ الإصدار       | الوصف | الصورة | القيمة  | كمية الإصدار |
| -- | ------------------- | --- | ------ | ------- | ------------ |
| 18 | 11 تشرين الأول 1975 | طابع بخلفية زرقاء يظهر عليه شعار شركة التأمين الوطنية في بغداد مع عبارة "التأمين تدبير اليوم لضمان الغد". |        | 20 فلسا |              |
| 19 | 11 تشرين الأول 1975 | طابع بخلفية حمراء يظهر عليه شعار شركة التأمين الوطنية في بغداد مع عبارة "التأمين تدبير اليوم لضمان الغد". |        | 25 فلسا |              |

وأيضا أصدرت بطاقة لنفس المناسبة بقيمة 100 فلس.

### إصدارات مؤتمر بغداد الدولي للموسيقى
أصدر طابعان بمناسبة انعقاد مؤتمر بغداد الدولي للموسيقى:

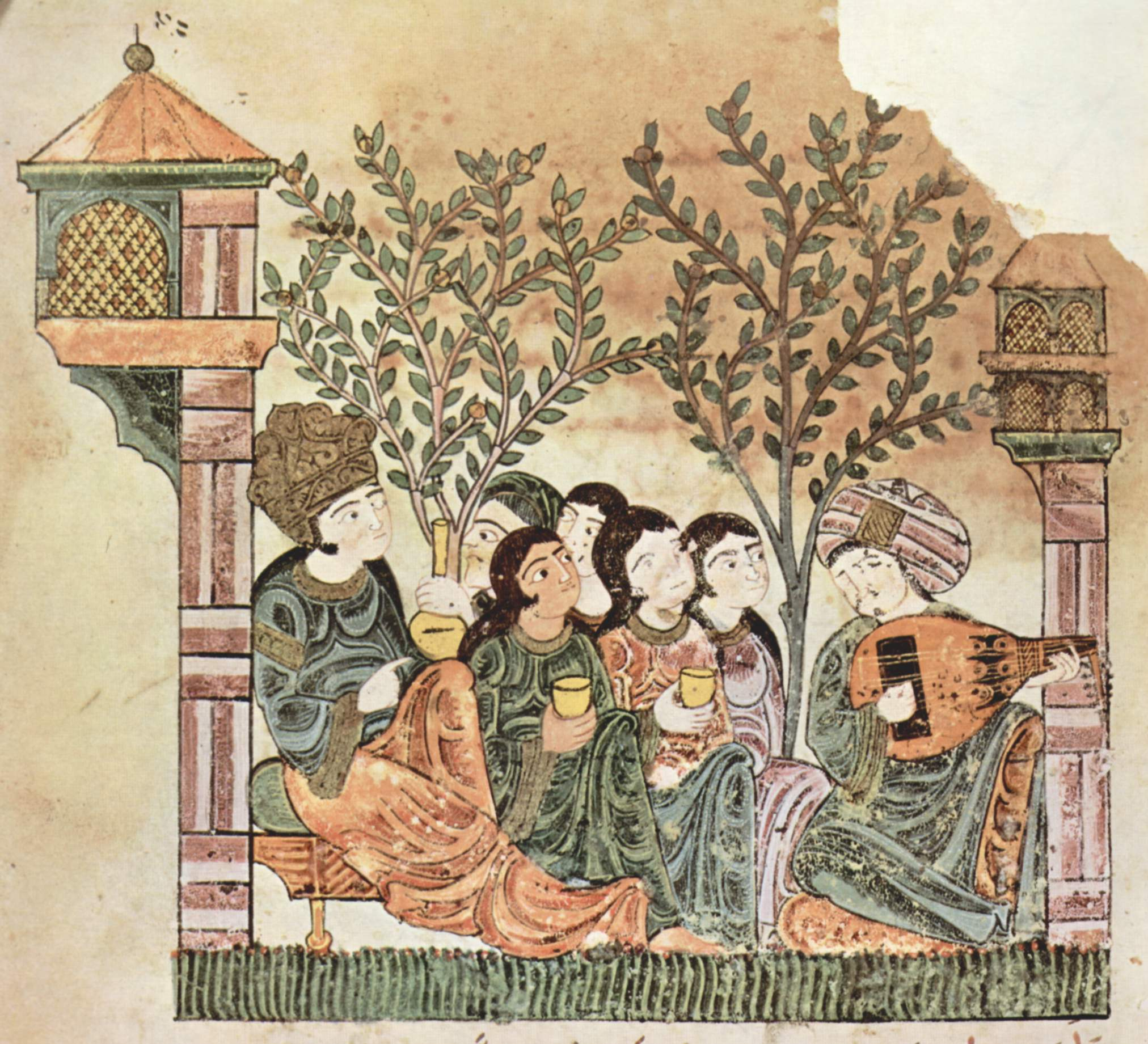
الصورة من مخطوط حديث بياض ورياض

| #  | تاريخ الإصدار        | الوصف | الصورة | القيمة  | كمية الإصدار |
| -- | -------------------- | --- | ------ | ------- | ------------ |
| 20 | 21 تشرين الثاني 1975 | طابع بإطار بنفسجي وفي الوسط صورة وصورة لعازف عود وأمامه ناس مجتمعون وهي من مخطوطة لقصة غرام عربية من القرن 13 اسمها "حديث بياض ورياض" مع عبارة "مؤتمر بغداد الدولي للموسيقى تشرين الثاني 1975". |        | 25 فلسا |              |
| 21 | 21 تشرين الثاني 1975 | طابع بإطار بنفسجي وفي الوسط صورة وصورة لعازف عود وأمامه ناس مجتمعون وهي من مخطوطة لقصة غرام عربية من القرن 13 اسمها "حديث بياض ورياض" مع عبارة "مؤتمر بغداد الدولي للموسيقى تشرين الثاني 1975". |        | 45 فلسا |              |

### إصدارات مبنى مركز الاتصالات
أصدرت ثلاثة طوابع تحمل صورة مبنى مركز الاتصالات:
| #  | تاريخ الإصدار       | الوصف | الصورة | القيمة  | كمية الإصدار |
| -- | ------------------- | --- | ------ | ------- | ------------ |
| 22 | 22 كانون الأول 1975 | طابع يغلب عليه اللون الوردي تظهر عليه صورة المبنى القديم لمركز الاتصالات مع عبارة "مبنى مركز الاتصالات - أعياد تموز 1975".    |        | 5 فلوس  |              |
| 23 | 22 كانون الأول 1975 | طابع يغلب عليه اللون الأزرق تظهر عليه صورة المبنى القديم لمركز الاتصالات مع عبارة "مبنى مركز الاتصالات - أعياد تموز 1975".    |        | 10 فلوس |              |
| 24 | 22 كانون الأول 1975 | طابع يغلب عليه اللون التركوازي تظهر عليه صورة المبنى القديم لمركز الاتصالات مع عبارة "مبنى مركز الاتصالات - أعياد تموز 1975". |        | 60 فلسا |              |

### إصدارات مؤتمر طوروس الخامس عشر
أصدرت أربعة طوابع بمنسبة انعقاد مؤتمر طوروس الخامس عشر في بغداد المتعلق بخط سكة حديد برلين-بغداد وجزء منه قطار طوروس [الإنجليزية]:
| #  | تاريخ الإصدار       | الوصف | الصورة | القيمة  | كمية الإصدار |
| -- | ------------------- | --- | ------ | ------- | ------------ |
| 25 | 22 كانون الأول 1975 | طابع بخلفية صفراء وبرتقالية تظهر فيه صورة قطار مع عبارة "مؤتمر طوروس الخامس عشر بغداد 1975" وشعار المؤتمر.      |        | 25 فلسا |              |
| 26 | 22 كانون الأول 1975 | طابع بخلفية صفراء وبرتقالية تظهر فيه صورة قطار مع عبارة "مؤتمر طوروس الخامس عشر بغداد 1975" وشعار المؤتمر.      |        | 30 فلسا |              |
| 27 | 22 كانون الأول 1975 | طابع بخلفية خضراء مصفرة مع صفراء تظهر فيه صورة قطار مع عبارة "مؤتمر طوروس الخامس عشر بغداد 1975" وشعار المؤتمر. |        | 35 فلسا |              |
| 28 | 22 كانون الأول 1975 | طابع بخلفية خضراء مصفرة تظهر فيه صورة قطار مع عبارة "مؤتمر طوروس الخامس عشر بغداد 1975" وشعار المؤتمر.          |        | 50 فلسا |              |

## إصدارات 1976
بلغ عدد إصدارات سنة 1976 سبعة عشر إصدارا وقد ضمت 56 طابعا وبطاقتين.

### إصدارات الآثار العراقية
أصدرت تسعة طوابع تحمل صورا لآثار عراقية:
| # | تاريخ الإصدار       | الوصف                                                                     | الصورة | القيمة  | كمية الإصدار |
| - | ------------------- | ------------------------------------------------------------------------- | ------ | ------- | ------------ |
| 1 | 1 كانون الثاني 1976 | طابع بخلفية وردية تظهر فيه صورة تمثال مرأة يعود إلى مملكة الحضر.          |        | 5 فلوس  |              |
| 2 | 1 كانون الثاني 1976 | طابع بخلفية قرمزية تظهر فيه صورة تمثال مرأة يعود إلى مملكة الحضر.         |        | 10 فلوس |              |
| 3 | 1 كانون الثاني 1976 | طابع بخلفية صفراء تظهر فيه صورة تمثال مرأة يعود إلى مملكة الحضر.          |        | 15 فلسا |              |
| 4 | 1 كانون الثاني 1976 | طابع بخلفية بنية تظهر فيه صورة تمثال يعود إلى مملكة الحضر.                |        | 20 فلسا |              |
| 5 | 1 كانون الثاني 1976 | طابع بخلفية خضراء تظهر فيه صورة تمثال يعود إلى مملكة الحضر.               |        | 25 فلسا |              |
| 6 | 1 كانون الثاني 1976 | طابع بخلفية زرقاء تظهر فيه صورة تمثال يعود إلى مملكة الحضر.               |        | 30 فلسا |              |
| 7 | 1 كانون الثاني 1976 | طابع بخلفية بنفسجية تظهر فيه صورة تمثال رأس ملك الحضر سنطروق الأول.       |        | 35 فلسا |              |
| 8 | 1 كانون الثاني 1976 | طابع بخلفية بنية مصفرة تظهر فيه صورة تمثال رأس ملك الحضر سنطروق الأول.    |        | 50 فلسا |              |
| 9 | 1 كانون الثاني 1976 | طابع بخلفية بنفسجية مزرقة تظهر فيه صورة تمثال رأس ملك الحضر سنطروق الأول. |        | 75 فلسا |              |

### إصدارات يوم الجيش (1976)
أصدرت ثلاثة طوابع لمناسبة يوم الجيش:
| #  | تاريخ الإصدار       | الوصف | الصورة | القيمة  | كمية الإصدار |
| -- | ------------------- | --- | ------ | ------- | ------------ |
| 10 | 6 كانون الثاني 1976 | طابع ملون بحاشية بيضاء تظهر فيه صورة جنود أحدهم يحمل سلاحا مع كلمات "وحدة حرية اشتراكية" وسنابل وعبارة "الذكرى الخامسة والخمسون بتأسيس الجيش العراقي". |        | 5 فلوس  |              |
| 11 | 6 كانون الثاني 1976 | طابع ملون بحاشية فضية تظهر فيه صورة جنود أحدهم يحمل سلاحا مع كلمات "وحدة حرية اشتراكية" وسنابل وعبارة "الذكرى الخامسة والخمسون بتأسيس الجيش العراقي".  |        | 25 فلسا |              |
| 12 | 6 كانون الثاني 1976 | طابع ملون بحاشية بنية تظهر فيه صورة جنود أحدهم يحمل سلاحا مع كلمات "وحدة حرية اشتراكية" وسنابل وعبارة "الذكرى الخامسة والخمسون بتأسيس الجيش العراقي".  |        | 50 فلسا |              |

### إصدارات اليوم العربي لمحو الأمية
أصدرت ثلاثة طوابع لمناسبة اليوم العربي لمحو الأمية:
| #  | تاريخ الإصدار       | الوصف | الصورة | القيمة  | كمية الإصدار |
| -- | ------------------- | --- | ------ | ------- | ------------ |
| 13 | 8 كانون الثاني 1976 | طابع بخلفية بنفسجية ودوائر متدرجة بين الأحمر والبرتقالي والأصفر وفي وسطها بصمة إبهام عليها علامة (×) مع عبارة "اليوم العربي لمحو الأمية". |        | 5 فلوس  |              |
| 14 | 8 كانون الثاني 1976 | طابع بخلفية زرقاء ودوائر متدرجة بين الأحمر والبرتقالي والأصفر وفي وسطها بصمة إبهام عليها علامة (×) مع عبارة "اليوم العربي لمحو الأمية".   |        | 15 فلسا |              |
| 15 | 8 كانون الثاني 1976 | طابع بخلفية خضراء ودوائر متدرجة بين الأحمر والبرتقالي والأصفر وفي وسطها بصمة إبهام عليها علامة (×) مع عبارة "اليوم العربي لمحو الأمية".   |        | 35 فلسا |              |

### إصدارات ذكرى ثورة 14 رمضان
أصدرت ثلاثة طوابع لمناسبة ذكرى ثورة 14 رمضان:
| #  | تاريخ الإصدار | الوصف | الصورة | القيمة  | كمية الإصدار |
| -- | ------------- | --- | ------ | ------- | ------------ |
| 17 | 8 شباط 1976   | طابع ملون بحاشية بيضاء تظهر فيه صورة صحني استقبال فضائي مكتوب على أحدهما باللغة الإنجليزية عبارة "دجيل 1" والآخر "دجيل 2" وبرج اتصالات ومبنى وعبارة "المحطة الأرضية العراقية - ذكرى ثورة 14 رمضان 1963-1976". |        | 10 فلوس |              |
| 18 | 8 شباط 1976   | طابع ملون بحاشية فضية تظهر فيه صورة صحني استقبال فضائي مكتوب على أحدهما باللغة الإنجليزية عبارة "دجيل 1" والآخر "دجيل 2" وبرج اتصالات ومبنى وعبارة "المحطة الأرضية العراقية - ذكرى ثورة 14 رمضان 1963-1976".  |        | 25 فلسا |              |
| 19 | 8 شباط 1976   | طابع ملون بحاشية بنية تظهر فيه صورة صحني استقبال فضائي مكتوب على أحدهما باللغة الإنجليزية عبارة "دجيل 1" والآخر "دجيل 2" وبرج اتصالات ومبنى وعبارة "المحطة الأرضية العراقية - ذكرى ثورة 14 رمضان 1963-1976".  |        | 75 فلسا |              |

### إصدارات العيد المئوي لأول اتصال هاتفي
أصدرت ثلاثة طوابع لمناسبة ذكرى ثورة 14 رمضان:
| #  | تاريخ الإصدار | الوصف | الصورة | القيمة  | كمية الإصدار |
| -- | ------------- | --- | ------ | ------- | ------------ |
| 20 | 17 آذار 1976  | طابع بخلفية من خطوط زرقاء وصفراء باهتة مع صورة أول هاتف اخترعه ألكسندر غراهام بل مع صورة هاتف منضدي معاصر بأزرار بلون أخضر مع عبارة "العيد المئوي لأول اتصال هاتفي 1876-1976".          |        | 35 فلسا |              |
| 21 | 17 آذار 1976  | طابع بخلفية من خطوط حمراء وصفراء باهتة مع صورة أول هاتف اخترعه ألكسندر غراهام بل مع صورة هاتف منضدي معاصر بأزرار بلون برتقالي مع عبارة "العيد المئوي لأول اتصال هاتفي 1876-1976".       |        | 50 فلسا |              |
| 22 | 17 آذار 1976  | طابع بخلفية من خطوط بنفسجية وصفراء باهتة مع صورة أول هاتف اخترعه ألكسندر غراهام بل مع صورة هاتف منضدي معاصر بأزرار بلونين بني وأصفر مع عبارة "العيد المئوي لأول اتصال هاتفي 1876-1976". |        | 75 فلسا |              |

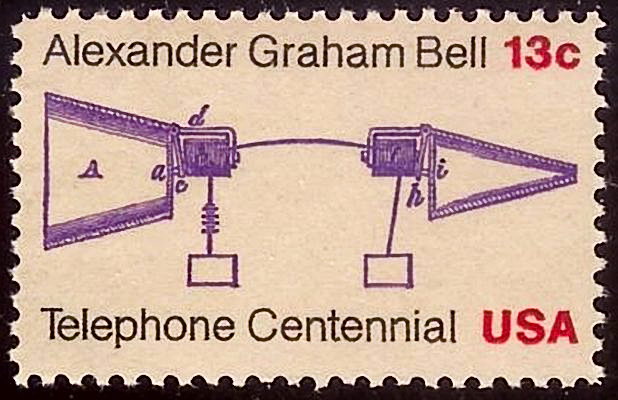
طابع أمريكي لنفس المناسبة

### إصدارات الاتحاد الدولي لنقابات العمال العرب
أصدرت ثلاثة طوابع لمناسبة الذكرى العشرين لتأسيس الاتحاد الدولي لنقابات العمال العرب:
| #  | تاريخ الإصدار | الوصف | الصورة | القيمة  | كمية الإصدار |
| -- | ------------- | --- | ------ | ------- | ------------ |
| 23 | 24 آذار 1976  | طابع بخلفية خضراء مع شعار الاتحاد الدولي لنقابات العمال العرب وعبارة "يا عمال الوطن العربي اتحدوا" وسنتي "1956-1976".   |        | 5 فلوس  |              |
| 24 | 24 آذار 1976  | طابع بخلفية بنفسجية مع شعار الاتحاد الدولي لنقابات العمال العرب وعبارة "يا عمال الوطن العربي اتحدوا" وسنتي "1956-1976". |        | 10 فلوس |              |
| 25 | 24 آذار 1976  | طابع بخلفية زرقاء مع شعار الاتحاد الدولي لنقابات العمال العرب وعبارة "يا عمال الوطن العربي اتحدوا" وسنتي "1956-1976".   |        | 75 فلسا |              |

### إصدارات عيد الشرطة
أصدرت ثلاثة طوابع لمناسبة عيد الشرطة:
| #  | تاريخ الإصدار | الوصف | الصورة | القيمة  | كمية الإصدار |
| -- | ------------- | --- | ------ | ------- | ------------ |
| 26 | 1 نيسان 1976  | طابع بخلفية بنفسجية وخريطة العراق تظهر فيها صورة رجل ومرآة وطفل وطفلة ومحلطة بغصني زيتون ويعلوها مشعل وفي الأسفل شريط عليها عبارة "الشرطة في خدمة الشعب" وتحتها عبارة "1 نيسان - عيد الشرطة".     |        | 5 فلوس  |              |
| 27 | 1 نيسان 1976  | طابع بخلفية زرقاء غامقة وخريطة العراق تظهر فيها صورة رجل ومرآة وطفل وطفلة ومحلطة بغصني زيتون ويعلوها مشعل وفي الأسفل شريط عليها عبارة "الشرطة في خدمة الشعب" وتحتها عبارة "1 نيسان - عيد الشرطة". |        | 15 فلسا |              |
| 28 | 1 نيسان 1976  | طابع بخلفية زرقاء مع شعار الاتحاد الدولي لنقابات العمال العرب وعبارة "يا عمال الوطن العربي اتحدوا" وسنتي "1956-1976".                                                                             |        | 35 فلسا |              |

### إصدارات ذكرى تأميم النفط (1976)
أصدر طابعان لمناسبة ذكرى تأميم النفط:
| #  | تاريخ الإصدار | الوصف | الصورة | القيمة  | كمية الإصدار |
| -- | ------------- | --- | ------ | ------- | ------------ |
| 29 | 1 حزيران 1976 | طابع بخلفية زرقاء فيها خريطة العراق بلون أخضر محاطة بهالة صفراء وتظهر على الخريطة أبراج آبار النفط وأنبوب مكتوب عليه "الخط الستراتيجي" مع عبارة "الذكرى الرابعة للتأميم العظيم 1-حزيران 1976".  |        | 25 فلسا |              |
| 30 | 1 حزيران 1976 | طابع بخلفية قرمزية فيها خريطة العراق بلون أخضر محاطة بهالة صفراء وتظهر على الخريطة أبراج آبار النفط وأنبوب مكتوب عليه "الخط الستراتيجي" مع عبارة "الذكرى الرابعة للتأميم العظيم 1-حزيران 1976". |        | 75 فلسا |              |

كما أصدرت بطاقة بقيمة 150 فلسا تحمل صورة الرئيس أحمد حسن البكر ونائبه صدام حسين.

### إصدارات اليوم العالمي للصحة
أصدرت ثلاثة طوابع لمناسبة اليوم العالمي للصحة:
| #  | تاريخ الإصدار  | الوصف | الصورة | القيمة  | كمية الإصدار |
| -- | -------------- | --- | ------ | ------- | ------------ |
| 31 | 20 حزيران 1976 | طابع يغلب عليه اللون الأزرق تظهر عليه صورة عين وشعار الأمم المتحدة مع عبارة "التنبؤ بالعمى والوقاية منه"، والطابع معد للبريد الجوي.    |        | 25 فلسا |              |
| 32 | 20 حزيران 1976 | طابع يغلب عليه اللون الأخضر تظهر عليه صورة عين وشعار الأمم المتحدة مع عبارة "التنبؤ بالعمى والوقاية منه"، والطابع معد للبريد الجوي.    |        | 35 فلسا |              |
| 33 | 20 حزيران 1976 | طابع يغلب عليه اللون البرتقالي تظهر عليه صورة عين وشعار الأمم المتحدة مع عبارة "التنبؤ بالعمى والوقاية منه"، والطابع معد للبريد الجوي. |        | 50 فلسا |              |

### إصدارات أعياد تموز (1976)
أصدر طابعان لمناسبة أعياد تموز:
| #  | تاريخ الإصدار | الوصف | الصورة | القيمة  | كمية الإصدار |
| -- | ------------- | --- | ------ | ------- | ------------ |
| 34 | 17 تموز 1976  | طابع ملون فيه رسم فيه تفاصيل مختلفة مثل خيل وزراعة وصناعة وعبارة "أعياد تموز 1976" ويمتاز بشريطين علوي وسفلي بلون بنفسجي.      |        | 15 فلسا |              |
| 35 | 17 تموز 1976  | طابع ملون فيه رسم فيه تفاصيل مختلفة مثل خيل وزراعة وصناعة وعبارة "أعياد تموز 1976" ويمتاز بشريطين علوي وسفلي بلون أخضر زيتوني. |        | 35 فلسا |              |

### إصدارات دورة الألعاب الأولمبية الصيفية 1976
أصدرت أربعة طوابع وبطاقة واحدة لمناسبة دورة الألعاب الأولمبية الصيفية 1976، رغم أن العراق قد انسحب من الدورة، حيث قاطعت 29 دَولَة دَورَة الأَلعَاب الأولمبية،  بسبب رفضَ اللّجنَة الأولمبية الدوليَّة حظر نيوزيلندا، بَعد أن قام فَرِيق اِتِحَاد الرجبي الوطنيّ النيوزيلنديّ بجولة في جَنُوب إفريقيا في وَقت سابق في عام 1976، 
حيثُ مُنعت جنوب إفريقيا من المُشاركة في الأَلعَاب الأولمبية مُنذ عام 1964 بسبب سِياسات الفصل العنصريّ، وقاد المُقاطعة المسؤول الكونغولي جان كلود جانجا، وكانت بَعض الدُّوَل المُقاطعة مِثل المغرب والكاميرون ومصر قد شَارَكت في الأَلعَاب ولكنَّها انسحبت في أيامها الأولى، واستمرت في المُشاركة من أفريقيا دولتي السنغال ساحل العاج فقط، واختارت بورما والعراق وغيانا أيضًا الانضمام إلى المُقاطعة الّتِي يقودها الكُونغُو، فيمَا لَم تشارك بُلدان أُخرى مِثل السلفادور وزائير لَم تشارك لأسباب اقتصاديّة.
| #  | تاريخ الإصدار | الوصف | الصورة | القيمة  | كمية الإصدار |
| -- | ------------- | --- | ------ | ------- | ------------ |
| 36 | 30 تموز 1976  | طابع ملون يغلب عليه اللون البرتقالي وفيه رسم لرياضة كرة السلة وشعار دورة الألعاب الأولمبية في مونتريال وعبارة "دورة مونتريال الأولمبية 1976"، والطابع مخصص للبريد الجوي. |        | 25 فلسا |              |
| 37 | 30 تموز 1976  | طابع ملون يغلب عليه اللون الأزرق وفيه رسم لرياضة كرة الطائرة وشعار دورة الألعاب الأولمبية في مونتريال وعبارة "دورة مونتريال الأولمبية 1976"، والطابع مخصص للبريد الجوي.  |        | 35 فلسا |              |
| 38 | 30 تموز 1976  | طابع ملون يغلب عليه اللون الأحمر وفيه رسم لرياضة المصارعة وشعار دورة الألعاب الأولمبية في مونتريال وعبارة "دورة مونتريال الأولمبية 1976"، والطابع مخصص للبريد الجوي.     |        | 50 فلسا |              |
| 39 | 30 تموز 1976  | طابع ملون يغلب عليه اللون الأخضر وفيه رسم لرياضة الملاكمة وشعار دورة الألعاب الأولمبية في مونتريال وعبارة "دورة مونتريال الأولمبية 1976"، والطابع مخصص للبريد الجوي.     |        | 75 فلسا |              |

كما أصدرت بطاقة بقيمة 100 فلس يغلب عليها اللون البرتقالي وطابع في الوسط يغلب عليه اللون الأخضر ورسم لرياضة الرماية وشعار دورة الألعاب الأولمبية في مونتريال وعبارة "دورة مونتريال الأولمبية 1976".

### إصدارات اعتقال المطران كبوتشي
هيلاريون كابوتشي هو رجل دين مسيحي سوري، ولد في حلب. أصبح مطراناً لكنيسة الروم الكاثوليك في القدس عام 1965. عُرف بمواقفه الوطنية المعارضة للاحتلال الإسرائيلي في فلسطين، وعمل سراً على دعم المقاومة. اعتقلته سلطات الاحتلال في آب 1974 أثناء محاولته تهريب أسلحة للمقاومة، وحكمت عليه محكمة عسكرية بالسجن 12 عاماً. أفرج عنه بعد 4 سنوات بوساطة من الفاتيكان، وأبعد عن فلسطين في تشرين الثاني 1978، وقد أمضى حياته بعد ذلك في المنفى في روما حتى وفاته.
كرمته كل من السودان ومصر وليبيا والعراق وسوريا والكويت بطابع بريد يحمل صورته، كما نشر المناضل الراحل داوود تركي شعراً مخصصاً للمطران معبراً عن تقديره واحترامه العظيمين له؛ اطلقت مدينة رام الله اسمه على أحد شوارع المدينة.
وأدناه الطوابع الثلاثة الصادرة من العراق:
| #  | تاريخ الإصدار | الوصف | الصورة | القيمة  | كمية الإصدار |
| -- | ------------- | --- | ------ | ------- | ------------ |
| 40 | 18 أب 1976    | طابع ملون تظهر عليه صورة المطران كابوتشي وخريطة فلسيطن بلون أسود وتنزف دما وعبارة "اعتقال المطران كبوتشي 18 أب 1974 - 1976"، وقيمة الطابع مكتوبة في دائرة وردية. |        | 25 فلسا |              |
| 41 | 18 أب 1976    | طابع ملون تظهر عليه صورة المطران كابوتشي وخريطة فلسيطن بلون أسود وتنزف دما وعبارة "اعتقال المطران كبوتشي 18 أب 1974 - 1976"، وقيمة الطابع مكتوبة في دائرة زرقاء. |        | 35 فلسا |              |
| 42 | 18 أب 1976    | طابع ملون تظهر عليه صورة المطران كابوتشي وخريطة فلسيطن بلون أسود وتنزف دما وعبارة "اعتقال المطران كبوتشي 18 أب 1974 - 1976"، وقيمة الطابع مكتوبة في دائرة سوداء. |        | 75 فلسا |              |

### إصدارات الطيور
أصدرت خمسة طوابع تحمل صور طيور متوطنة في العراق:
| #  | تاريخ الإصدار | الوصف                                                                              | الصورة | القيمة  | كمية الإصدار |
| -- | ------------- | ---------------------------------------------------------------------------------- | ------ | ------- | ------------ |
| 43 | 15 أيلول 1976 | طابع ملون تظهر عليه صورة طائر الرفراف أو "القرلى المألوف" (Alcedo atthis).         |        | 5 فلوس  |              |
| 44 | 15 أيلول 1976 | طابع ملون تظهر عليه صورة طائر القمري (Streptopelia turtur).                        |        | 10 فلوس |              |
| 45 | 15 أيلول 1976 | طابع ملون تظهر عليه صورة طائر القطا (Pterocles alchata).                           |        | 15 فلسا |              |
| 46 | 15 أيلول 1976 | طابع ملون تظهر عليه صورة طائر سمنة الضخور الزرقاء (Monticola solitarius).          |        | 25 فلسا |              |
| 47 | 15 أيلول 1976 | طابع ملون تظهر عليه صورة طائر مالك الحزين أو "البلشون الأرجواني" (Ardea purpurea). |        | 50 فلسا |              |

### إصدارات ذكرى تأسيس الاتحاد الوطني لطلبة العراق
أصدر طابعان لمناسبة الذكرى الخامسة عشر لتأسيس الاتحاد الوطني لطلبة العراق:
| #  | تاريخ الإصدار        | الوصف | الصورة | القيمة  | كمية الإصدار |
| -- | -------------------- | --- | ------ | ------- | ------------ |
| 48 | 23 تشرين الثاني 1976 | طابع بخلفية مارونية اللون ورقم 15 وشعار الاتحاد الوطني لطلبة العراق مع عبارة "الذكرى الخامسة عشر لتأسيس الاتحاد الوطني لطلبة العراق".     |        | 30 فلسا |              |
| 49 | 23 تشرين الثاني 1976 | طابع بخلفية زرقاء غامقة اللون ورقم 15 وشعار الاتحاد الوطني لطلبة العراق مع عبارة "الذكرى الخامسة عشر لتأسيس الاتحاد الوطني لطلبة العراق". |        | 70 فلسا |              |

### إصدارات أدب الأطفال
أصدرت ثلاثة طوابع احتفاء بأدب الأطفال:
| #  | تاريخ الإصدار       | الوصف | الصورة | القيمة  | كمية الإصدار |
| -- | ------------------- | --- | ------ | ------- | ------------ |
| 50 | 25 كانون الأول 1976 | طابع بإطار أزرق وصورة فيها ثلاثة أطفال يحملون راية فيها كلمات "وحدة حرية اشتراكية" وورود وفي الأسفل عبارة "أدب الأطفال" وشعار اليونسكو وكلمة "أليونسكو" وسنوات "1946-1976".                            |        | 10 فلوس |              |
| 51 | 25 كانون الأول 1976 | طابع بإطار بنفسجي وصورة فيها خمسة أطفال يمارسون أنشطة مختلفة من الرسم والزراعة وورود مصفوفة على شكل عبارة "7 نيسان" وفي الأسفل عبارة "أدب الأطفال" وشعار اليونسكو وكلمة "أليونسكو" وسنوات "1946-1976". |        | 25 فلسا |              |
| 52 | 25 كانون الأول 1976 | طابع بإطار أصفر وصورة فيها ثلاثة أطفال يرفعون علم العراق ويزرعون الورد وفي الأسفل عبارة "أدب الأطفال" وشعار اليونسكو وكلمة "أليونسكو" وسنوات "1946-1976".                                              |        | 75 فلسا |              |

### إصدارات ذكرى استلام أول ناقلة نفط عراقية
أصدر طابعان احتفاء بالذكرى الرابعة لاستلام أول ناقلة نفط عراقية:
| #  | تاريخ الإصدار       | الوصف | الصورة | القيمة  | كمية الإصدار |
| -- | ------------------- | --- | ------ | ------- | ------------ |
| 53 | 25 كانون الأول 1976 | طابع ملون تظهر في ناقلة نفط "الرميلة" مع شعار شركة ناقلات النفط العراقية وشعار آخر وشريط بنفسجي في أسفل الطابع مكتوب فيه "ذكرى استلام أول ناقلة نفط عراقية 1972- 1976". |        | 10 فلوس |              |
| 54 | 25 كانون الأول 1976 | طابع ملون تظهر في ناقلة نفط "الرميلة" مع شعار شركة ناقلات النفط العراقية وشعار آخر وشريط أزرق في أسفل الطابع مكتوب فيه "ذكرى استلام أول ناقلة نفط عراقية 1972- 1976".   |        | 15 فلسا |              |

### إصدارات ذكرى تأميم شركة نفط البصرة
أصدر طابعان احتفاء بالذكرى الأولى لتأميم شركة نفط البصرة:
| #  | تاريخ الإصدار       | الوصف | الصورة | القيمة  | كمية الإصدار |
| -- | ------------------- | --- | ------ | ------- | ------------ |
| 55 | 25 كانون الأول 1976 | طابع بخلفية وردية تظهر فيها صورة معدات نفطية وميناء تحميل ناقلات نفطية مع عبارة "الذكرى الأولى لتأميم شركة نفط البصرة 1975-1976". |        | 25 فلسا |              |
| 56 | 25 كانون الأول 1976 | طابع بخلفية زرقاء تظهر فيها صورة معدات نفطية وميناء تحميل ناقلات نفطية مع عبارة "الذكرى الأولى لتأميم شركة نفط البصرة 1975-1976". |        | 50 فلسا |              |

## إصدارات 1977
بلغ عدد إصدارات سنة 1977 خمسة عشر إصدارا وقد ضمت 36 طابعا وبطاقتين.

### إصدارات ذكرى المولد النبوي 1397 هـ
أصدر طابعان احتفاء بذكرى المولد النبوي:
| # | تاريخ الإصدار | الوصف                                                                                  | الصورة | القيمة  | كمية الإصدار |
| - | ------------- | -------------------------------------------------------------------------------------- | ------ | ------- | ------------ |
| 1 | 2 آذار 1977   | طابع بخلفية رصاصية ونقوش عربية إسلامية مع عبارة "عيد المولد النبوي الشريف 1397-1977".  |        | 25 فلسا |              |
| 2 | 2 آذار 1977   | طابع بخلفية بنفسجية ونقوش عربية إسلامية مع عبارة "عيد المولد النبوي الشريف 1397-1977". |        | 35 فلسا |              |

### إصدارات يوم السلام
أصدر طابعان احتفاء بذكرى يوم السلام وهو يوم توقيع اتفاقية الحكم الذاتي:
| # | تاريخ الإصدار | الوصف                                                                                 | الصورة | القيمة  | كمية الإصدار |
| - | ------------- | ------------------------------------------------------------------------------------- | ------ | ------- | ------------ |
| 3 | 11 آذار 1977  | طابع بخلفية سمائية ويظهر علم العراق على شكل حمامة مع عبارة "يوم السلام 11 آذار".      |        | 25 فلسا |              |
| 4 | 11 آذار 1977  | طابع بخلفية صفراء باهتة ويظهر علم العراق على شكل حمامة مع عبارة "يوم السلام 11 آذار". |        | 30 فلسا |              |

### إصدارات الزهور
أصدرت أربعة طوابع تحمل صور زهور:
| # | تاريخ الإصدار | الوصف | الصورة | القيمة  | كمية الإصدار |
| - | ------------- | --- | ------ | ------- | ------------ |
| 5 | 21 آذار 1977  | طابع ملون تظهر فيه صورة وردة مكتوب اسمها العربي "الداليا" واسمها العلمي "Dahlia sp." في أسفل الطابع.                 |        | 5 فلوس  |              |
| 6 | 21 آذار 1977  | طابع ملون تظهر فيه صورة ورود مكتوب اسمها العربي "العطر" واسمها العلمي "Lathyrus odoratus" في أسفل الطابع.            |        | 10 فلوس |              |
| 7 | 21 آذار 1977  | طابع ملون تظهر فيه صورة وردتان مكتوب اسمها العربي "الداودي" واسمها العلمي "Chrysanthemum coronarium" في أسفل الطابع. |        | 35 فلسا |              |
| 8 | 21 آذار 1977  | طابع ملون تظهر فيه صورة ورود مكتوب اسمها العربي "المينا" واسمها العلمي "Verbena hybrida" في أسفل الطابع.             |        | 50 فلسا |              |

### إصدارات ذكرى تأسيس حزب البعث العربي الاشتراكي (1977)
أصدر طابعان بمناسبة الذكرى الثلاثين لتأسيس حزب البعث العربي الاشتراكي:
| #  | تاريخ الإصدار | الوصف | الصورة | القيمة  | كمية الإصدار |
| -- | ------------- | --- | ------ | ------- | ------------ |
| 9  | 7 نيسان 1977  | طابع بخلفية صفراء ويظهر رقم 7 العربي المشرقي محاطا بثلاث حمامات مع عبارة "الذكرى الثلاثين لتأسيس حزب البعث العربي الاشتراكي - 7 نيسان 1977". |        | 25 فلسا |              |
| 10 | 7 نيسان 1977  | طابع بخلفية صفراء ويظهر تخطيط تعبيري لثلاثة أشخاص مع عبارة "الذكرى الثلاثين لتأسيس حزب البعث العربي الاشتراكي - 7 نيسان 1977".               |        | 75 فلسا |              |

كما أصدرت معها بطاقة بقيمة 100 فلس ذات حاشية بنية وإطار أخضر يتوسطها طابع إطاره أبيض وفي الوسط حمامة ملونة بألوان علم حزب البعث العربي الاشتراكي وتحمل غصن زيتون مع عبارة "الذكرى الثلاثين لتأسيس حزب البعث العربي الاشتراكي - 7 نيسان 1977" مكررة مرتين مرة في الإطار الأخضر ومرة في الإطار الأبيض.

### إصدارات ذكرى تأسيس الاتحاد البريدي العربي
أصدر طابعان بمناسبة الذكرى الخامسة والعشرين لتأسيس الاتحاد البريدي العربي:
| #  | تاريخ الإصدار | الوصف | الصورة | القيمة  | كمية الإصدار |
| -- | ------------- | --- | ------ | ------- | ------------ |
| 11 | 12 نيسان 1977 | طابع بخلفية برتقالية محمرة وفي الوسط شعار الاتحاد البريدي العربي محاطا بأعلام الدول العربية وفي الأسفل سنتين "1952" و"1977" مع صورة ساعي بريد وصندوق بريد. |        | 25 فلسا |              |
| 12 | 12 نيسان 1977 | طابع بخلفية بنية زيتونية وفي الوسط شعار الاتحاد البريدي العربي محاطا بأعلام الدول العربية وفي الأسفل سنتين "1952" و"1977" مع صورة ساعي بريد وصندوق بريد.   |        | 35 فلسا |              |

### إصدارات يوم العمال العالمي (1977)
أصدرت ثلاثة طوابع لمناسبة يوم العمال العالمي.
| #  | تاريخ الإصدار | الوصف | الصورة | القيمة  | كمية الإصدار |
| -- | ------------- | --- | ------ | ------- | ------------ |
| 13 | 1 أيار 1977   | طابع بخلفية رصاصية يظهر فيها رقم "1" بحجم كبير مع كلمة "أيار" وسنة "1977" وعبارة "يوم العمال العالمي".         |        | 10 فلوس |              |
| 14 | 1 أيار 1977   | طابع بخلفية برتقالية محمرة يظهر فيها رقم "1" بحجم كبير مع كلمة "أيار" وسنة "1977" وعبارة "يوم العمال العالمي". |        | 30 فلسا |              |
| 15 | 1 أيار 1977   | طابع بخلفية خضراء مصفرة يظهر فيها رقم "1" بحجم كبير مع كلمة "أيار" وسنة "1977" وعبارة "يوم العمال العالمي".    |        | 35 فلسا |              |

### إصدارات بطولة أسيا لرفع الأثقال
أصدر طابعان وبطاقة لمناسبة بطولة أسيا لرفع الأثقال [الإنجليزية] في بغداد.
| #  | تاريخ الإصدار | الوصف | الصورة | القيمة  | كمية الإصدار |
| -- | ------------- | --- | ------ | ------- | ------------ |
| 16 | 8 أيار 1977   | طابع بخلفية زرقاء وصفراء وفي الوسط دائرة حمراء فيه صورة رافع أثقال وعبارة "بطولة آسيا الثامنة لرفع الأثقال بغداد - مايس 1977 العراق". |        | 25 فلسا |              |
| 17 | 8 أيار 1977   | طابع بخلفية زرقاء وصفراء وفي الوسط شكل معين فيه صورة رافع أثقال وعبارة "بطولة آسيا الثامنة لرفع الأثقال بغداد - مايس 1977 العراق".    |        | 75 فلسا |              |

كما أصدرت معها بطاقة بقيمة 100 فلس ذات حاشية صفراء ونقشين عموديين طابع إطاره أبيض وفي الوسط تخطيط يشبه رافع أثقال ملون بألوان علم العراق محاط بطوق غار مع عبارة "بطولة آسيا الثامنة لرفع الأثقال بغداد - مايس 1977 العراق" مكررة مرتين مرة في الحاشية الصفراء ومرة داخل طوق الغار وتحت طوق الغار كلمات "وحدة حرية اشتراكية".

### إصدار قبة الصخرة
أصدر طابع واحد يحمل صورة قبة الصخرة واستمر تكرار هذا الإصدار سنوات طويلة، وظهر لاحقا بتوشيح لتعديل القيمة أيضا.
| #  | تاريخ الإصدار | الوصف | الصورة | القيمة | كمية الإصدار |
| -- | ------------- | --- | ------ | ------ | ------------ |
| 18 | 15 أيار 1977  | طابع ملون تظهر فيه صورة قبة الصخرة وفي الأعلى كلمة "فلسطين" يمينا بينما "الجمهورية العراقية" إلى أعلى اليسار وفي الأسفل عبارة "لرعاية أسر شهداء ومجاهدي فلسطين". |        | 5 فلوس |              |

### إصدارات السنة السياحية العربية
أصدرت أربعة طوابع لمناسبة السنة السياحية العربية.
| #  | تاريخ الإصدار  | الوصف | الصورة | القيمة  | كمية الإصدار |
| -- | -------------- | --- | ------ | ------- | ------------ |
| 19 | 15 حزيران 1977 | طابع تظهر عليه لوحة ملونة تظهر صورة دارا ملونة وشخصا يعزف بالناي عند جذع شجرة ودلة مع عبارة "السنة السياحية العربية 1977".                                        |        | 5 فلوس  |              |
| 20 | 15 حزيران 1977 | طابع تظهر عليه لوحة ملونة تظهر فيها صورة مآذن وقباب مع عبارة "السنة السياحية العربية 1977".                                                                       |        | 10 فلوس |              |
| 21 | 15 حزيران 1977 | طابع تظهر عليه لوحة ملونة تظهر فيها جبال ونهر مع عبارة "السنة السياحية العربية 1977".                                                                             |        | 30 فلسا |              |
| 22 | 15 حزيران 1977 | طابع تظهر عليه لوحة ملونة يظهر فيها صفان من الناس في اليمين مجموعة تلبس ملابس عربية وإلى اليسار تلبس المجموعة أزياء كردية مع عبارة "السنة السياحية العربية 1977". |        | 50 فلسا |              |

### إصدارات أعياد تموز (1977)
أصدر طابعان لمناسبة أعياد تموز.
| #  | تاريخ الإصدار | الوصف | الصورة | القيمة  | كمية الإصدار |
| -- | ------------- | --- | ------ | ------- | ------------ |
| 23 | 17 تموز 1977  | طابع تظهر عليه صورة حمامة وسنبلة مع تدرجات لونية من الأسفل الأصفر والبرتقالي ثم الأحمر وآخرها الماروني مع عبارة "أعياد تموز".       |        | 25 فلسا |              |
| 24 | 17 تموز 1977  | طابع تظهر عليه صورة حمامة وسنبلة مع تدرجات لونية من الأسفل الأصفر والبرتقالي ثم الأحمر وآخرها البني الزيتوني مع عبارة "أعياد تموز". |        | 30 فلسا |              |

### إصدارات المؤمتر العالمي للتصحر
أصدر طابعان لمناسبة انعقاد المؤتمر العالمي للتصحر في نيروبي للفترة من 29 آب ولغاية 9 أيلول 1977.
| #  | تاريخ الإصدار | الوصف | الصورة | القيمة  | كمية الإصدار |
| -- | ------------- | --- | ------ | ------- | ------------ |
| 25 | 9 آب 1977     | طابع بخلفية بيضاء وفي الوسط شكل بيضوي أزرق تتوسطه خريطة الوطن العربي وفي الأسفل عبارة "المؤتمر العالمي للتصحر - نيروبي 29 آب ولغاية 9 أيلول 1977".    |        | 30 فلسا |              |
| 26 | 9 آب 1977     | طابع بخلفية بيضاء وفي الوسط شكل بيضوي أرجواني تتوسطه خريطة الوطن العربي وفي الأسفل عبارة "المؤتمر العالمي للتصحر - نيروبي 29 آب ولغاية 9 أيلول 1977". |        | 70 فلسا |              |

### إصدارات يوم التعداد العام للسكان
أصدرت ثلاثة طوابع لمناسبة انعقاد المؤتمر العالمي للتصحر في نيروبي للفترة من 29 آب ولغاية 9 أيلول 1977.
| #  | تاريخ الإصدار       | الوصف | الصورة | القيمة  | كمية الإصدار |
| -- | ------------------- | --- | ------ | ------- | ------------ |
| 27 | 17 تشرين الأول 1977 | طابع يغلب عليه اللون الأزرق مع شعار في وسط الطابع وفي الجانب عبارة "يوم التعداد العام للسكان 17 \ 10 \ 1977".       |        | 20 فلسا |              |
| 28 | 17 تشرين الأول 1977 | طابع يغلب عليه اللون البني المحمر مع شعار في وسط الطابع وفي الجانب عبارة "يوم التعداد العام للسكان 17 \ 10 \ 1977". |        | 30 فلسا |              |
| 29 | 17 تشرين الأول 1977 | طابع يغلب عليه اللون الرصاصي مع شعار في وسط الطابع وفي الجانب عبارة "يوم التعداد العام للسكان 17 \ 10 \ 1977".      |        | 70 فلسا |              |

### إصدارات مهرجان المتنبي
أصدر طابعان لمناسبة انعقاد مهرجان المتنبي.
| #  | تاريخ الإصدار       | الوصف | الصورة | القيمة  | كمية الإصدار |
| -- | ------------------- | --- | ------ | ------- | ------------ |
| 30 | 1 تشرين الثاني 1977 | طابع بخلفية بيضاء وفيه نقوش مختلفة يظهر فيه شكل سداسي الأضلاع رصاصي اللون مكتوب فيه "المتنبي" بلون أخضر مع عبارة "المتنبي، مالئ الدنيا وشاغل الناس".  |        | 25 فلسا |              |
| 31 | 1 تشرين الثاني 1977 | طابع بخلفية بيضاء وفيه نقوش مختلفة يظهر فيه شكل سداسي الأضلاع زيتوني اللون مكتوب فيه "المتنبي" بلون أخضر مع عبارة "المتنبي، مالئ الدنيا وشاغل الناس". |        | 50 فلسا |              |

### إصدارات كمال جنبلاط
أصدرت ثلاثة طوابع لمناسبة انعقاد المؤتمر العالمي للتصحر في نيروبي للفترة من 29 آب ولغاية 9 أيلول 1977.
| #  | تاريخ الإصدار        | الوصف | الصورة | القيمة  | كمية الإصدار |
| -- | -------------------- | --- | ------ | ------- | ------------ |
| 32 | 16 تشرين الثاني 1977 | طابع يغلب عليه اللون البرتقالي مع تخطيط لصورة كمال جنبلاط وعبارة "من قتل جنبلاط؟" وفي الأعلى شريط تركوازي اللون تظهر فيه القردة الثلاثة. |        | 20 فلسا |              |
| 33 | 16 تشرين الثاني 1977 | طابع يغلب عليه اللون البرتقالي مع تخطيط لصورة كمال جنبلاط وعبارة "من قتل جنبلاط؟" وفي الأعلى شريط ازرق اللون تظهر فيه القردة الثلاثة.    |        | 30 فلسا |              |
| 34 | 16 تشرين الثاني 1977 | طابع يغلب عليه اللون البرتقالي مع تخطيط لصورة كمال جنبلاط وعبارة "من قتل جنبلاط؟" وفي الأعلى شريط بنفسجي اللون تظهر فيه القردة الثلاثة.  |        | 70 فلسا |              |

### إصدارات الهجرة النبوية
أصدرت ثلاثة طوابع لمناسبة انعقاد المؤتمر العالمي للتصحر في نيروبي للفترة من 29 آب ولغاية 9 أيلول 1977.
| #  | تاريخ الإصدار       | الوصف                                                                                                | الصورة | القيمة  | كمية الإصدار |
| -- | ------------------- | --- | ------ | ------- | ------------ |
| 35 | 12 كانون الأول 1977 | طابع يغلب عليه اللون البني مع نقوش يتوسطها لفظ الجلالة وعبارة "السنة الهجرية الشريفة 1398 - 1977".   |        | 30 فلسا |              |
| 36 | 12 كانون الأول 1977 | طابع يغلب عليه اللون الرصاصي مع نقوش يتوسطها لفظ الجلالة وعبارة "السنة الهجرية الشريفة 1398 - 1977". |        | 35 فلسا |              |

## إصدارات 1978
بلغ عدد إصدارات سنة 1978 ثمانية عشر إصدارا وقد ضمت 54 طابعا.

### إصدارات يوم الشباب
أصدرت ثلاثة طوابع لمناسبة يوم الشباب.
| # | تاريخ الإصدار | الوصف | الصورة | القيمة  | كمية الإصدار |
| - | ------------- | --- | ------ | ------- | ------------ |
| 1 | 8 نيسان 1978  | طابع بخلفية بيضاء وفي الوسط دائرة زرقاء فيها وجهان وعلم العراق وعلم فلسطين ملتفان مع عبارة "يوم الشباب". |        | 10 فلوس |              |
| 2 | 8 نيسان 1978  | طابع بخلفية بيضاء وفي الوسط دائرة خضراء فيها وجهان وعلم العراق وعلم فلسطين ملتفان مع عبارة "يوم الشباب". |        | 15 فلسا |              |
| 3 | 8 نيسان 1978  | طابع بخلفية بيضاء وفي الوسط دائرة صفراء فيها وجهان وعلم العراق وعلم فلسطين ملتفان مع عبارة "يوم الشباب". |        | 35 فلسا |              |

### إصدارات توفير البريد
أصدرت ثلاثة طوابع لمناسبة الذكرى السادسة لصدور قانون توفير البريد.
| # | تاريخ الإصدار | الوصف | الصورة | القيمة  | كمية الإصدار |
| - | ------------- | --- | ------ | ------- | ------------ |
| 4 | 15 نيسان 1978 | طابع بإطار أزرق فضي وفي الوسط صورة يد تضع عملة معدنية قيمتها 100 فلس في صندوق توفير مع صورة قطع نقدية أخرى من ذات الفئة وصورة زهور مع عبارة "الذكرى السادسة لصدور قانون توفير البريد".  |        | 15 فلسا |              |
| 5 | 15 نيسان 1978 | طابع بإطار أزرق وفي الوسط صورة يد تضع عملة معدنية قيمتها 100 فلس في صندوق توفير مع صورة قطع نقدية أخرى من ذات الفئة وصورة زهور مع عبارة "الذكرى السادسة لصدور قانون توفير البريد".      |        | 25 فلسا |              |
| 6 | 15 نيسان 1978 | طابع بإطار أخضر نفطي وفي الوسط صورة يد تضع عملة معدنية قيمتها 100 فلس في صندوق توفير مع صورة قطع نقدية أخرى من ذات الفئة وصورة زهور مع عبارة "الذكرى السادسة لصدور قانون توفير البريد". |        | 35 فلسا |              |

### إصدارات ذكرى افتتاح مشروع المايكروويف الوطني
أصدرت ثلاثة طوابع لمناسبة الذكرى الأولى لافتتاح مشروع المايكروويف الوطني.
| # | تاريخ الإصدار | الوصف | الصورة | القيمة  | كمية الإصدار |
| - | ------------- | --- | ------ | ------- | ------------ |
| 7 | 17 أيار 1978  | طابع يغلب عليه اللون البرتقالي مع صورة برج اتصالات ومبنى مع عبارة "الذكرى الأولى لافتتاح مشروع المايكروويف الوطني" مع شعار الاتحاد الدولي للاتصالات وبجانبه عبارة باللغة الإنجليزية هي "10th World Telecommunications Day" وتعني "الذكرى العاشرة لليوم العالمي للاتصالات". |        | 25 فلسا |              |
| 8 | 17 أيار 1978  | طابع يغلب عليه اللون البنفسجي مع صورة برج اتصالات ومبنى مع عبارة "الذكرى الأولى لافتتاح مشروع المايكروويف الوطني" مع شعار الاتحاد الدولي للاتصالات وبجانبه عبارة باللغة الإنجليزية هي "10th World Telecommunications Day" وتعني "الذكرى العاشرة لليوم العالمي للاتصالات".  |        | 35 فلسا |              |
| 9 | 17 أيار 1978  | طابع يغلب عليه اللون الأخضر مع صورة برج اتصالات ومبنى مع عبارة "الذكرى الأولى لافتتاح مشروع المايكروويف الوطني" مع شعار الاتحاد الدولي للاتصالات وبجانبه عبارة باللغة الإنجليزية هي "10th World Telecommunications Day" وتعني "الذكرى العاشرة لليوم العالمي للاتصالات".    |        | 75 فلسا |              |

### إصدارات مؤتمر هيئة بريد الخليج العربي
أصدر طابعان لمناسبة انعقاد المؤتمر الأول لهيئة بريد الخليج العربي في بغداد.
| #  | تاريخ الإصدار  | الوصف | الصورة | القيمة  | كمية الإصدار |
| -- | -------------- | --- | ------ | ------- | ------------ |
| 10 | 19 حزيران 1978 | طابع بخلفية بيضاء وفي وسطه خريطة الخليج العربي مع صورة ظروف بريدية ومحاط بأعلام دول الخليج العربي السبعة مع عبارة "المؤتمر الأول لهيئة بريد الخليج العربي - بغداد 1978". |        | 25 فلسا |              |
| 11 | 19 حزيران 1978 | طابع بخلفية بيضاء وفي وسطه خريطة الخليج العربي مع صورة ظروف بريدية ومحاط بأعلام دول الخليج العربي السبعة مع عبارة "المؤتمر الأول لهيئة بريد الخليج العربي - بغداد 1978". |        | 35 فلسا |              |

### إصدارات العملات الإسلامية القديمة
أصدرت خمسة طوابع تحمل صورة عملات إسلامية قديمة.
| #  | تاريخ الإصدار  | الوصف                                                                | الصورة | القيمة   | كمية الإصدار |
| -- | -------------- | -------------------------------------------------------------------- | ------ | -------- | ------------ |
| 12 | 25 حزيران 1978 | طابع بخلفية زيتونية تظهر فيه صورتي قطعتين نقديتين من العهد الإسلامي. |        | فلس واحد |              |
| 13 | 25 حزيران 1978 | طابع بخلفية زرقاء تظهر فيه صورتي قطعتين نقديتين من العهد الإسلامي.   |        | فلسان    |              |
| 14 | 25 حزيران 1978 | طابع بخلفية وردية تظهر فيه صورتي قطعتين نقديتين من العهد الإسلامي.   |        | 3 فلوس   |              |
| 15 | 25 حزيران 1978 | طابع بخلفية خضراء تظهر فيه صورتي قطعتين نقديتين من العهد الإسلامي.   |        | 4 فلوس   |              |
| 16 | 25 حزيران 1978 | طابع بخلفية تركوازية تظهر فيه صورة قطعة نقدية من العهد الإسلامي.     |        | 75 فلسا  |              |

### إصدارات أعياد تموز (1978)
أصدر طابعان لمناسبة انعقاد المؤتمر الأول لهيئة بريد الخليج العربي في بغداد.
| #  | تاريخ الإصدار | الوصف | الصورة | القيمة  | كمية الإصدار |
| -- | ------------- | --- | ------ | ------- | ------------ |
| 17 | 17 تموز 1978  | طابع يمتاز بلون أخضر تظهر عليه عبارة "أعياد تموز" وأرقام "14" و"17" و"30" وشعار حزب البعث "أمة عربية واحدة ذات رسالة خالدة" وأهدافه "وحدة حرية اشتراكية".    |        | 25 فلسا |              |
| 18 | 17 تموز 1978  | طابع يمتاز بلون برتقالي تظهر عليه عبارة "أعياد تموز" وأرقام "14" و"17" و"30" وشعار حزب البعث "أمة عربية واحدة ذات رسالة خالدة" وأهدافه "وحدة حرية اشتراكية". |        | 35 فلسا |              |

كما أصدرت بطاقة تحمل طابعا:
| #  | تاريخ الإصدار | الوصف | الصورة | القيمة  | كمية الإصدار |
| -- | ------------- | --- | ------ | ------- | ------------ |
| 19 | 17 تموز 1978  | بطاقة ذات إطار أصفر يتوسطها طابع يمتاز بلون أزرق تظهر عليه عبارة "أعياد تموز" وأرقام "14" و"17" و"30" ووعلمي العراق وحزب البعث مع شعلة. |        | 100 فلس |              |

### إصدارات قناة الثرثار
أصدرت ستة طوابع بمناسبة إنشاء قناة الثرثار - الفرات.
| #  | تاريخ الإصدار | الوصف                                                                                    | الصورة | القيمة  | كمية الإصدار |
| -- | ------------- | ---------------------------------------------------------------------------------------- | ------ | ------- | ------------ |
| 20 | 1 آب 1978     | طابع بخلفية صفراء تظهر فيه صورة سد ومجرى مائي مع عبارة "قناة الثرثار - الفرات".          |        | 5 فلوس  |              |
| 21 | 1 آب 1978     | طابع بخلفية سمائية اللون تظهر فيه صورة سد ومجرى مائي مع عبارة "قناة الثرثار - الفرات".   |        | 10 فلوس |              |
| 22 | 1 آب 1978     | طابع بخلفية ليمونية اللون تظهر فيه صورة سد ومجرى مائي مع عبارة "قناة الثرثار - الفرات".  |        | 15 فلسا |              |
| 23 | 1 آب 1978     | طابع بخلفية برتقالية باهتة تظهر فيه صورة سد ومجرى مائي مع عبارة "قناة الثرثار - الفرات". |        | 25 فلسا |              |
| 24 | 1 آب 1978     | طابع بخلفية زرقاء تظهر فيه صورة سد ومجرى مائي مع عبارة "قناة الثرثار - الفرات".          |        | 35 فلسا |              |
| 25 | 1 آب 1978     | طابع بخلفية خضراء تظهر فيه صورة سد ومجرى مائي مع عبارة "قناة الثرثار - الفرات".          |        | 50 فلسا |              |

### إصدارات استئصال مرض الجدري
أصدرت ثلاثة طوابع بمناسبة الإعلان العالمي عن استئصال مرض الجدري وكذلك دعم التمريض.
| #  | تاريخ الإصدار | الوصف | الصورة | القيمة  | كمية الإصدار |
| -- | ------------- | --- | ------ | ------- | ------------ |
| 26 | 16 آب 1978    | طابع بإطار برتقالي مع عبارة "الإعلان العالمي عن استئصال مرض الجدري ودعم مهنة التمريض" وفي الوسط خلفية زرقاء فيها صورة مستشفى وممرضة وصورة طفل عليه علامة "×" وصورة شعار منظمة الصحة العالمية.     |        | 25 فلسا |              |
| 27 | 16 آب 1978    | طابع بإطار أحمر مع عبارة "الإعلان العالمي عن استئصال مرض الجدري ودعم مهنة التمريض" وفي الوسط خلفية زرقاء فيها صورة مستشفى وممرضة وصورة طفل عليه علامة "×" وصورة شعار منظمة الصحة العالمية.        |        | 35 فلسا |              |
| 28 | 16 آب 1978    | طابع بإطار أخضر زيتوني مع عبارة "الإعلان العالمي عن استئصال مرض الجدري ودعم مهنة التمريض" وفي الوسط خلفية زرقاء فيها صورة مستشفى وممرضة وصورة طفل عليه علامة "×" وصورة شعار منظمة الصحة العالمية. |        | 75 فلسا |              |

### إصدارات اليوم العالمي للنقل البحري
أصدر طابعان بمناسبة اليوم العالمي للنقل البحري [الإنجليزية]:
| #  | تاريخ الإصدار | الوصف | الصورة | القيمة  | كمية الإصدار |
| -- | ------------- | --- | ------ | ------- | ------------ |
| 29 | 30 آب 1978    | طابع يغلب عليه اللون البنفسجي يظهر عليه شعار المنظمة البحرية الدولية مع عبارة "اليوم العالمي للنقل البحري". |        | 25 فلسا |              |
| 30 | 30 آب 1978    | طابع يغلب عليه اللون البنفسجي يظهر عليه شعار المنظمة البحرية الدولية مع عبارة "اليوم العالمي للنقل البحري". |        | 75 فلسا |              |

### إصدارات العمل الشعبي
أصدرت ثلاثة طوابع تحتفي بالعمل الشعبي:
| #  | تاريخ الإصدار | الوصف | الصورة | القيمة  | كمية الإصدار |
| -- | ------------- | --- | ------ | ------- | ------------ |
| 31 | 12 أيلول 1978 | طابع يغلب عليه اللون الأخضر مع صورة لثلاثة أشخاص عاملين مع عبارة "الذكرى العاشرة لتجنيد أول ممارسة للعمل الشعبي جرت في القطر". |        | 10 فلوس |              |
| 32 | 12 أيلول 1978 | طابع يغلب عليه اللون الأزرق مع صورة لثلاثة أشخاص عاملين مع عبارة "الذكرى العاشرة لتجنيد أول ممارسة للعمل الشعبي جرت في القطر". |        | 25 فلسا |              |
| 33 | 12 أيلول 1978 | طابع يغلب عليه اللون الوردي مع صورة لثلاثة أشخاص عاملين مع عبارة "الذكرى العاشرة لتجنيد أول ممارسة للعمل الشعبي جرت في القطر". |        | 35 فلسا |              |

### إصدارات معرض بغداد الدولي (1978)
أصدرت ثلاثة طوابع بمناسبة انعقاد الدورة الخامسة عشر لمعرض بغداد الدولي:
| #  | تاريخ الإصدار      | الوصف | الصورة | القيمة  | كمية الإصدار |
| -- | ------------------ | --- | ------ | ------- | ------------ |
| 34 | 1 تشرين الأول 1978 | طابع بخلفية زرقاء مع شعار معرض بغداد الدولي وعبارة "معرض بغداد الدولي الدورة الخامسة عشر 1-15 \ 10 \ 1978".       |        | 25 فلسا |              |
| 35 | 1 تشرين الأول 1978 | طابع بخلفية خضراء مصفرة مع شعار معرض بغداد الدولي وعبارة "معرض بغداد الدولي الدورة الخامسة عشر 1-15 \ 10 \ 1978". |        | 35 فلسا |              |
| 36 | 1 تشرين الأول 1978 | طابع بخلفية صفراء مع شعار معرض بغداد الدولي وعبارة "معرض بغداد الدولي الدورة الخامسة عشر 1-15 \ 10 \ 1978".       |        | 75 فلسا |              |

### إصدارات اليوم العالمي للمواصفات القياسية
أصدرت ثلاثة طوابع بمناسبة اليوم العالمي للمواصفات القياسية [الإنجليزية]:
| #  | تاريخ الإصدار       | الوصف | الصورة | القيمة  | كمية الإصدار |
| -- | ------------------- | --- | ------ | ------- | ------------ |
| 37 | 15 تشرين الأول 1978 | طابع بخلفية صفراء مع خريطة العراق ومسطرة وشعار جامعة الدول العربية وعبارة "اليوم العالمي للمواصفات القياسية 14 تشرين الأول 1978". |        | 25 فلسا |              |
| 38 | 15 تشرين الأول 1978 | طابع بخلفية وردية مع خريطة العراق ومسطرة وشعار جامعة الدول العربية وعبارة "اليوم العالمي للمواصفات القياسية 14 تشرين الأول 1978". |        | 35 فلسا |              |
| 39 | 15 تشرين الأول 1978 | طابع بخلفية زرقاء مع خريطة العراق ومسطرة وشعار جامعة الدول العربية وعبارة "اليوم العالمي للمواصفات القياسية 14 تشرين الأول 1978". |        | 75 فلسا |              |

### إصدارات مؤتمر القمة العربية
أصدرت ثلاثة طوابع لمناسبة انعقاد مؤتمر القمة العربية في بغداد:
| #  | تاريخ الإصدار       | الوصف | الصورة | القيمة  | كمية الإصدار |
| -- | ------------------- | --- | ------ | ------- | ------------ |
| 40 | 2 تشرين الثاني 1978 | طابع بإطار أبيض وصورة لاجتماع قادة الدول العربية في مؤتمر القمة العربية وعبارة "مؤتمر القمة العربي التاسع - بغداد - 2 - 5 تشرين الثاني 1978"، ويمتاز الطابع بكون قيمته واسم "الجمهورية العراقية" بلون أحمر. |        | 25 فلسا |              |
| 41 | 2 تشرين الثاني 1978 | طابع بإطار أبيض وصورة لاجتماع قادة الدول العربية في مؤتمر القمة العربية وعبارة "مؤتمر القمة العربي التاسع - بغداد - 2 - 5 تشرين الثاني 1978"، ويمتاز الطابع بكون قيمته واسم "الجمهورية العراقية" بلون أزرق. |        | 35 فلسا |              |
| 42 | 2 تشرين الثاني 1978 | طابع بإطار أبيض وصورة لاجتماع قادة الدول العربية في مؤتمر القمة العربية وعبارة "مؤتمر القمة العربي التاسع - بغداد - 2 - 5 تشرين الثاني 1978"، ويمتاز الطابع بكون قيمته واسم "الجمهورية العراقية" بلون أخضر. |        | 75 فلسا |              |

### إصدارات مؤتمر جراحي الصدر والقلب والأوعية الدموية الآسيويين
أصدر طابعان لمناسبة انعقاد مؤتمر جراحي الصدر والقلب والأوعية الدموية الآسيويين في بغداد:
| #  | تاريخ الإصدار       | الوصف | الصورة | القيمة  | كمية الإصدار |
| -- | ------------------- | --- | ------ | ------- | ------------ |
| 43 | 8 تشرين الثاني 1978 | طابع بخلفية صفراء وعبارة "المؤتمر الرابع لجراحي الصدر والقلب والأوعية الدموية الآسيويين - بغداد - 6-10 تشرين الثاني 1978" مع شعار المؤتمر.  |        | 25 فلسا |              |
| 44 | 8 تشرين الثاني 1978 | طابع بخلفية رصاصية وعبارة "المؤتمر الرابع لجراحي الصدر والقلب والأوعية الدموية الآسيويين - بغداد - 6-10 تشرين الثاني 1978" مع شعار المؤتمر. |        | 75 فلسا |              |

### إصدارات الحج
أصدر طابعان لمناسبة موسم الحج:
| #  | تاريخ الإصدار       | الوصف | الصورة | القيمة  | كمية الإصدار |
| -- | ------------------- | --- | ------ | ------- | ------------ |
| 45 | 9 تشرين الثاني 1978 | طابع تظهر فيه صورة حجاج عند جبل الرحمة في موقف عرفات مع كلمات "لبيك اللهم لبيك" مكررة وصورة الكعبة وكذلك كلمة "الحج" أسفل الصورة، مع معلومات الطابع في الأسفل مكتوبة بلون أسود. |        | 25 فلسا |              |
| 46 | 9 تشرين الثاني 1978 | طابع تظهر فيه صورة حجاج عند جبل الرحمة في موقف عرفات مع كلمات "لبيك اللهم لبيك" مكررة وصورة الكعبة وكذلك كلمة "الحج" أسفل الصورة، مع معلومات الطابع في الأسفل مكتوبة بلون أحمر. |        | 35 فلسا |              |

### إصدارات المؤتمر العالمي للتعاون التقني بين الدول النامية
أصدرت ثلاثة طوابع لمناسبة انعقاد المؤتمر العالمي للتعاون التقني بين الدول النامية بتاريخ 12 أيلول 1978 في بوينس آيرس عاصمة الأرجنتين:
| #  | تاريخ الإصدار        | الوصف | الصورة | القيمة  | كمية الإصدار |
| -- | -------------------- | --- | ------ | ------- | ------------ |
| 47 | 10 تشرين الثاني 1978 | طابع بإطار أصفر وفي الوسط خريطة العالم ملونة وشكل لتركيب الذرة مع شعار المؤتمر العالمي للتعاون التقني بين الدول النامية وعبارة "المؤتمر العالمي للتعاون التقني بين الدول النامية 1978".  |        | 25 فلسا |              |
| 48 | 10 تشرين الثاني 1978 | طابع بإطار رصاصي وفي الوسط خريطة العالم ملونة وشكل لتركيب الذرة مع شعار المؤتمر العالمي للتعاون التقني بين الدول النامية وعبارة "المؤتمر العالمي للتعاون التقني بين الدول النامية 1978". |        | 50 فلسا |              |
| 49 | 10 تشرين الثاني 1978 | طابع بإطار وردي وفي الوسط خريطة العالم ملونة وشكل لتركيب الذرة مع شعار المؤتمر العالمي للتعاون التقني بين الدول النامية وعبارة "المؤتمر العالمي للتعاون التقني بين الدول النامية 1978".  |        | 75 فلسا |              |

### إصدارات السنة الدولية لمكافحة التمييز العنصري
أصدرت ثلاثة طوابع احتفاء بالسنة الدولية لمكافحة التمييز العنصري:
| #  | تاريخ الإصدار        | الوصف | الصورة | القيمة  | كمية الإصدار |
| -- | -------------------- | --- | ------ | ------- | ------------ |
| 50 | 29 تشرين الثاني 1978 | طابع بخلفية صفراء وشعار حملة مكافحة التمييز العنصري مع عبارة "السنة الدولية لمكافحة التمييز العنصري تشرين الثاني 1978".  |        | 25 فلسا |              |
| 51 | 29 تشرين الثاني 1978 | طابع بخلفية رصاصية وشعار حملة مكافحة التمييز العنصري مع عبارة "السنة الدولية لمكافحة التمييز العنصري تشرين الثاني 1978". |        | 50 فلسا |              |
| 52 | 29 تشرين الثاني 1978 | طابع بخلفية بنية وشعار حملة مكافحة التمييز العنصري مع عبارة "السنة الدولية لمكافحة التمييز العنصري تشرين الثاني 1978".   |        | 75 فلسا |              |

### إصدارات ذكرى الإعلان العالمي لحقوق الإنسان
أصدر طابعان بمناسبة ذكرى الإعلان العالمي لحقوق الإنسان:
| #  | تاريخ الإصدار       | الوصف | الصورة | القيمة  | كمية الإصدار |
| -- | ------------------- | --- | ------ | ------- | ------------ |
| 53 | 20 كانون الأول 1978 | طابع بخلفية ملونة يغلب عليها اللون الأزرق مع صورة كوكب الأرض وشعار ومز "XXX" والذي يعني "30" بالأرقام الرومانية شريطين أعلى وأسفل بلون ماروني مع عبارة "العيد الثلاثون للإعلان العالمي لحقوق الإنسان" في الشريط الأسفل.    |        | 25 فلسا |              |
| 54 | 20 كانون الأول 1978 | طابع بخلفية ملونة يغلب عليها اللون الأزرق مع صورة كوكب الأرض وشعار ومز "XXX" والذي يعني "30" بالأرقام الرومانية شريطين أعلى وأسفل بلون أزرق غامق مع عبارة "العيد الثلاثون للإعلان العالمي لحقوق الإنسان" في الشريط الأسفل. |        | 75 فلسا |              |

## إصدارات 1979
بلغ عدد إصدارات سنة 1979 ثمانية عشر إصدارا وقد ضمت 54 طابعا.

### إصدارات عيد الشرطة (1979)
أصدرت ثلاثة طوابع احتفاء بعيد الشرطة:
| # | تاريخ الإصدار       | الوصف | الصورة | القيمة  | كمية الإصدار |
| - | ------------------- | --- | ------ | ------- | ------------ |
| 1 | 9 كانون الثاني 1979 | طابع بخلفية برتقالية مع صورة شمعة وغصني زيتون وعملي العراق وفلسطين (علم حزب البعث كذلك) ونجمع مكتوب فيها "الشرطة العراقية" وعبارة "عيد الشرطة وعبارة "الشرطة في خدمة الشعب".    |        | 10 فلوس |              |
| 2 | 9 كانون الثاني 1979 | طابع بخلفية خضراء غامقة مع صورة شمعة وغصني زيتون وعملي العراق وفلسطين (علم حزب البعث كذلك) ونجمع مكتوب فيها "الشرطة العراقية" وعبارة "عيد الشرطة وعبارة "الشرطة في خدمة الشعب". |        | 25 فلسا |              |
| 3 | 9 كانون الثاني 1979 | طابع بخلفية بنفسجية مع صورة شمعة وغصني زيتون وعملي العراق وفلسطين (علم حزب البعث كذلك) ونجمع مكتوب فيها "الشرطة العراقية" وعبارة "عيد الشرطة وعبارة "الشرطة في خدمة الشعب".     |        | 35 فلسا |              |

### إصدارات ذكرى تطبيق قانون التعليم الإلزامي
أصدرت ثلاثة طوابع بمناسبة الذكرى الأولى لتطبيق قانون التعليم الإلزامي:
| # | تاريخ الإصدار | الوصف | الصورة | القيمة  | كمية الإصدار |
| - | ------------- | --- | ------ | ------- | ------------ |
| 4 | 5 شباط 1979   | طابع بخلفية صفراء مع صورة شمعة تتوسط كتابا مكتوب فيه "العلم نور والجهل ظلام" وتحته ثلاثة كتب مكتوب في حالشيتها كلمات "اشتراكية" و"حرية" و"وحدة" وفي أسفل الطابع عبارة "ذكرى تطبيق قانون التعليم الإلزامي".    |        | 15 فلسا |              |
| 5 | 5 شباط 1979   | طابع بخلفية تركوازية مع صورة شمعة تتوسط كتابا مكتوب فيه "العلم نور والجهل ظلام" وتحته ثلاثة كتب مكتوب في حالشيتها كلمات "اشتراكية" و"حرية" و"وحدة" وفي أسفل الطابع عبارة "ذكرى تطبيق قانون التعليم الإلزامي". |        | 25 فلسا |              |
| 6 | 5 شباط 1979   | طابع بخلفية بنفسجية مع صورة شمعة تتوسط كتابا مكتوب فيه "العلم نور والجهل ظلام" وتحته ثلاثة كتب مكتوب في حالشيتها كلمات "اشتراكية" و"حرية" و"وحدة" وفي أسفل الطابع عبارة "ذكرى تطبيق قانون التعليم الإلزامي".  |        | 35 فلسا |              |

### إصدارات الحملة الوطنية لمحو الأمية الإلزامي
أصدرت ثلاثة طوابع بمناسبة بدء الحملة الوطنية الشاملة لمحو الأمية الإلزامي:
| # | تاريخ الإصدار | الوصف | الصورة | القيمة  | كمية الإصدار |
| - | ------------- | --- | ------ | ------- | ------------ |
| 7 | 10 آذار 1979  | طابع بخلفية برتقالية تتوسطها دائرة رصاصية اللون تحتوي عبارة "بدء الحملة الوطنية الشاملة لمحو الأمية الإلزامي" وتاريخ 1-12-1978 مع صورة يد تحمل قلما وراءها كتاب وتحتها أشخاص. |        | 15 فلسا |              |
| 8 | 10 آذار 1979  | طابع بخلفية خضراء تتوسطها دائرة رصاصية اللون تحتوي عبارة "بدء الحملة الوطنية الشاملة لمحو الأمية الإلزامي" وتاريخ 1-12-1978 مع صورة يد تحمل قلما وراءها كتاب وتحتها أشخاص.    |        | 25 فلسا |              |
| 9 | 10 آذار 1979  | طابع بخلفية بنفسجية تتوسطها دائرة رصاصية اللون تحتوي عبارة "بدء الحملة الوطنية الشاملة لمحو الأمية الإلزامي" وتاريخ 1-12-1978 مع صورة يد تحمل قلما وراءها كتاب وتحتها أشخاص.  |        | 35 فلسا |              |

### إصدارات عيد المعلم (1979)
أصدرت ثلاثة طوابع بمناسبة عيد المعلم:
| #  | تاريخ الإصدار | الوصف | الصورة | القيمة  | كمية الإصدار |
| -- | ------------- | --- | ------ | ------- | ------------ |
| 10 | 20 آذار 1979  | طابع ملون تظهر في أعلى اليمين صورة شخص يمثل المعلم وإلى وسط الطابع بجانب المعلم صورة سبورة سوداء مكتوب عليها "المعلم رسول الإنسانية - ا ل ب ع ث = وحدة وحرية واشتراكية" وفي أعلى الطابع صورة شمس تتوسطها صورة حمورابي وشمش الموجود في أعلى مسلة حمورابي وفي الأسفل شريط بلون أخضر وأشخاص يمثلون الطلبة مع عبارة "عيد المعلم".      |        | 10 فلوس |              |
| 11 | 20 آذار 1979  | طابع ملون تظهر في أعلى اليمين صورة شخص يمثل المعلم وإلى وسط الطابع بجانب المعلم صورة سبورة سوداء مكتوب عليها "المعلم رسول الإنسانية - ا ل ب ع ث = وحدة وحرية واشتراكية" وفي أعلى الطابع صورة شمس تتوسطها صورة حمورابي وشمش الموجود في أعلى مسلة حمورابي وفي الأسفل شريط بلون بنفسجي وأشخاص يمثلون الطلبة مع عبارة "عيد المعلم".    |        | 15 فلسا |              |
| 12 | 20 آذار 1979  | طابع ملون تظهر في أعلى اليمين صورة شخص يمثل المعلم وإلى وسط الطابع بجانب المعلم صورة سبورة سوداء مكتوب عليها "المعلم رسول الإنسانية - ا ل ب ع ث = وحدة وحرية واشتراكية" وفي أعلى الطابع صورة شمس تتوسطها صورة حمورابي وشمش الموجود في أعلى مسلة حمورابي وفي الأسفل شريط بلون أحمر غامق وأشخاص يمثلون الطلبة مع عبارة "عيد المعلم". |        | 50 فلسا |              |

### إصدارات العرب
أصدر طابعان للاحتفاء بإنجازات العرب:
| #  | تاريخ الإصدار | الوصف | الصورة | القيمة  | كمية الإصدار |
| -- | ------------- | --- | ------ | ------- | ------------ |
| 13 | 22 آذار 1979  | طابع ملون تظهر عليه صورة خريطة العالم وصورة كتاب مفتوح مع كلمة "العرب" وفي الأسفل شريط بلون أخضر غامق لرموز أحدها مكتوب عليه "الجبر" وأشياء تتعلق بالكيمياء والحساب والعلوم الأخرى. |        | 35 فلسا |              |
| 14 | 22 آذار 1979  | طابع ملون تظهر عليه صورة خريطة العالم وصورة كتاب مفتوح مع كلمة "العرب" وفي الأسفل شريط بلون أحمر غامق لرموز أحدها مكتوب عليه "الجبر" وأشياء تتعلق بالكيمياء والحساب والعلوم الأخرى. |        | 75 فلسا |              |

### إصدارات كأس الخليج العربي
أصدرت ثلاثة طوابع لمناسبة بطولة كأس الخليج العربي الخامسة في بغداد في الفترة من 23 آذار إلى 9 نيسان 1979:
| #  | تاريخ الإصدار | الوصف | الصورة | القيمة  | كمية الإصدار |
| -- | ------------- | --- | ------ | ------- | ------------ |
| 15 | 3 نيسان 1979  | طابع ملون تظهر في خلفيته منظر من مياه الخليج وسمائه وفي الوسط شعار بطولة كأس الخليج الخامسة في بغداد تظهر عليه أعلام الدول السبع المشاركة في البطولة وخريطة الخليج العربي مع عبارة "دورة الخليج العربي لكرة القدم" وعبارة "الدورة الخامسة 1979"، ويمتاز الطابع بإطار أصفر.   |        | 10 فلوس |              |
| 16 | 3 نيسان 1979  | طابع ملون تظهر في خلفيته منظر من مياه الخليج وسمائه وفي الوسط شعار بطولة كأس الخليج الخامسة في بغداد تظهر عليه أعلام الدول السبع المشاركة في البطولة وخريطة الخليج العربي مع عبارة "دورة الخليج العربي لكرة القدم" وعبارة "الدورة الخامسة 1979"، ويمتاز الطابع بإطار اخضر.   |        | 15 فلسا |              |
| 17 | 3 نيسان 1979  | طابع ملون تظهر في خلفيته منظر من مياه الخليج وسمائه وفي الوسط شعار بطولة كأس الخليج الخامسة في بغداد تظهر عليه أعلام الدول السبع المشاركة في البطولة وخريطة الخليج العربي مع عبارة "دورة الخليج العربي لكرة القدم" وعبارة "الدورة الخامسة 1979"، ويمتاز الطابع بإطار بنفسجي. |        | 50 فلسا |              |

### إصدارات مهرجان الربيع بالموصل
أصدرت ثلاثة طوابع مهرجان الربيع بالموصل:
| #  | تاريخ الإصدار | الوصف | الصورة | القيمة  | كمية الإصدار |
| -- | ------------- | --- | ------ | ------- | ------------ |
| 18 | 15 نيسان 1979 | طابع ملون بإطار بنفسجي والوسط خلفيته تتدرج بين الأخضر والأسفل مع صورة بنت تعزف بالناي وتنطلق منه علامات النوتات الموسيقية وعلى رأس البنت فراشة مع عبارة "مهرجان الربيع بالموصل 1979". |        | 10 فلوس |              |
| 19 | 15 نيسان 1979 | طابع ملون بإطار أصفر والوسط خلفيته تتدرج بين الأخضر والأسفل مع صورة بنت تعزف بالناي وتنطلق منه علامات النوتات الموسيقية وعلى رأس البنت فراشة مع عبارة "مهرجان الربيع بالموصل 1979".   |        | 15 فلسا |              |
| 20 | 15 نيسان 1979 | طابع ملون بإطار أحمر والوسط خلفيته تتدرج بين الأخضر والأسفل مع صورة بنت تعزف بالناي وتنطلق منه علامات النوتات الموسيقية وعلى رأس البنت فراشة مع عبارة "مهرجان الربيع بالموصل 1979".   |        | 50 فلسا |              |

### إصدارات ذكرى الانضمام إلى الاتحاد البريدي العالمي
أصدرت ثلاثة طوابع بمناسبة ذكرى الانضمام إلى الاتحاد البريدي العالمي:
| #  | تاريخ الإصدار | الوصف | الصورة | القيمة  | كمية الإصدار |
| -- | ------------- | --- | ------ | ------- | ------------ |
| 21 | 22 نيسان 1979 | طابع ملون بخلفية زرقاء تظهر في أسفل خريطة العراق في وسط نصف دائرة زرقاء غامقة اللون وفي وسط الطابع علم العراق وفي أعلى اليمين شعار قديم للاتحاد البريدي العالمي وفي جانبي الطابع شريطين بلون فضي مع عبارة "الذكرى الخمسون لانضمام العراق إلى الاتحاد البريدي العالمي".       |        | 25 فلسا |              |
| 22 | 22 نيسان 1979 | طابع ملون بخلفية زرقاء تظهر في أسفل خريطة العراق في وسط نصف دائرة زرقاء غامقة اللون وفي وسط الطابع علم العراق وفي أعلى اليمين شعار قديم للاتحاد البريدي العالمي وفي جانبي الطابع شريطين بلون بني مع عبارة "الذكرى الخمسون لانضمام العراق إلى الاتحاد البريدي العالمي".       |        | 35 فلسا |              |
| 23 | 22 نيسان 1979 | طابع ملون بخلفية زرقاء تظهر في أسفل خريطة العراق في وسط نصف دائرة زرقاء غامقة اللون وفي وسط الطابع علم العراق وفي أعلى اليمين شعار قديم للاتحاد البريدي العالمي وفي جانبي الطابع شريطين بلون أزرق غامق مع عبارة "الذكرى الخمسون لانضمام العراق إلى الاتحاد البريدي العالمي". |        | 75 فلسا |              |

### إصدارات السنة الدولية للطفل
أصدر طابعان وبطاقة بمناسبة السنة الدولية للطفل:
| #  | تاريخ الإصدار | الوصف | الصورة | القيمة  | كمية الإصدار |
| -- | ------------- | --- | ------ | ------- | ------------ |
| 24 | 1 حزيران 1979 | طابع ملون بخلفية زرقاء تظهر صورة شمعة وطفلا يحتضن الكرة الأرضية مع السنة الدولية للطفل وعبارة "السنة الدولية للطفل 1979".      |        | 25 فلسا |              |
| 25 | 1 حزيران 1979 | طابع ملون بخلفية خضراء تظهر صورة شمعة وطفلا يحتضن الكرة الأرضية مع شعار السنة الدولية للطفل وعبارة "السنة الدولية للطفل 1979". |        | 75 فلسا |              |

أما البطاقة فهذا وصفها:
| #  | تاريخ الإصدار | الوصف | الصورة | القيمة  | كمية الإصدار |
| -- | ------------- | --- | ------ | ------- | ------------ |
| 26 | 1 حزيران 1979 | بطاقة إطارها بلون ماروني مع شعار السنة الدولية للطفل وعبارة "السنة الدولية للطفل 1979"، وفي وسط البطاقة طابع بقيمة 100 فلس يغلب عليه اللون الفضي تظهر فيه صورة طفلين ولد وبنت مع شعار الأمم المتحدة وشعار السنة الدولية للطفل وعبارة "السنة الدولية للطفل 1979". |        | 100 فلس |              |

### إصدارات أعياد تموز (1979)
أصدرت ثلاثة طوابع بمناسبة أعياد تموز:
| #  | تاريخ الإصدار | الوصف                                                                    | الصورة | القيمة  | كمية الإصدار |
| -- | ------------- | ------------------------------------------------------------------------ | ------ | ------- | ------------ |
| 27 | 17 تموز 1979  | طابع ملون بخلفية خضراء مصفرة مع صورة وردة وغصن وعبارة "1979 أعياد تموز". |        | 15 فلسا |              |
| 28 | 17 تموز 1979  | طابع ملون بخلفية زرقاء مع صورة وردة وغصن وعبارة "1979 أعياد تموز".       |        | 25 فلسا |              |
| 29 | 17 تموز 1979  | طابع ملون بخلفية حمراء مع صورة وردة وغصن وعبارة "1979 أعياد تموز".       |        | 35 فلسا |              |

### إصدارات مكتب التربية الدولي
أصدرت ثلاثة طوابع بمناسبة الذكرى الخمسون لتأسيس مكتب التربية الدولي:
| #  | تاريخ الإصدار | الوصف | الصورة | القيمة  | كمية الإصدار |
| -- | ------------- | --- | ------ | ------- | ------------ |
| 30 | 25 تموز 1979  | طابع ملون بخلفية بيضاء تتوسطه صورة لبنتين تقفان على 3 كتب وتحملان الكرة الأرضية وبجانبهما زهرتان مع شعار اليونسكو وعبارة "الذكرى الخمسون لتأسيس مكتب التربية الدولي 1929 - 1979".   |        | 25 فلسا |              |
| 31 | 25 تموز 1979  | طابع ملون بخلفية صفراء تتوسطه صورة لبنتين تقفان على 3 كتب وتحملان الكرة الأرضية وبجانبهما زهرتان مع شعار اليونسكو وعبارة "الذكرى الخمسون لتأسيس مكتب التربية الدولي 1929 - 1979".   |        | 50 فلسا |              |
| 32 | 25 تموز 1979  | طابع ملون بخلفية بنفسجية تتوسطه صورة لبنتين تقفان على 3 كتب وتحملان الكرة الأرضية وبجانبهما زهرتان مع شعار اليونسكو وعبارة "الذكرى الخمسون لتأسيس مكتب التربية الدولي 1929 - 1979". |        | 100 فلس |              |

### إصدارات الشخصيات العراقية
أصدرت ثلاثة طوابع تحتفي بشخصيات عراقية:
| #  | تاريخ الإصدار       | الوصف | الصورة | القيمة  | كمية الإصدار |
| -- | ------------------- | --- | ------ | ------- | ------------ |
| 33 | 15 تشرين الأول 1979 | طابع ملون تظهر رسما للأديب الدكتور مصطفى جواد (1906 - 1969) مع ذكر اسمه.                                           |        | 25 فلسا |              |
| 34 | 15 تشرين الأول 1979 | طابع ملون تظهر رسما للأديب ساطع الحصري (1882 - 1968) مع ذكر اسمه.                                                  |        | 25 فلسا |              |
| 35 | 15 تشرين الأول 1979 | طابع ملون تظهر رسما للأديب جواد سليم (1920 - 1961) مع ذكر اسمه ومنظر من جداريته المشهورة في ساحة التحرير في بغداد. |        | 25 فلسا |              |

### إصدارات الحج (1979)
أصدر طابعان بمناسبة موسم الحج:
| #  | تاريخ الإصدار       | الوصف | الصورة | القيمة  | كمية الإصدار |
| -- | ------------------- | --- | ------ | ------- | ------------ |
| 36 | 25 تشرين الأول 1979 | طابع ملون تظهر صورة من المسجد الحرام حيث تظهر صورة الطائفين حول الكعبة، والكتابة في حاشية الطابع بلون أخضر ومن ضمنها كلمة "الحج". |        | 25 فلسا |              |
| 37 | 25 تشرين الأول 1979 | طابع ملون تظهر صورة من المسجد الحرام حيث تظهر صورة الطائفين حول الكعبة، والكتابة في حاشية الطابع بلون أحمر ومن ضمنها كلمة "الحج". |        | 50 فلسا |              |

### إصدارات وكالة الأنباء العراقية
أصدرت ثلاثة طوابع بمناسبة الذكرى العشرين لتأسيس وكالة الأنباء العراقية:
| #  | تاريخ الإصدار       | الوصف | الصورة | القيمة  | كمية الإصدار |
| -- | ------------------- | --- | ------ | ------- | ------------ |
| 38 | 9 تشرين الثاني 1979 | طابع بخلفية زرقاء غامقة مع رقم "20" بخط كبير، وصورة تخطيط يمثل الكرة الأرضية تعلوه عبارة "الذكرى العشرين لتأسيس وكالة الأنباء العراقية" وفوقها علم العراق ورمز "INAواع" وهي مختصر وكالة الأنباء العراقية باللغتين العربية والإنجليزية. |        | 25 فلسا |              |
| 39 | 9 تشرين الثاني 1979 | طابع بخلفية زرقاء غامقة مع رقم "20" بخط كبير، وصورة تخطيط يمثل الكرة الأرضية تعلوه عبارة "الذكرى العشرين لتأسيس وكالة الأنباء العراقية" وفوقها علم العراق ورمز "INAواع" وهي مختصر وكالة الأنباء العراقية باللغتين العربية والإنجليزية. |        | 50 فلسا |              |
| 40 | 9 تشرين الثاني 1979 | طابع بخلفية زرقاء غامقة مع رقم "20" بخط كبير، وصورة تخطيط يمثل الكرة الأرضية تعلوه عبارة "الذكرى العشرين لتأسيس وكالة الأنباء العراقية" وفوقها علم العراق ورمز "INAواع" وهي مختصر وكالة الأنباء العراقية باللغتين العربية والإنجليزية. |        | 75 فلسا |              |

### إصدارات المؤتمر الإداري العالمي للراديو
أصدرت ثلاثة طوابع بمناسبة انعقاد مؤتمر المؤتمر الإداري العالمي للراديو [الإنجليزية] في جنيف بسويسرا.
| #  | تاريخ الإصدار       | الوصف | الصورة | القيمة  | كمية الإصدار |
| -- | ------------------- | --- | ------ | ------- | ------------ |
| 41 | 9 تشرين الثاني 1979 | طابع بخلفية تركوازية مع شريط متعدد الألوان وتخطيط لجزء العلوي لجسم ثلاثة أشخاص مع عبارة "المؤتمر الإداري العالمي للراديو 79" وشعار المؤتمر. |        | 25 فلسا |              |
| 42 | 9 تشرين الثاني 1979 | طابع بخلفية برتقالية مع شريط متعدد الألوان وتخطيط لجزء العلوي لجسم ثلاثة أشخاص مع عبارة "المؤتمر الإداري العالمي للراديو 79" وشعار المؤتمر. |        | 50 فلسا |              |
| 43 | 9 تشرين الثاني 1979 | طابع بخلفية زرقاء مع شريط متعدد الألوان وتخطيط لجزء العلوي لجسم ثلاثة أشخاص مع عبارة "المؤتمر الإداري العالمي للراديو 79" وشعار المؤتمر.    |        | 75 فلسا |              |

### إصدارات اليوم الدولي للتعاون مع الشعب الفلسطيني
أصدرت ثلاثة طوابع اليوم الدولي للتعاون مع الشعب الفلسطيني.
| #  | تاريخ الإصدار       | الوصف | الصورة | القيمة  | كمية الإصدار |
| -- | ------------------- | --- | ------ | ------- | ------------ |
| 44 | 9 تشرين الثاني 1979 | طابع ملون تظهر فيه صورة وجه وعلم فلسطين وخريطة فلسطين نازفة وخمسة من الأيادي بألوان مختلفة كلها خلف أسلاك شائكة مع عبارة "اليوم الدولي للتعاون مع الشعب الفلسطيني" ويتماز الطابع بأن الكتابات فيه بلون أسود. |        | 25 فلسا |              |
| 45 | 9 تشرين الثاني 1979 | طابع ملون تظهر فيه صورة وجه وعلم فلسطين وخريطة فلسطين نازفة وخمسة من الأيادي بألوان مختلفة كلها خلف أسلاك شائكة مع عبارة "اليوم الدولي للتعاون مع الشعب الفلسطيني" ويتماز الطابع بأن الكتابات فيه بلون أزرق. |        | 50 فلسا |              |
| 46 | 9 تشرين الثاني 1979 | طابع ملون تظهر فيه صورة وجه وعلم فلسطين وخريطة فلسطين نازفة وخمسة من الأيادي بألوان مختلفة كلها خلف أسلاك شائكة مع عبارة "اليوم الدولي للتعاون مع الشعب الفلسطيني" ويتماز الطابع بأن الكتابات فيه بلون أحمر. |        | 75 فلسا |              |

### إصدارات الرئيسين أحمد حسن البكر وصدام حسين
أصدرت أربعة طوابع بمناسبة استقالة الرئيس أحمد حسن البكر واستلام الرئيس صدام حسين الرئاسة في العراق.
| #  | تاريخ الإصدار      | الوصف | الصورة | القيمة  | كمية الإصدار |
| -- | ------------------ | --- | ------ | ------- | ------------ |
| 47 | 1 كانون الأول 1979 | طابع ملون ذو إطار بني تظهر فيه صورة محاطة بعلم فلسطين (علم احزب البعث العربي الاشتراكي) تظهر فيها صورة الرئيس أحمد حسن البكر جالسا وهو يلقي خطابا مع عبارة "الأب القائد أحمد حسن البكر"، والنصوص في الطابع مكتوبة بخط أسود اللون. |        | 25 فلسا |              |
| 48 | 1 كانون الأول 1979 | طابع ملون ذو إطار بني تظهر فيه صورة محاطة بعلم فلسطين (علم احزب البعث العربي الاشتراكي) تظهر فيها صورة الرئيس صدام حسين واقفا واضعا يده على مصحف لترديد القسم مع خريطة الوطن العربي وعبارة "قسما ستبقى راية الأخلاق والبمادئ مشرعة" في أعلى الطابع وعبارة "استلام الرئيس المناضل صدام حسين راية القيادة من الأب القائد أحمد حسن البكر"، والنصوص في الطابع مكتوبة بخط أسود اللون. |        | 50 فلسا |              |
| 49 | 1 كانون الأول 1979 | طابع ملون ذو إطار بني تظهر فيه صورة محاطة بعلم فلسطين (علم احزب البعث العربي الاشتراكي) تظهر فيها صورة الرئيس أحمد حسن البكر جالسا وهو يلقي خطابا مع عبارة "الأب القائد أحمد حسن البكر"، والنصوص في الطابع مكتوبة بخط أبيض اللون. |        | 75 فلسا |              |
| 50 | 1 كانون الأول 1979 | طابع ملون ذو إطار بني تظهر فيه صورة محاطة بعلم فلسطين (علم احزب البعث العربي الاشتراكي) تظهر فيها صورة الرئيس صدام حسين واقفا واضعا يده على مصحف لترديد القسم مع خريطة الوطن العربي وعبارة "قسما ستبقى راية الأخلاق والبمادئ مشرعة" في أعلى الطابع وعبارة "استلام الرئيس المناضل صدام حسين راية القيادة من الأب القائد أحمد حسن البكر"، والنصوص في الطابع مكتوبة بخط أبيض اللون. |        | 100 فلس |              |

### إصدارات الطلائع
أصدرت أربعة طوابع تحمل شعار الاتحاد العام لشباب العراق وتحتفي بالطلائع.
| #  | تاريخ الإصدار       | الوصف | الصورة | القيمة  | كمية الإصدار |
| -- | ------------------- | --- | ------ | ------- | ------------ |
| 51 | 10 كانون الأول 1979 | طابع بخلفية بنفسجية تظهر فيه صورة طفل يرتدي ملابس الطلائع ويحمل آلة الكمان مع شعار الاتحاد العام لشباب العراق وعبارة "ممارسات وفعاليات الطلائع". |        | 10 فلوس |              |
| 52 | 10 كانون الأول 1979 | طابع بخلفية برتقالية تظهر فيه صورة طفلين وخريطة الوطن العربي وشعاع الشمس مع شعار الاتحاد العام لشباب العراق وعبارة "ممارسات وفعاليات الطلائع".   |        | 15 فلسا |              |
| 53 | 10 كانون الأول 1979 | طابع بخلفية زرقاء وخضراء تظهر فيه صورة ثلاثة أطفال يلعبون مع شعار الاتحاد العام لشباب العراق وعبارة "ممارسات وفعاليات الطلائع".                  |        | 25 فلسا |              |
| 54 | 10 كانون الأول 1979 | طابع بخلفية خضراء مع عبارة "ممارسات وفعاليات الطلائع" وكذلك شعار منظمة الطلائع الشبيه بشعار الاتحاد العام لشباب العراق لكن مع إضافة بسيطة.       |        | 35 فلسا |              |

## إصدارات 1980
بلغ عدد إصدارات سنة 1980 أحد عشر إصدارا وقد ضمت 37 طابعا.

### إصدارات يوم الأنواء الجوية العالمي
أصدرت ثلاثة طوابع احتفاء بيوم الأنواء الجوية العالمي:
| # | تاريخ الإصدار | الوصف | الصورة | القيمة  | كمية الإصدار |
| - | ------------- | --- | ------ | ------- | ------------ |
| 1 | 23 آذار 1980  | طابع بخلفية بيضاء تظهر فيه صورة محرار وجهاز قياس سرعة واتجاه الرياح مع عبارة "اليوم الأنواء الجوية العالمي"، ويمتاز الطابع بكتابة نصوصه بلون برتقالي. |        | 15 فلسا |              |
| 2 | 23 آذار 1980  | طابع بخلفية بيضاء تظهر فيه صورة محرار وجهاز قياس سرعة واتجاه الرياح مع عبارة "اليوم الأنواء الجوية العالمي"، ويمتاز الطابع بكتابة نصوصه بلون أخضر.    |        | 25 فلسا |              |
| 3 | 23 آذار 1980  | طابع بخلفية بيضاء تظهر فيه صورة محرار وجهاز قياس سرعة واتجاه الرياح مع عبارة "اليوم الأنواء الجوية العالمي"، ويمتاز الطابع بكتابة نصوصه بلون بنفسجي.  |        | 35 فلسا |              |

### إصدارات يوم الصحة العالمي
أصدرت ثلاثة طوابع احتفاء بيوم الصحة العالمي وحملة مكافحة التدخين:
| # | تاريخ الإصدار | الوصف | الصورة | القيمة  | كمية الإصدار |
| - | ------------- | --- | ------ | ------- | ------------ |
| 4 | 7 نيسان 1980  | طابع بإطار برتقالي وصورة مرأة تدخن وصورة رئتين وشعار منطمة الصحة العالمية وذراعي سرطان مع عبارة "التدخين او الصحة الاختيار ملك يديك" وعبارة "يوم الصحة العالمي 1980". |        | 25 فلسا |              |
| 5 | 7 نيسان 1980  | طابع بإطار أخضر وصورة مرأة تدخن وصورة رئتين وشعار منطمة الصحة العالمية وذراعي سرطان مع عبارة "التدخين او الصحة الاختيار ملك يديك" وعبارة "يوم الصحة العالمي 1980".    |        | 35 فلسا |              |
| 6 | 7 نيسان 1980  | طابع بإطار بنفسجي وصورة مرأة تدخن وصورة رئتين وشعار منطمة الصحة العالمية وذراعي سرطان مع عبارة "التدخين او الصحة الاختيار ملك يديك" وعبارة "يوم الصحة العالمي 1980".  |        | 75 فلسا |              |

### إصدارات أعياد تموز (1980)
أصدرت ثلاثة طوابع احتفاء بيوم الصحة العالمي وحملة مكافحة التدخين:
| # | تاريخ الإصدار | الوصف | الصورة | القيمة  | كمية الإصدار |
| - | ------------- | --- | ------ | ------- | ------------ |
| 7 | 17 تموز 1980  | طابع بخلفية بيضاء مع شكل دائري محيطه مكون من نقوش وفي الوسط عبارة "أعياد تموز" وخريطة الوطن العربي مع وجود 12 شمعة، وعلم العراق إلى جانب علم حزب البعث (يشبه علم فلسطين) مع عبارة "ثورة البعث... ثورة الأمة والإعلان القومي طريق النهوض والصمود والتحرير". |        | 25 فلسا |              |
| 8 | 17 تموز 1980  | طابع بخلفية زرقاء مع شكل دائري محيطه مكون من نقوش وفي الوسط عبارة "أعياد تموز" وخريطة الوطن العربي مع وجود 12 شمعة، وعلم العراق إلى جانب علم حزب البعث (يشبه علم فلسطين) مع عبارة "ثورة البعث... ثورة الأمة والإعلان القومي طريق النهوض والصمود والتحرير". |        | 35 فلسا |              |

كما رافق الإصدار بطاقة تضم طابعا بقيمة 100 فلس:
| # | تاريخ الإصدار | الوصف | الصورة | القيمة  | كمية الإصدار |
| - | ------------- | --- | ------ | ------- | ------------ |
| 9 | 17 تموز 1980  | بطاقة بإطار زرقاء ونقوش في الوسط مع عبارة "أعياد تموز" في أسفل البطاقة، وفي الوسط طابع يحمل صورة الرئيس صدام حسين. |        | 100 فلس |              |

### إصدارات دورة الألعاب الأولمبية الصيفية (1980)
أصدرت أربعة طوابع وبطاقة بمناسبة دورة الألعاب الأولمبية الصيفية في موسكو سنة 1980:
| #  | تاريخ الإصدار | الوصف | الصورة | القيمة  | كمية الإصدار |
| -- | ------------- | --- | ------ | ------- | ------------ |
| 10 | 30 تموز 1980  | طابع ملون يظهر صورة عداء في رياضة سباق حواجز وشعار دورة الألعاب الأولمبية مع عبارة "دورة موسكو للألعاب الأولمبية 1980".             |        | 15 فلسا |              |
| 11 | 30 تموز 1980  | طابع ملون يظهر صورة رياضي في رياضة رفع الأثقال وشعار دورة الألعاب الأولمبية مع عبارة "دورة موسكو للألعاب الأولمبية 1980".           |        | 20 فلسا |              |
| 12 | 30 تموز 1980  | طابع ملون يظهر صورة رياضيين اثنين في رياضة الملاكمة وشعار دورة الألعاب الأولمبية مع عبارة "دورة موسكو للألعاب الأولمبية 1980".      |        | 30 فلسا |              |
| 13 | 30 تموز 1980  | طابع ملون يظهر صورة أربعة من اللاعبين في رياضة كرة القدم وشعار دورة الألعاب الأولمبية مع عبارة "دورة موسكو للألعاب الأولمبية 1980". |        | 35 فلسا |              |

أما البطاقة فكان تحتوي على طابع بقيمة 100 فلس وهذا وصفها:
| #  | تاريخ الإصدار | الوصف | الصورة | القيمة  | كمية الإصدار |
| -- | ------------- | --- | ------ | ------- | ------------ |
| 14 | 30 تموز 1980  | بطاقة بإطار بني يحتوي على شعار دورة الألعاب الأولمبية الموشح بعلمي العراق وفلسطين (علم حزب البعث أيضا) مع عبارة "دورة موسكو للألعاب الأولمبية 1980" في أسفل البطاقة، وفي الوسط البطاقة طابع ملون يظهر صورة لاعبين اثني في رياضة المصارعة وشعار دورة الألعاب الأولمبية مع عبارة "دورة موسكو للألعاب الأولمبية 1980". |        | 100 فلس |              |

### إصدارات الفواكه
أصدرت خمسة طوابع تضم صور فواكه شائعة في العراق ويظهر اسمها العربي واسمها العلمي اللاتيني:
| #  | تاريخ الإصدار | الوصف                                                                    | الصورة | القيمة  | كمية الإصدار |
| -- | ------------- | ------------------------------------------------------------------------ | ------ | ------- | ------------ |
| 15 | 15 آب 1980    | طابع ملون بخلفية بيضاء يظهر صورة توت بري أو عليق مقدس (Rubus sanctus).   |        | 5 فلوس  |              |
| 16 | 15 آب 1980    | طابع ملون بخلفية بيضاء يظهر صورة الخوخ أو الدراق (Prunus persica).       |        | 15 فلسا |              |
| 17 | 15 آب 1980    | طابع ملون بخلفية بيضاء يظهر صورة عرموط أو الكمثرى (Pyrus communis).      |        | 20 فلسا |              |
| 18 | 15 آب 1980    | طابع ملون بخلفية بيضاء يظهر صورة تفاح (Pyrus malus).                     |        | 25 فلسا |              |
| 19 | 15 آب 1980    | طابع ملون بخلفية بيضاء يظهر صورة عنجاص أو برقوق شائع (Prunus domestica). |        | 35 فلسا |              |

### إصدارات المؤتمر العالمي للسياحة
أصدرت ثلاثة طوابع بمناسبة انعقاد المؤتمر العالمي للسياحة في مانيلا:
| #  | تاريخ الإصدار | الوصف | الصورة | القيمة  | كمية الإصدار |
| -- | ------------- | --- | ------ | ------- | ------------ |
| 20 | 30 آب 1980    | طابع ملون تظهر فيه كلمتي "العراق" و"السياحي" مكررتين بألوان متنوعة وبخلفية زرقاء وفوقها شعار المؤتمر العالمي للسياحة بخلفية بيضاء مع عبارة "المؤتمر العالمي للسياحة" ويمتاز الطابع بإطار وكتابة النصوص بلون أخضر. |        | 20 فلسا |              |
| 21 | 30 آب 1980    | طابع ملون تظهر فيه كلمتي "العراق" و"السياحي" مكررتين بألوان متنوعة وبخلفية زرقاء وفوقها شعار المؤتمر العالمي للسياحة بخلفية بيضاء مع عبارة "المؤتمر العالمي للسياحة" ويمتاز الطابع بإطار وكتابة النصوص بلون وردي. |        | 50 فلسا |              |
| 22 | 30 آب 1980    | طابع ملون تظهر فيه كلمتي "العراق" و"السياحي" مكررتين بألوان متنوعة وبخلفية زرقاء وفوقها شعار المؤتمر العالمي للسياحة بخلفية بيضاء مع عبارة "المؤتمر العالمي للسياحة" ويمتاز الطابع بإطار وكتابة النصوص بلون أسود. |        | 100 فلس |              |

### إصدارات مؤتمر الاتحاد البريدي العربي
أصدرت ثلاثة طوابع بمناسبة انعقاد مؤتمر الاتحاد البريدي العربي الحادي عشر في بغداد:
| #  | تاريخ الإصدار | الوصف | الصورة | القيمة  | كمية الإصدار |
| -- | ------------- | --- | ------ | ------- | ------------ |
| 23 | 8 أيلول 1980  | طابع ملون بإطار أخضر تظهر فيه خريطة العراق وخريطة الوطن العربي وعلم فلسطين وشعلة مع شعار الاتحاد البريدي العربي مع عبارة "المؤتمر الحادي عشر للاتحاد البريدي العربي بغداد - 1980". |        | 10 فلوس |              |
| 24 | 8 أيلول 1980  | طابع ملون بإطار أبيض تظهر فيه خريطة العراق وخريطة الوطن العربي وعلم فلسطين وشعلة مع شعار الاتحاد البريدي العربي مع عبارة "المؤتمر الحادي عشر للاتحاد البريدي العربي بغداد - 1980". |        | 30 فلسا |              |
| 25 | 8 أيلول 1980  | طابع ملون بإطار أصفر تظهر فيه خريطة العراق وخريطة الوطن العربي وعلم فلسطين وشعلة مع شعار الاتحاد البريدي العربي مع عبارة "المؤتمر الحادي عشر للاتحاد البريدي العربي بغداد - 1980". |        | 35 فلسا |              |

### إصدارات منظمة الأوبك
أصدرت ثلاثة طوابع بمناسبة الذكرى العشرين لتأسيس منظمة الأوبك:
| #  | تاريخ الإصدار | الوصف | الصورة | القيمة  | كمية الإصدار |
| -- | ------------- | --- | ------ | ------- | ------------ |
| 26 | 30 أيلول 1980 | طابع ملون بإطار أبيض والوسط خلفية زرقاء غامقة تظهر في وسطه شعار منظمة الأوبك مع خريطة العالم مؤشرة فيها الدول الأعضاءء لمنظمة الأوبك وعبارة "تقدم من خلال التضامن" وفي أسفل الطابع عبارة "الذكرى العشرون لمنظمة البلدان المصدرة للنفط 1980"، ويمتاز الطابع بكتابة النصوص في الإطار الأبيض بلون أزرق. |        | 30 فلسا |              |
| 27 | 30 أيلول 1980 | طابع ملون بإطار أبيض والوسط خلفية زرقاء غامقة تظهر في وسطه شعار منظمة الأوبك مع خريطة العالم مؤشرة فيها الدول الأعضاءء لمنظمة الأوبك وعبارة "تقدم من خلال التضامن" وفي أسفل الطابع عبارة "الذكرى العشرون لمنظمة البلدان المصدرة للنفط 1980"، ويمتاز الطابع بكتابة النصوص في الإطار الأبيض بلون وردي. |        | 75 فلسا |              |

### إصدارات الفراشات
أصدرت أربعة طوابع تضم صور فراشات:
| #  | تاريخ الإصدار       | الوصف                                                                                 | الصورة | القيمة  | كمية الإصدار |
| -- | ------------------- | ------------------------------------------------------------------------------------- | ------ | ------- | ------------ |
| 28 | 20 تشرين الأول 1980 | طابع ملون بخلفية بيضاء يظهر صورة فراشة من نوع مذناب مقون (Papilio machaon).           |        | 10 فلوس |              |
| 29 | 20 تشرين الأول 1980 | طابع ملون بخلفية بيضاء يظهر صورة فراشة من نوع أبو دقيق النمر (Danaus chrysippus).     |        | 15 فلسا |              |
| 30 | 20 تشرين الأول 1980 | طابع ملون بخلفية بيضاء يظهر صورة فراشة من نوع بشورة الصيف (Vanessa atalanta).         |        | 20 فلسا |              |
| 31 | 20 تشرين الأول 1980 | طابع ملون بخلفية بيضاء يظهر صورة فراشة من نوع فراشة البكورية الطبية (Colias croceus). |        | 30 فلسا |              |

### إصدارات القرن الخامس عشر
أصدرت ثلاثة طوابع بمناسبة حلول القرن الخامس عشر الهجري:
| #  | تاريخ الإصدار       | الوصف | الصورة | القيمة  | كمية الإصدار |
| -- | ------------------- | --- | ------ | ------- | ------------ |
| 32 | 9 تشرين الثاني 1980 | طابع ملون بإطار فضي يطهر في وسطخ حرف "هـ" كبير وفي داخله صورة الكعبة وصورة القبة الخضرا في المسجد النبوي مع عبارة "القرن 15 هـ" وعبارة "إن هذه أمتكم أمة واحدة".  |        | 15 فلسا |              |
| 33 | 9 تشرين الثاني 1980 | طابع ملون بإطار أحمر يطهر في وسطخ حرف "هـ" كبير وفي داخله صورة الكعبة وصورة القبة الخضرا في المسجد النبوي مع عبارة "القرن 15 هـ" وعبارة "إن هذه أمتكم أمة واحدة". |        | 25 فلسا |              |
| 34 | 9 تشرين الثاني 1980 | طابع ملون بإطار بني يطهر في وسطخ حرف "هـ" كبير وفي داخله صورة الكعبة وصورة القبة الخضرا في المسجد النبوي مع عبارة "القرن 15 هـ" وعبارة "إن هذه أمتكم أمة واحدة".  |        | 35 فلسا |              |

### إصدارات اليوم الدولي للتضامن مع الشعب الفلسطيني (1980)
أصدرت ثلاثة طوابع بمناسبة اليوم الدولي للتضامن مع الشعب الفلسطيني:
| #  | تاريخ الإصدار        | الوصف | الصورة | القيمة  | كمية الإصدار |
| -- | -------------------- | --- | ------ | ------- | ------------ |
| 35 | 29 تشرين الثاني 1980 | طابع ملون بخلفية صفراء مخضرة تظهر فيها خريطة فلسطين وصورة قبة الصخرة وخمسة أشخاص يحملون سلاحا مع عبارة "اليوم الدولي للتعاون مع الشعب الفلسطيني 29 تشرين الثاني 1980". |        | 25 فلسا |              |
| 36 | 29 تشرين الثاني 1980 | طابع ملون بخلفية وردية تظهر فيها خريطة فلسطين وصورة قبة الصخرة وخمسة أشخاص يحملون سلاحا مع عبارة "اليوم الدولي للتعاون مع الشعب الفلسطيني 29 تشرين الثاني 1980".       |        | 35 فلسا |              |
| 37 | 29 تشرين الثاني 1980 | طابع ملون بخلفية زرقاء فاتحة تظهر فيها خريطة فلسطين وصورة قبة الصخرة وخمسة أشخاص يحملون سلاحا مع عبارة "اليوم الدولي للتعاون مع الشعب الفلسطيني 29 تشرين الثاني 1980". |        | 75 فلسا |              |